# Geschichte der Stadt Bonn
Die Geschichte der Stadt Bonn umfasst die Entwicklungen auf dem heutigen Gebiet der Stadt Bonn von der ersten Besiedlung bis zur Gegenwart. Bonn hat seine Ursprünge in einer germanischen Siedlung. Nach der Errichtung eines römischen Erkundungslagers in der Zeit des Kaisers Augustus auf der linken Seite des Rheins entstand nach der Varusschlacht ein Legionslager. Nach einem Bedeutungsverlust in fränkischer Zeit gewann Bonn als Stadt im Mittelalter zunehmend an Bedeutung und wurde im 16. Jahrhundert die Residenz der Kölner Kurfürsten. Von 1815 bis 1945 gehörte Bonn zu Preußen.
Nach dem Zweiten Weltkrieg war Bonn bis 1990 Hauptstadt und bis 1999 Regierungssitz der Bundesrepublik Deutschland. Im Zuge des Einigungsvertrages wurde Berlin 1990 Bundeshauptstadt und Bonn zur Bundesstadt erklärt.

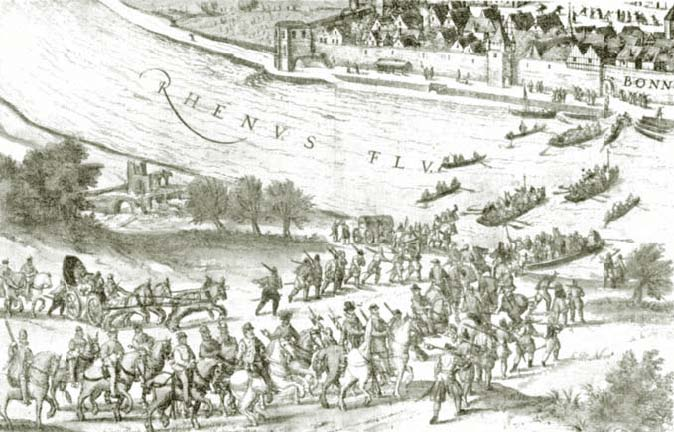
Truchsessische Truppen überqueren von Beuel aus den Rhein nach Bonn (1582)

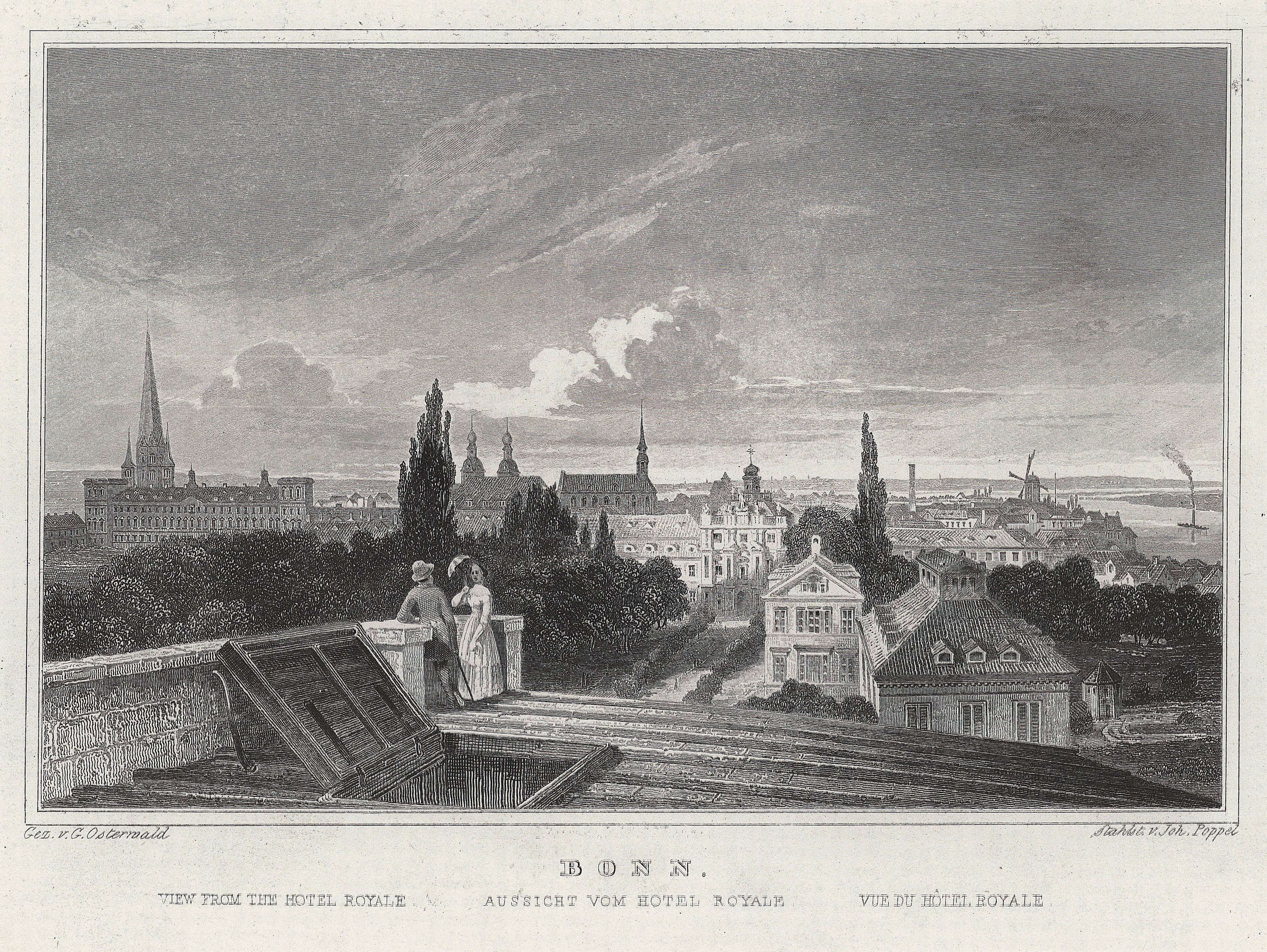
Blick über Bonn vom Dach des ehemaligen Hotels „Royal“ im 19. Jh.

## Steinzeit und Frühgeschichte

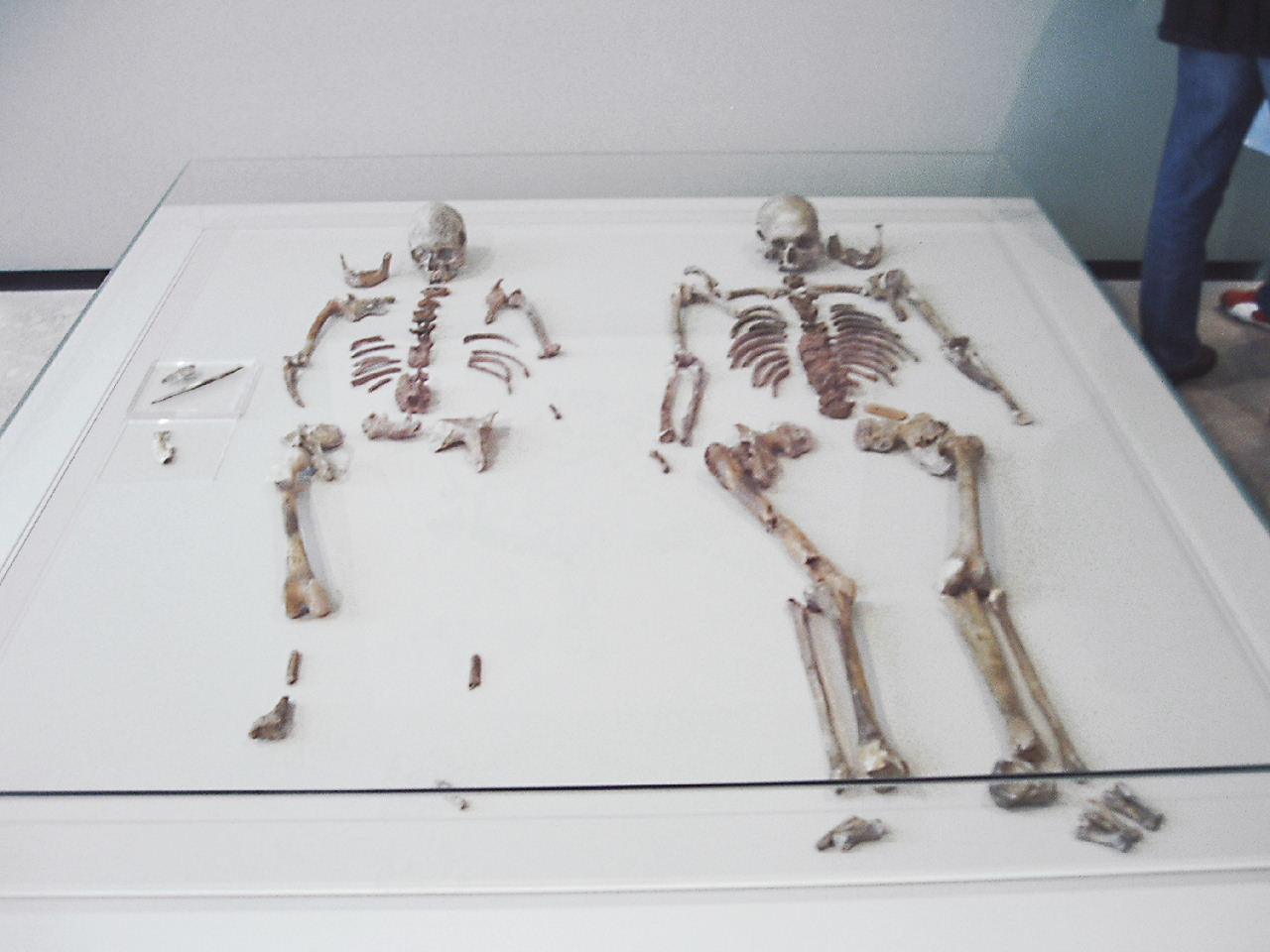
Funde aus dem Doppelgrab von Oberkassel

Lange vor dem Beginn der Zeitrechnung lebten in der Bonner Region Menschen. Die leicht erhöhte Lage am Rhein begünstigte diese Ansiedlungen.
Davon zeugen Funde im gesamten Stadtgebiet Bonns, die für fast alle vorgeschichtliche Zeiten – von der Altsteinzeit bis zur Zeit der Germanen – Siedlungsaktivitäten belegen. Ein Dutzend Faustkeile, gefunden im Bad Godesberger Ortsteil Muffendorf, wurden in die Altsteinzeit datiert (circa 50.000 vor Christus).
Zwei gut erhaltene Skelette des Doppelgrabes von Oberkassel sind die ältesten Funde des anatomisch modernen Menschen (Homo sapiens) in Deutschland. Die menschlichen Überreste des etwa 50 Jahre alten Mannes und der 20- bis 25-jährigen Frau sind rund 14.000 Jahre alt. Neben dem weiblichen und dem männlichen Skelett wurden, laut Fundbericht der Professoren Verworn, Bonnet und Steinmann vom 18. Februar 1914, in dem Oberkasseler Basaltsteinbruch Skelettreste eines Hundes sowie Schmuck gefunden. Eingeordnet werden sie als weiterentwickelter Typ von Cro-Magnon.
Ein Graben und Holzpalisaden, die im Bereich des Venusberges nachgewiesen wurden und aus der Zeit um 4080 v. Chr. stammen, gehören zu den Funden, die Siedlungsaktivitäten im linksrheinischen Gebiet von Bonn belegen. Ob es sich bei dieser Anlage um eine „Fluchtburg“ oder um eine befestigte Siedlung handelte, lässt sich erst nach weiteren Grabungen innerhalb des Gebietes klären.

## Hallstatt- und Latène-Zeit
Die rund 600 Jahre vor Chr. liegen weitgehend im Dunklen. Vermutlich prägte die Hunsrück-Eifel-Kultur bis zum Eintreffen der Römer die Region an Marne, Saar, Mosel und Mittelrhein. Diese Zeiten geben aber Hinweise auf die Namensherkunft. Möglicherweise war es eine Siedlung von Kelten, auf die der Name Bonn zurückgeht. Bona bedeutet im Keltischen „Gründung, Stamm“ (vgl. altirisch bonn, walisisch bôn) wie bei den vielen Bonnes, Bonne in Frankreich. Als Bestandteil findet sich das bona in Vindobona „weißes Dorf“ > Wien und Ratisbona „befestigtes Dorf“ > Regensburg. Nach einer anderen Deutung beschreibt Bonn den Höhenzug, der von Graurheindorf im Norden über den Belderberg bis zur heutigen Koblenzer Straße im Süden bei einer Höhe von 15 m oberhalb des Rheins reicht. Hierzu passt die keltische Bedeutungsvariante „Sohle, Stütze, Sockel“ (vgl. mittelirisch bond, bonn), welche mit der lateinischen Entsprechung (lat. fundus „Grund, Boden, Grundstück, Landgut“) auf ein im Gallischen zu rekonstruierendes gallisch *bonum, *bona mit Bedeutungen wie „Basis, flacher Höhenzug, befestigter Sockel, Burg“ schließen lässt. Dies träfe dann gut zu auf die nachweislich schon vorrömisch besiedelten Sockel im Bonner Stadtgebiet sowie im Bereich des 2006 ausgegrabenen „vicus Bonnensis“ am Bundeshaus (siehe unten).

## Germanen und Vorboten römischer Besitznahme
Im letzten Jahrhundert v. Chr. siedelten rechtsrheinisch Sugambrer, auf der linken Seite des Rheins Eburonen.
Die Römerzeit am Rhein begann mit dem Vorstoß einer römischen Legion unter Julius Cäsar im Jahre 55 v. Chr. an den Rhein.
Nachdem Cäsar die hier siedelnden Volksstämme bei seinen Feldzügen geschlagen und völlig aus dem Gebiet des Mittel- und Niederrheins verdrängt hatte, folgten ihnen Ubier. In der Zeit zwischen 39/38 v. Chr. und 20 v. Chr. siedelte der römische Statthalter in Gallien, Marcus Vipsanius Agrippa, die Ubier aus dem Neuwieder Becken im Bonner Raum an. Hauptniederlassung der umgesiedelten Ubier ist jedoch das Oppidum Ubiorum, aus dem sich später Köln entwickeln wird.

## Römerzeit

### Erkundungslager

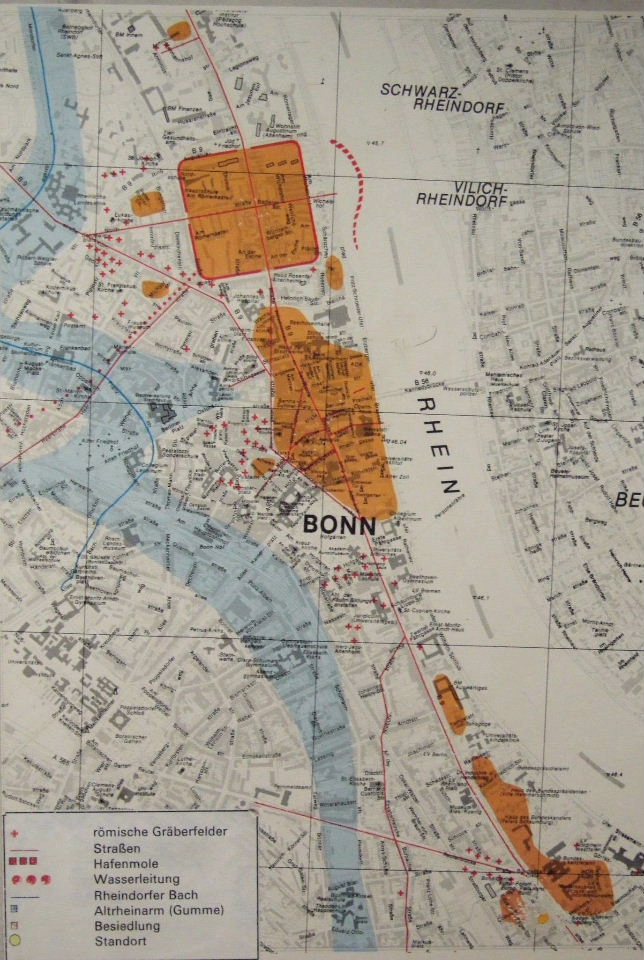
Bonn mit römischem Siedlungsgebiet (orange eingefärbt)

Im Zusammenhang mit Erkundungs- und Feldzügen kamen römische Soldaten auch in die Siedlung der westgermanischen Ubier am Rhein und errichteten auf dem Gelände der heutigen Innenstadt Bonns ab 18 v. Chr. ein Erkundungslager, ein sogenanntes Auxiliarlager, welches um 12 v. Chr. zu einem Kastell ausgebaut wurde.
Der Rhein bildete nun die Grenze zwischen Römern und Germanen. Der Niedergermanische Limes (auch „Nasser Limes“ genannt) zwischen der Nordsee bei Katwijk in den Niederlanden und Bad Breisig südlich von Bonn war eine der wichtigsten Außengrenzen des gewaltigen Römischen Imperiums.
Im Jahre 13 v. Chr. gab Kaiser Augustus seinem Stiefsohn, dem Feldherrn Nero Claudius Drusus, den Befehl, 50 Kastelle entlang des Rheins zu errichten. Ziel des Augustus war es, am Rhein Kastelle als befestigte Waffenorte anzulegen, um damit eine Operationsbasis für die Eroberung Germaniens bis zur Elbe zu schaffen, wie anderthalb Jahrhunderte später Lucius Annaeus Florus zu berichten wusste.
Im Jahr 12 v. Chr. begann Augustus einen Krieg gegen die Germanen, der die römischen Truppen weit über den Rhein bis an die Elbe führte. Römische Vorstöße (Drusus-Feldzüge) erfolgten in das Gebiet der Chatten, Cherusker und zur Nordseeküste, scheiterten aber 9 n. Chr. nach der drei Legionen aufreibenden Niederlage des Feldherrn Publius Quinctilius Varus in der Varusschlacht. Auf dem reichsrömischen Gebiet siedelten zu diesem Zeitpunkt germanische Stämme, wie Ubier, Bataver und Texuandrier, keltisch-germanische Stämme, wie Vangioner und Nemeter, sowie keltische Stämme, wie die Treverer.
Sowohl die ubische Siedlung als auch die Anwesenheit römischer Soldaten sind durch archäologische Funde belegt. Die ubische Siedlung befand sich auf dem linksrheinischen Gebiet zwischen Rhein und Gumme, dort, wo heute die Universität und das Münster liegen. Eine präzise Zeitangabe, wann Römer das erste Mal in diese Siedlung kamen, gibt es nicht. Es muss in der Zeit zwischen Vorbereitung oder Beginn des Krieges und dem Tod von Drusus –  9 v. Chr. – gewesen sein. Als Bonn 1989 seinen 2000. Geburtstag feierte, entschied man sich für das Jahr 11 v. Chr. „Da das genaue Jahr nicht zu ermitteln ist,“ so der damalige Oberbürgermeister Hans Daniels, „haben wir uns für das Jahr 11, die Mitte zwischen 13 und 9, entschieden.“
Neben archäologischen Funden im Bonner Stadtgebiet gibt es eine literarische Quelle, die zitiert wird, um die Anwesenheit römischer Soldaten in der Zeit von Drusus zu belegen. Es handelt sich um das zweibändige Werk Epitoma de Tito Livio bellorum omnium annorum DCC libri duo des römischen Schriftstellers Florus. Darin erwähnt der Autor einen Ortsnamen, der in den zugrundeliegenden Handschriften allerdings unterschiedlich gelesen wird. Eine Lesart lautet „Bonna“. Bei ihm heißt es dann entsprechend dieser Lesart: Bonnam et Gesoriacum pontibus iunxit classibusque firmavit. Übersetzt: „Bonna und Gesoriacum verband er (Drusus) durch Brücken und verstärkte sie mit einer Flotte.“ Nicht erst seit der 2000-Jahr-Feier Bonns wurde diese Stelle als Beleg dafür herangezogen, dass es in Bonn eine römische Brücke gegeben habe, was heute jedoch sehr umstritten ist.

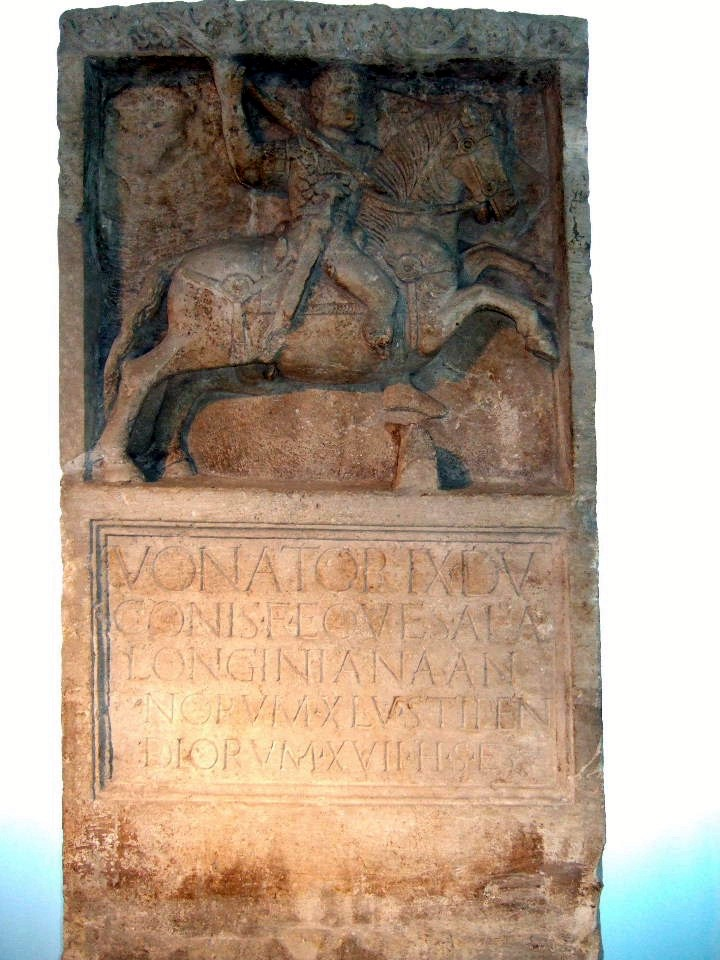
Grabstein des Vonatorix (50/60 n. Chr.) – Fundort: Ecke Kölnstraße/Rosenstraße
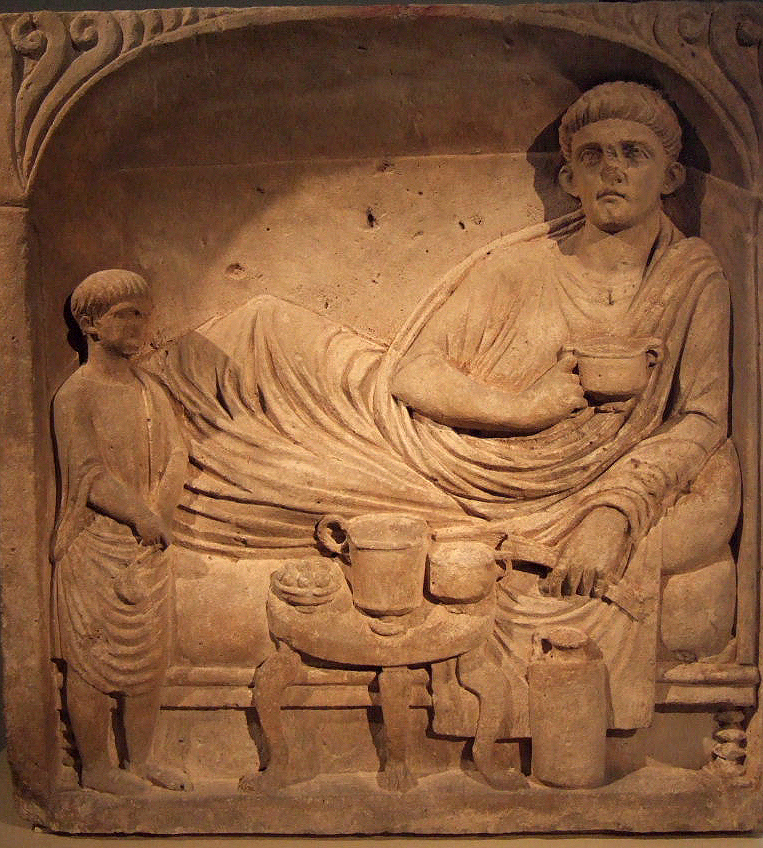
Totenmahl-Relief (Anfang 2. Jh.) – Fundort: Bonn Adenauerallee
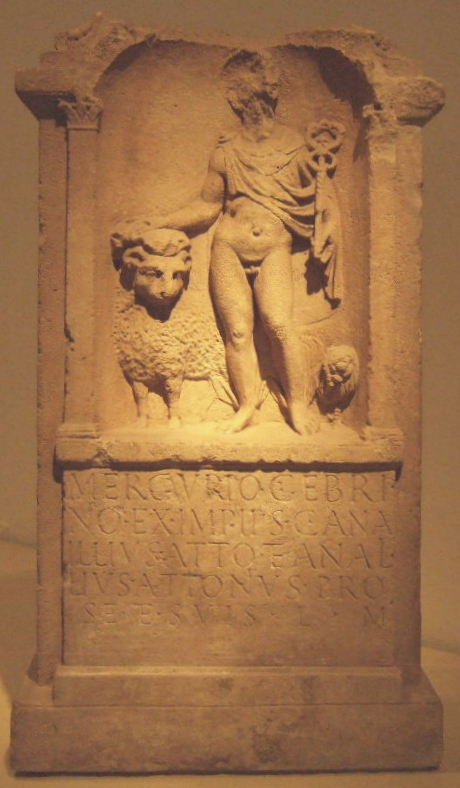
Altar für Mercurius Gebrinius (2. Hälfte des 2. Jh.) – Fundort: Bonner Münster
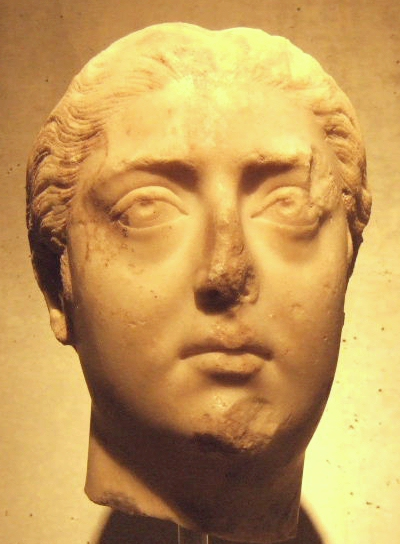
Porträt einer römischen Frau (180/200 n. Chr.) – Fundort: Bonn-Schwarzrheindorf

### Römisches Legionslager

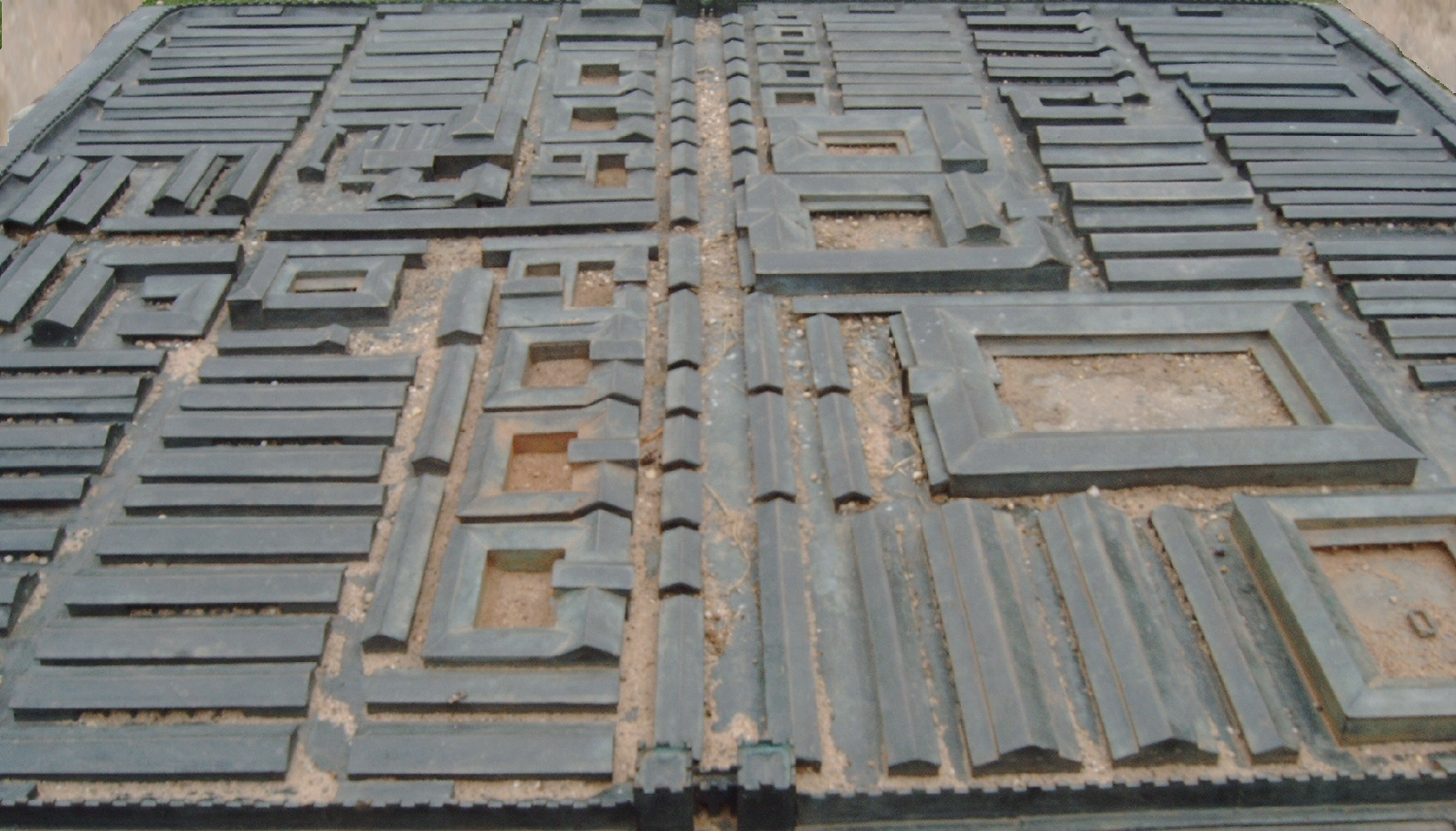
Modell des römischen Lagers in Bonn (vom nördlichen Eingang aus gesehen)

Mit dem Bau eines befestigten Lagers (Drusus-Kastell) begannen die Römer nach der Niederlage gegen die Germanen in der Varusschlacht 9 n. Chr., um die Grenze am Rhein abzusichern. Die rechtsrheinischen Lager wurden aufgegeben. Grabungen im Jahre 1952 verorten dieses Drusus-Kastell im Bereich des Bonner Rathauses am Markt.
Im Jahre 16 v. Chr. erlitt der römische Statthalter Marcus Lollius mit der Legio V Alaudae im Kampf gegen die Sugambrer, Tenkterer und Usipeter bei Bonn eine Niederlage. Um 17 n. Chr. schufen die Römer im nördlichen Teil der Ubiersiedlung ein Auxiliarlager.
Um 30 n. Chr. wurde die Legio I Germanica von Köln nach Bonn verlegt, was die Errichtung eines neuen Lagers, das nun weiter nördlich lag als das schon bestehende Drusus-Kastell, erforderte. Es befand sich gegenüber der Mündung der Sieg in den Rhein an der römischen Rheintalstraße. In dem Holz/Erde-Lager wurde infolge der Umwandlung der nahegelegenen Colonia Claudia Ara Agrippinensium (dem späteren Köln) in eine zivile Siedlung die Legio I und zwei weitere Auxiliareinheiten stationiert. Diese etwa 7000 Mann starke Truppe baute das Lager in den folgenden Jahren als Bestandteil der römischen Verteidigungslinie am Rhein weiter aus. Die fast quadratische Festung hatte eine Ausdehnung von 528 mal 524 Metern mit einer Hafenanlage, die im Osten vom Rhein natürlich begrenzt wurde und noch heute bei Niedrigwasser in ihren Grundrissen zu erkennen ist. Im Endausbau fasste es 10.000 Soldaten und war rund 25 Hektar groß. Vor dem Lager, beim heutigen Wichelshof, legten die Römer ein Hafenbecken von rund 350 m Länge an. Die Umrisse der Festung werden bis heute durch das Rheinufer, Rosental, Rheindorfer Straße und den Augustusring markiert. Durch das Lager führte eine römische Provinzialstraße in Nord-Süd-Richtung, die im Wesentlichen der heutige Bundesstraße 9 folgte.

### Canabae und vicus Bonnensis
Im Umfeld des Lagers, den „canabae legionis“, und in einer weiter südlich gelegenen Siedlung, dem „vicus Bonnensis“, ließen sich ab ca. 50 n. Chr. Handwerker (wie z. B. Maurer, Töpfer, Steinmetze, Schmiede und Zimmerleute, Metzger und Bäcker, Gerber und Sattler, Walker und Seiler) und Händler nieder. Es entstanden Waffenwerkstätten, Glasschmelzbetriebe und Töpfereien. Händler, Kaufleute, Pfandleiher und Geldwechsler gingen ihren Geschäften nach. Das Gesundheitswesen wurde durch Ärzte und Apotheker repräsentiert. Schätzungen vermuten, dass im Raum Bonn bis zu 10.000 Menschen lebten, die nach den Gesetzen einer hochdifferenzierten Arbeitsteilung lebten.
Unter dem römischen Statthalter A. Pompeius Paulinus erhielt das Bonner Legionslager in den Jahren 54–56 eine feste Steinmauer.
Während des Aufstandes der Bataver im Jahre 69 fiel das Lager der Römer, wurde aber wieder schnell aufgebaut.
Um das Jahr 70 wurde die Legio XXI Rapax (Beiname „die Schnelle“, ursprünglich aus Vindonissa) nach Bonn verlegt und löste die Legio I Minervia ab.

Funde aus dem vicus
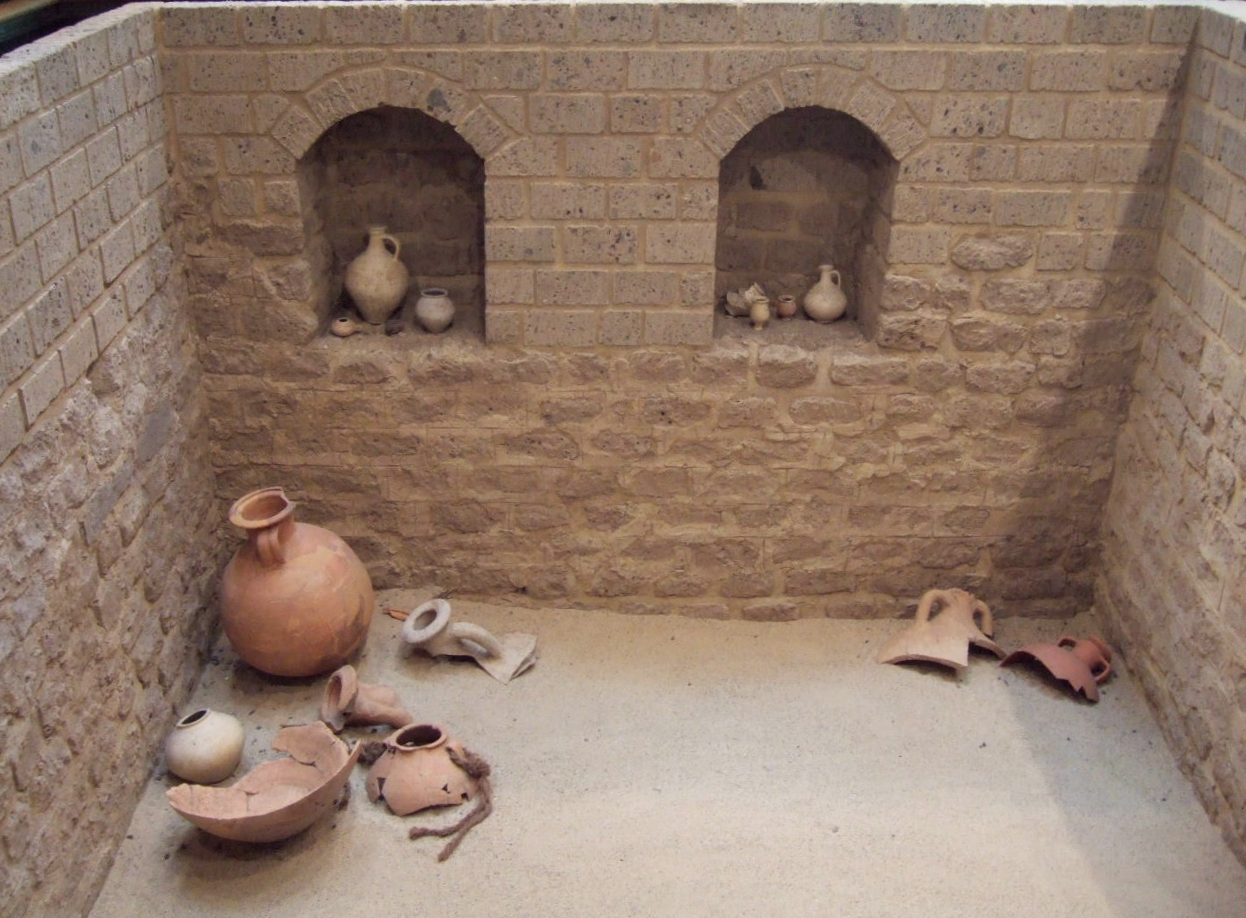
Keller eines römischen Hauses, das zum „vicus“ gehörte. Konserviert im römischen Keller des Hauses der Geschichte Bonn
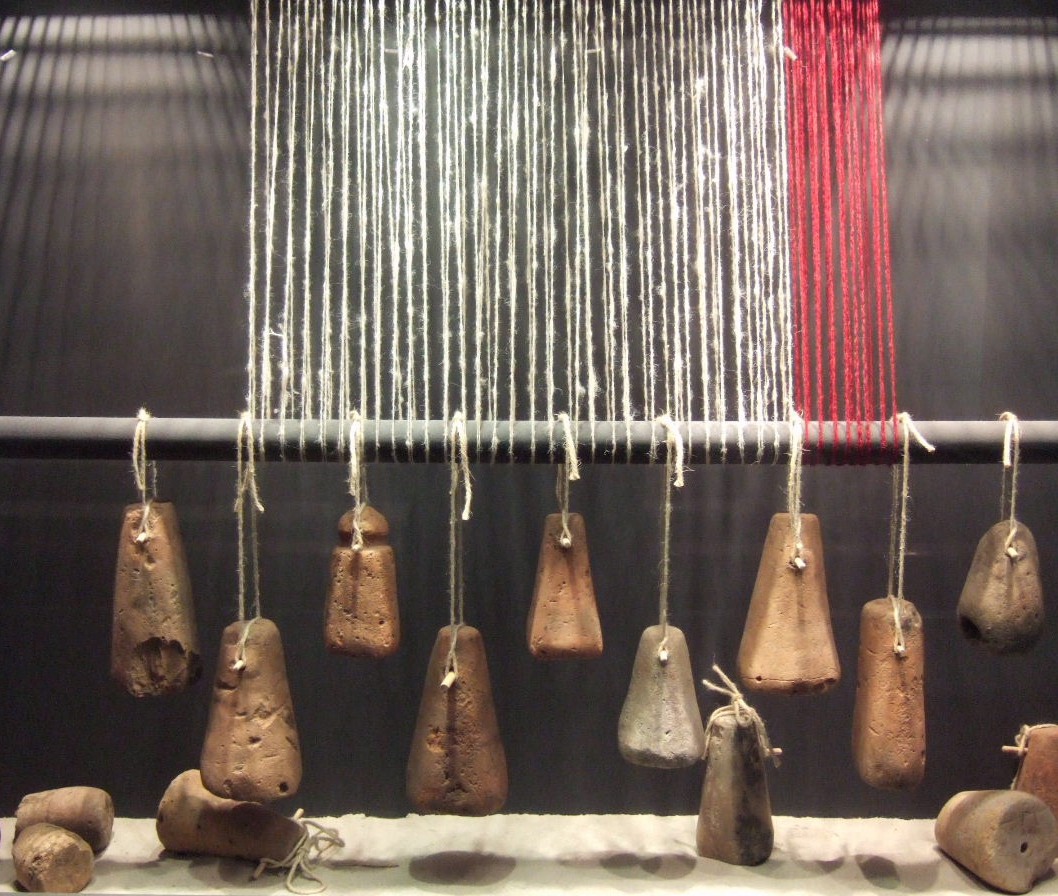
Römischer Webstuhl
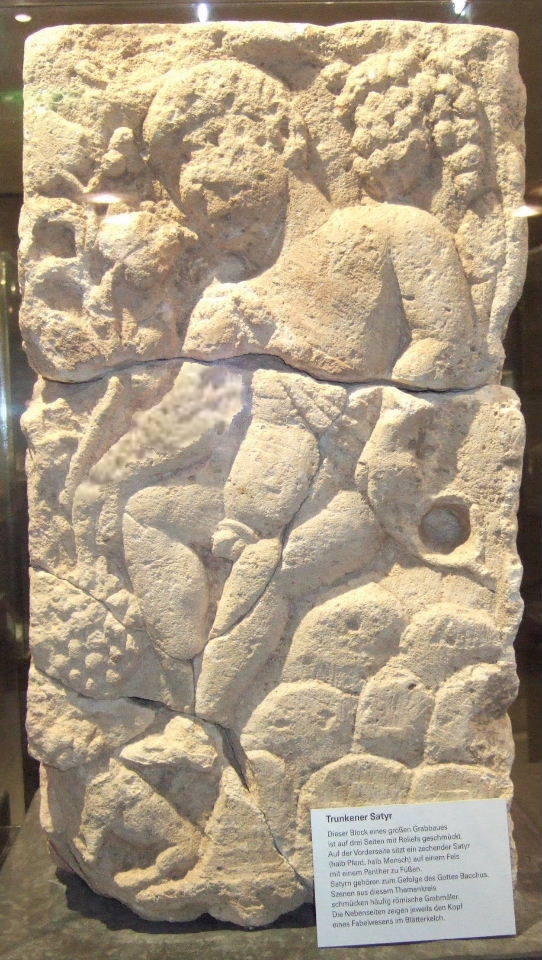
Trunkener Satyr

Vom Mai bis Oktober 2006 untersuchten Archäologen das vier Fußballfelder große Gebiet westlich des Bundeshauses, auf dem das neue Kongresszentrum entstand. Sie fanden dabei Reste des vicus Bonnensis. Jürgen Kunow, der Leiter des Rheinischen Amtes für Bodendenkmalpflege, äußerte sich, während er die Funde präsentierte: „Wir haben weit mehr gefunden, als wir überhaupt erwartet hatten. So hat sich für uns noch nie das Leben der römischen Bürger am Rhein präsentiert.“ Neben den etwa 60.000 Scherben wurde auch eine kostbare Haarnadel aus Gebein mit einem stilisierten Menschköpfchen gefunden, ein bisher einmaliger Fund in Deutschland. Die Reste monumentaler Steinbauten gehören ebenso dazu wie eine mit Fußbodenheizung ausgestattete Badeanlage, ein Ziegelbrennofen, ein quadratischer gallo-römischer Tempel. Insgesamt geht man nun von einer Siedlung mit urbanem Charakter aus, nicht nur von einer dorfähnlichen Anlage. Töpfer und Glasbläser hatten hier ihre Werkstätten, das zeigen mit Ton gefüllte Gruben und Glasfluss. Zur Siedlung gehörten auch so genannte Streifenhäuser aus Holzfachwerk, deren Reste man ebenso fand, wie riesige Lehm- u. Abfallgruben. In der Nähe wird eine eigene Anlegestelle am Rhein vermutet. In der näheren und weiteren Umgebung Bonns wurden Gutsbetriebe errichtet, die über ein Wege- und Straßennetz mit der Garnison verbunden waren. Ortsnamen heutiger Bonner Stadtteile (zum Beispiel Endenich, Kessenich oder Lessenich) erinnern an die römische Vergangenheit. LVR-Archäologen reden seit der Grabung von der römischen Zivilsiedlung (vicus) von Bonn, wenn diese Neufunde gemeint sind. Sie wurden auf einen Zeitraum vom 1. bis 3. Jahrhundert datiert.
Dass unabhängig von den Canabae Legionis ein separater Vicus erbaut wurde, ist bei den rheinischen Legionslagern nichts Ungewöhnliches. Eine solche Dualität der Zivilsiedlungen hatte man insbesondere schon in Novaesium (Neuss) beobachtet, wo die Canabae Legionis und ein rund zwei Kilometer entfernter Vicus zum Militärlager gehörten, aber auch in Nijmegen (Noviomagus Batavorum), Xanten (Vetera und Colonia Ulpia Traiana) und Mainz (Mogontiacum).

### Gräberfelder
Im Bereich des vicus Bonnensis sind Gräber gefunden worden. Auch aus dem Bereich zwischen Vicus und Militärlager sind Bestattungen bekannt. Im Umfeld des Lagers wurden mehrfach Gräberfeldausschnitte mit Brand- und Körpergräbern entdeckt. Zum Militärlager gehört auch ein größerer Gräberfeldausschnitt an der Irmintrudisstraße mit ungefähr 300 spätantiken Bestattungen.

### „Bonna“ bei Tacitus

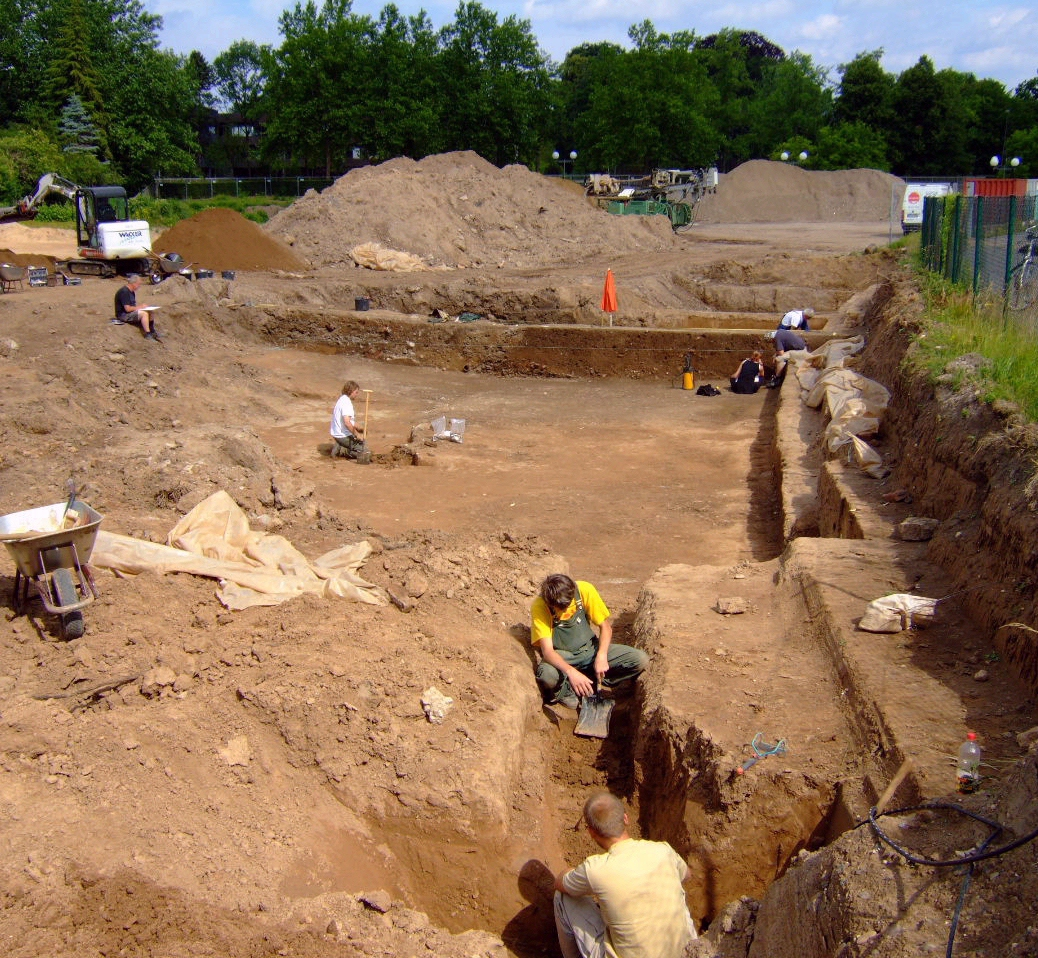
Archäologische Grabungen im Bereich des Bundeshauses

Eine sehr viel zuverlässigere Quelle für den Namen „Bonna“ bzw. „Castra Bonnensia“ als der Text von Florus sind die „Historien“ von Tacitus. In seiner Darstellung des Bataveraufstandes im Jahr 69/70 erwähnt er „Bonna“ an mehreren Stellen. Das gilt auch für das Legionslager („castra Bonnensia“). Ob „Bonna“ in dieser Zeit – möglicherweise auch noch früher – schon der Name des Ortes war, lässt sich durch die „Historien“ nicht endgültig klären, denn sie erschienen erst 40 Jahre nach dem Aufstand. Umbenennungen von Orten waren nicht selten.
Im Anschluss an den von Tacitus berichteten Bataveraufstand und die damit verbundene Zerstörung des Bonner Lagers entstand an derselben Stelle ein neues, nun aus Stein gebautes Lager, welches im Jahre 80 fertiggestellt wurde. Die hier stationierte Legio XXI Rapax wurde im Jahre 83 von der Legio I Minervia abgelöst. Zur Trinkwasserversorgung der castra Bonnensia wurde der Bonner Aquädukt errichtet, der 83 fertiggestellt wurde.
In Bonn und Umgebung blühte im 2. Jahrhundert der Matronenkult. Bis zu 17.000 Menschen, darunter etwa 7.000 Militärangehörige, lebten im 2. Jahrhundert in Bonn. Im Jahre 252 weihen die beiden Römer Venconius und Julius Felix in Bonn dem Jupiter einen Altar.
Der Frankeneinfall im Jahr 274 n. Chr. führte heutigen Erkenntnissen nach nicht zur Zerstörung des Lagers. Allerdings wurden die Wohngebiete außerhalb des Lagers aufgegeben, die verbliebene Zivilbevölkerung lebte zusammen mit der bald auf 1000 Mann reduzierten militärischen Einheit im Lager selbst. Bestattungen konzentrierten sich auf den Umkreis des Lagers und den Bereich des Münsterplatzes. Dort entstand in der zweiten Hälfte des 3. Jahrhunderts eine „kleine Nekropole“.

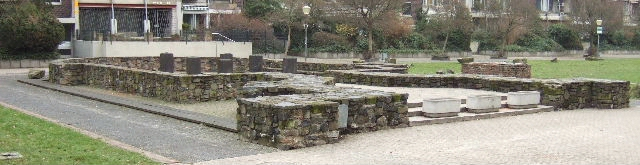
Fundament der Dietkirche

Es gibt Hinweise darauf, dass das Lager im Jahre 353 durch die Franken zerstört wurde; seitdem gibt es jedenfalls keine Berichte über die Legio I mehr, die nach Ansicht mancher Forscher bereits im Jahre 351 in der Schlacht von Mursa größtenteils aufgerieben worden war. Julian ließ das Lager um das Jahr 357 neu aufbauen, befestigen und mit Speicherbauten ausstatten. Ob es dieselbe Größe hatte wie das vorherige, ist unter Historikern umstritten.
Die römische Verwaltung der Provinz Germania II funktionierte in manchen Bereichen wohl noch bis in die Mitte des 5. Jahrhunderts. Das lässt sich möglicherweise auch für das Bonner Lager annehmen, worauf der Grabfund eines wohl germanischen Kriegers in römischen Diensten aus dem ersten Drittel des 5. Jahrhunderts hinweist, der vor der östlichen Lagermauer bestattet wurde. Über den Zustand des Lagers in den folgenden Jahrzehnten und Jahrhunderten ist kaum etwas bekannt. Es firmierte später unter dem Namen „Bonnburg“; eine strategische Bedeutung ist kaum noch anzunehmen. Eine frühe Kirchenanlage, die spätere „Dietkirche“ (= Volkskirche), wurde wahrscheinlich um 795 in fränkisch-merowingischer Zeit als erste Pfarrkirche im Bereich des ehemaligen Lagers gebaut. Sie ging dem heutigen Münster als christlicher Gebets- und Versammlungsort von Bonn voraus.

## Zeit der Franken (Merowinger und Karolinger) – Bonnburg und Bonngau
Mit den Frankeneinfällen seit dem letzten Viertel des 3. Jahrhunderts begann der Niedergang des römischen Bonn und die Bevölkerungszahl Bonns schrumpfte auf 3.000 bis 4.000 Personen. Um 458 gab der römische Heerführer Aegidius die Rheingrenze auf und zog sich nach Süden zurück. Im Jahre 475 verdrängten die fränkischen Ripuarier die Römer mit der Eroberung Triers endgültig vom Rhein und errichteten zwischen Rheindelta und Trier ein selbständiges Reich, die Francia Rhinensis, mit der Hauptstadt Köln als Zentrum. Die Franken bezeichneten das fränkische Fiskalgut Bonn, im Rückgriff auf das Römerkastell, auch als „Bonnburg“ oder auch „Castrum Bonna“.
Um 540 ließ der Frankenkönig Theudebert I. aus dem Hause der Merowinger in Bonn erstmals Münzen prägen.
Ab dem 7. Jahrhundert und dann vollends im 9./10. Jahrhundert verlagerte sich der Siedlungsschwerpunkt Bonns in die Gebiete der heutigen Innenstadt, dorthin wo heute der Markt ist, und in den Bereich des heutigen Münsters. Als Name dieses Siedlungsplatzes findet sich „villa basilica“. An diesem Ort lag seit der Römerzeit ein Grabfeld.
Dort, wo in der Mitte des 11. Jahrhunderts das Münster errichtet wurde, war in merowingischer Zeit, Mitte des 6. Jahrhunderts, ein Saalbau entstanden. Er erhob sich über der Stelle, an der sich in spätantiker Zeit eine römische Totengedenkstätte, eine cella memoriae, befunden hatte. Bei dem Saalbau handelte sich um einen Steinbau, der auf mächtigen Fundamenten aus zweitverwendeten Matronenaltären und anderen antiken Spolien stand. In dem Gebäude und im Außenbereich wurden Gräber angelegt und Tote bis Ende des 8. Jahrhunderts bestattet.

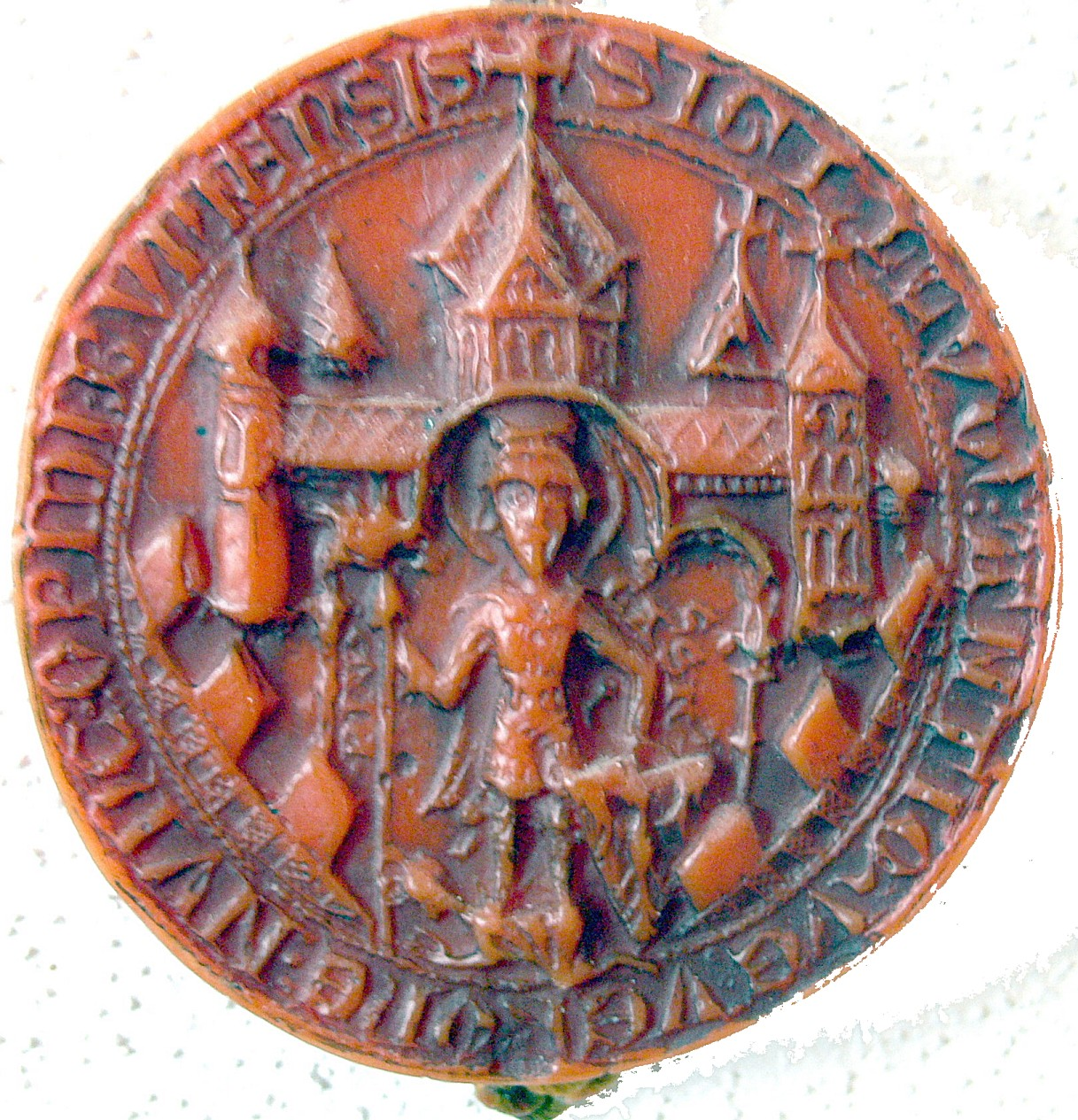
Das große Bonner Stadtsiegel – entstanden zwischen 1244 und 1280. Unter einem Baldachin ist Cassius in ritterlicher Rüstung zu sehen, darüber das Bonner Münster, am unteren Bildrand ist eine mit Zinnen angedeutete Stadtmauer angedeutet.

Spätestens am Ende des 7. Jahrhunderts siedelten sich Kleriker an dem Ort an und das Aussehen des Saalbaus wurde durch An- und Umbauten immer wieder verändert. So wurden zwei Grabkapellen und mehrere Wohn- und Wirtschaftsräume angefügt. Das Gebäude galt in den folgenden Jahrhunderten als Grabkirche der beiden christlichen Märtyrer Cassius und Florentius. Mit der Gründung eines Stiftes in karolingischer Zeit (Kanonikerstift) wurde sie zur Stiftskirche „St. Cassius und Florentius“ („Basilica sancta Cassii et Florentii“). Der Diakon und Abt Giso wird in der ältesten Urkunde des Cassius-Stiftes 691 erwähnt. Diese alte Stiftskirche wurde im 11. Jahrhundert abgerissen, an ihrer Stelle entstand das Münster. Die das Münster umgebende Siedlung wurde von der Kirche zunächst Verona genannt – ein Name, der auch auf den hier geprägten Münzen zu lesen war. Während sich Köln mit der stolzen römischen Kaiserin Agrippina verband und das niederrheinische Xanten sich Troja nannte, entschied sich Bonn für Verona. Dauerhaft konnte er sich aber nicht gegen das von der Bevölkerung bevorzugte Bonn (im lokalen Dialekt Bunne) durchsetzen.
Das fränkische Ripuarien wird um 680 als ein Herzogtum organisiert. Es besteht aus 8 Gauen (pagi). Der Bonngau (manchmal auch Ahrgau genannt) erstreckt sich links des Rheins von Wesseling bis zum Vinxtbach bei Brohl. Diese Raumordnung bleibt bis zur Neugliederung des karolingischen Reiches unter Karl dem Großen erhalten. Im 8. Jahrhundert wird ein Siedlungsort in der Gegend des heutigen Marktplatzes als „vicus Bunnense“ genannt, der zunächst wohl eine kleine Fernhändlersiedlung war.
Zur Sicherung der Rheingrenze entsteht am rechtsrheinischen Ufer in Schwarzrheindorf eine karolingische Burg. 873 wird Geislar erstmals erwähnt.
Um das Jahr 881 zeigt das karolingische Reich Auflösungserscheinungen. Während der Raubzüge der Wikinger in den Rheinlanden wurde Bonn 882 zweimal gebrandschatzt. Im Jahre 883 wurde die gerade wieder aufgebaute und nun befestigte Stadt ein weiteres Mal von den Normannen überfallen, gebrandschatzt und ausgeplündert. 891 besetzten die Normannen Bonn erneut.
Im Jahre 913 wird in einer Urkunde ein Bruder des ostfränkischen Königs Konrad I., mit Namen Eberhard, als Graf des Bonngaus genannt.
Am 7. November 921 schließen Karl der Einfältige und Heinrich I. auf einem im Rhein verankerten Schiff den „Frieden von Bonn“: Der westfränkische König Karl erkannte Heinrich I. gleichberechtigt als König der Ostfranken an.

## Blüte im Hoch- und Spätmittelalter
Um die Jahrtausendwende verlagerte sich der Siedlungsschwerpunkt – und damit auch der Ortsname – von der Bonnburg zur Stiftsstadt und der ihr vorgelagerten, auf erzbischöflichem Grund und Boden entstandenen bürgerlichen Marktsiedlung, die 1211 als oppidum Bonnense bezeichnet wurde,
Im Verlauf des 11. und 12. Jahrhunderts vergrößerten sich diese beiden neuen Siedlungskerne. Im Hochmittelalter und Spätmittelalter konnte Bonn, rechts- und linksrheinisch, seine wirtschaftliche und kulturelle Bedeutung ausbauen. Es gab eine Fernhändlersiedlung und der Handel mit Wein war einträglich. Wohlhabende Geistliche und Kanoniker – die Bewohner des Stiftes, der „Villa Basilica“ – waren eine Käuferschicht für hochwertige Produkte. Sie sorgten dafür, dass sich auch die Marktsiedlung vergrößerte und die Zahl der Händler, Kaufleute und Handwerker zunahm. Bonn erlebte eine Blütezeit und des Wohlstandes. Das heutige Münster ist ein Bau des 11. bis frühen 13. Jahrhunderts, wobei insbesondere der Ostchor aus der Mitte des 12. Jahrhunderts (Bauherr: Propst Gerhard von Are) stilbildend wirkte.
Im Jahre 1210 wurde der Grundstein der Godesburg gelegt, der nördlichsten Höhenburg am Rhein. Zu Beginn des 13. Jahrhunderts gründete sich in Godesberg ein Augustinerinnenkloster, das 1450 die Birgittenregel annahm (Marienforst). In Muffendorf entstand eine Kommende des Deutschen Ordens.
Um diese Siedlungsbereiche zu sichern, ordnete Erzbischof Konrad von Hochstaden im Jahr 1244 an, dass der besiedelte Raum zwischen Münster und Rhein mit einer Stadtmauer umgeben werden solle. Bis zum Ende des 13. Jahrhunderts wurde ein auch die Stiftsstadt umschließender Mauergürtel errichtet, in Zeichen dafür, dass der Prozess der Stadtwerdung Bonns abgeschlossen war. Der Kölner Erzbischof Siegfried von Westerburg vollendete im Jahr 1286 durch die Einführung der Ratsverfassung die rechtliche Stadtwerdung Bonns. Im Jahre 1331 wurde erstmals ein Bürgermeister erwähnt. Bonn wurde Sitz eines kurkölnischen Amtes und Oberamtes, seit langem war es Markt-, Zoll- und Münzstätte.
Neben dem Cassiusstift bestanden ein Benediktinerinnenkloster, das kurz vor 1015 bei einer spätantiken, im damaligen Legionslager errichteten Pfarrkirche (Dietkirche) gegründet wurde und das im 15. Jahrhundert die Stiftsverfassung annahm, ein 1324 errichtetes Augustinerinnenkloster (Engelthal), ein Minoritenkonvent (seit 1274) sowie zahlreiche weitere kleinere, zum Teil nur kurzlebige geistliche Gemeinschaften. Im außerhalb der Stadtmauer gelegenen, aber gemeinsam mit Dransdorf zum Stadtgebiet zählenden Graurheindorf entstand im 13. Jahrhundert ein Zisterzienserinnenkloster.
Bonner Juden werden erstmals 1096 bezeugt. Im 12. Jahrhundert besaß die Gemeinde bedeutende Gelehrte wie den Kreuzzugschronisten Ephraim von Bonn. In den Jahren 1348–1349 fielen die Bonner Juden dem Pestpogrom zum Opfer. Seit Ende des 14. Jahrhunderts scheint eine jüdische Gemeinde in Bonn durchgehend bestanden zu haben.
Das rechtsrheinische Bonn gehörte – mit Ausnahme von Vilich und Schwarzrheindorf – zum Territorium der Grafen von Sayn, nach 1246 der Herren von Blankenberg bzw. von Löwenberg und wurde im 14. bzw. 15. Jahrhundert Teil der Grafschaft beziehungsweise des Herzogtums Berg. Der letzte Sayner Graf, Heinrich III., gründete bald nach 1217 in Ramersdorf eine Niederlassung des Deutschen Ritterordens. In Vilich (um 978, erste Äbtissin war die heilige Adelheid, seit 2008 ebenfalls Stadtpatronin von Bonn) und in Schwarzrheindorf mit seiner kunstgeschichtlich höchst bedeutenden Doppelkirche St. Maria und Clemens (nach 1156) gründeten sich Benediktinerinnenklöster, die später in Damenstifte umgewandelt wurden. Beide gehörten als so genannte Unterherrschaften zum kurkölnischen Territorium.

## Kurkölnische Residenz

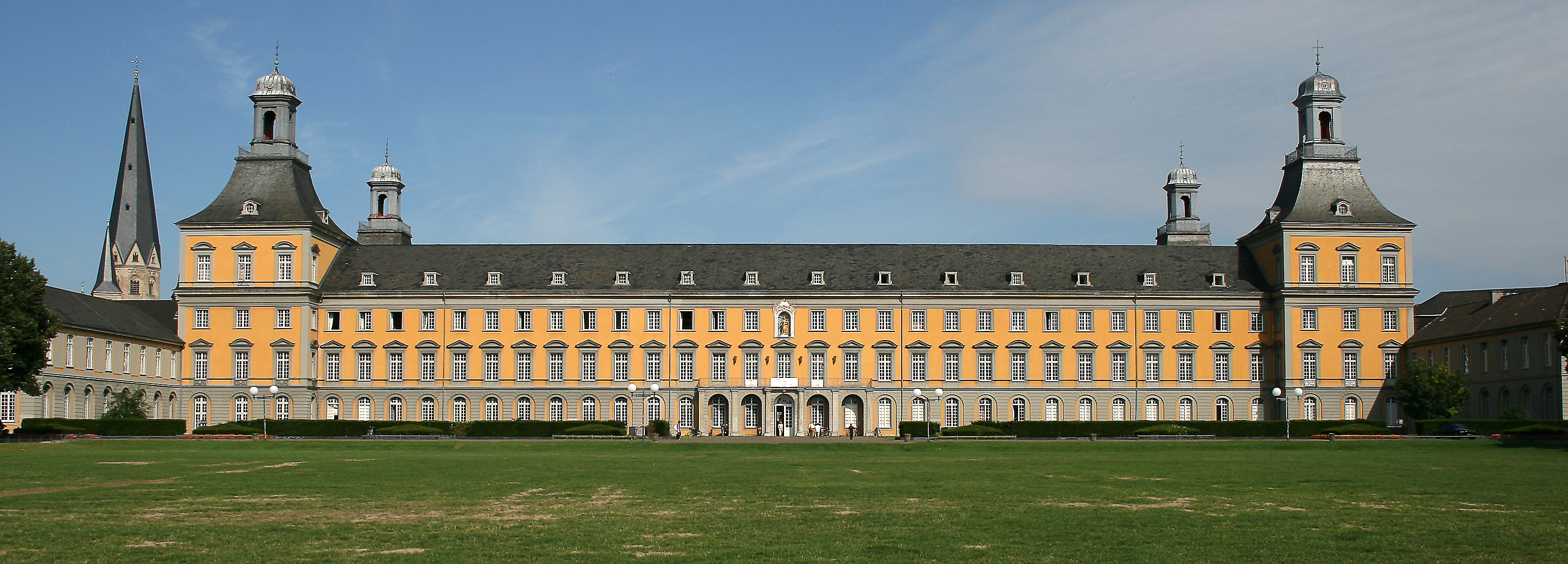
Kurfürstliches Schloss (Bonn)

Nach der Schlacht von Worringen im Jahr 1288 wurde Bonn zu einem der bevorzugten Wohnsitze der Kölner Kurfürsten.
Im Jahr 1597 schließlich wurde Bonn, mit geschätzten 3.000 Einwohnern, offiziell die Residenzstadt von Kurköln, dem weltlichen Territoriums der Kölner Erzbischöfe, unter Ferdinand von Bayern, Koadjutor des Erzbischofs vom Köln. Die günstige Verkehrslage am Rhein, ein differenziertes Gewerbe, (Fern-)Handel sowie die zunehmende Residenzfunktion schufen die Voraussetzung für die positive Stadtentwicklung.
Zehn Jahre zuvor, 1587, hatten Truppen des abgesetzten Kurfürsten Gebhard I. von Waldburg die Stadt während des Truchsessischen Krieges erobert und verwüstet. Die von Anhängern Gebhards besetzte Stadt wurde von den Spaniern 1588 sechs Monate lang belagert und schließlich eingenommen.
Aus der Auseinandersetzung mit Gebhard ging Herzog Ernst von Bayern aus dem Haus Wittelsbach als Sieger hervor. Mit ihm begann die Epoche der kurkölnischen Herrscher aus dem Hause Wittelsbach. Auf Ernst von Bayern folgte 1612 Ferdinand von Bayern, dann Maximilian Heinrich. Joseph Clemens und – als letzter Wittelsbacher – Clemens August. Am Schluss der kurfürstlichen Epoche war es ein Habsburger – Maximilian Franz, jüngster Sohn Maria Theresias – der in Bonn residierte.

## Ausbau zur Residenzstadt und Reformationsbestrebungen

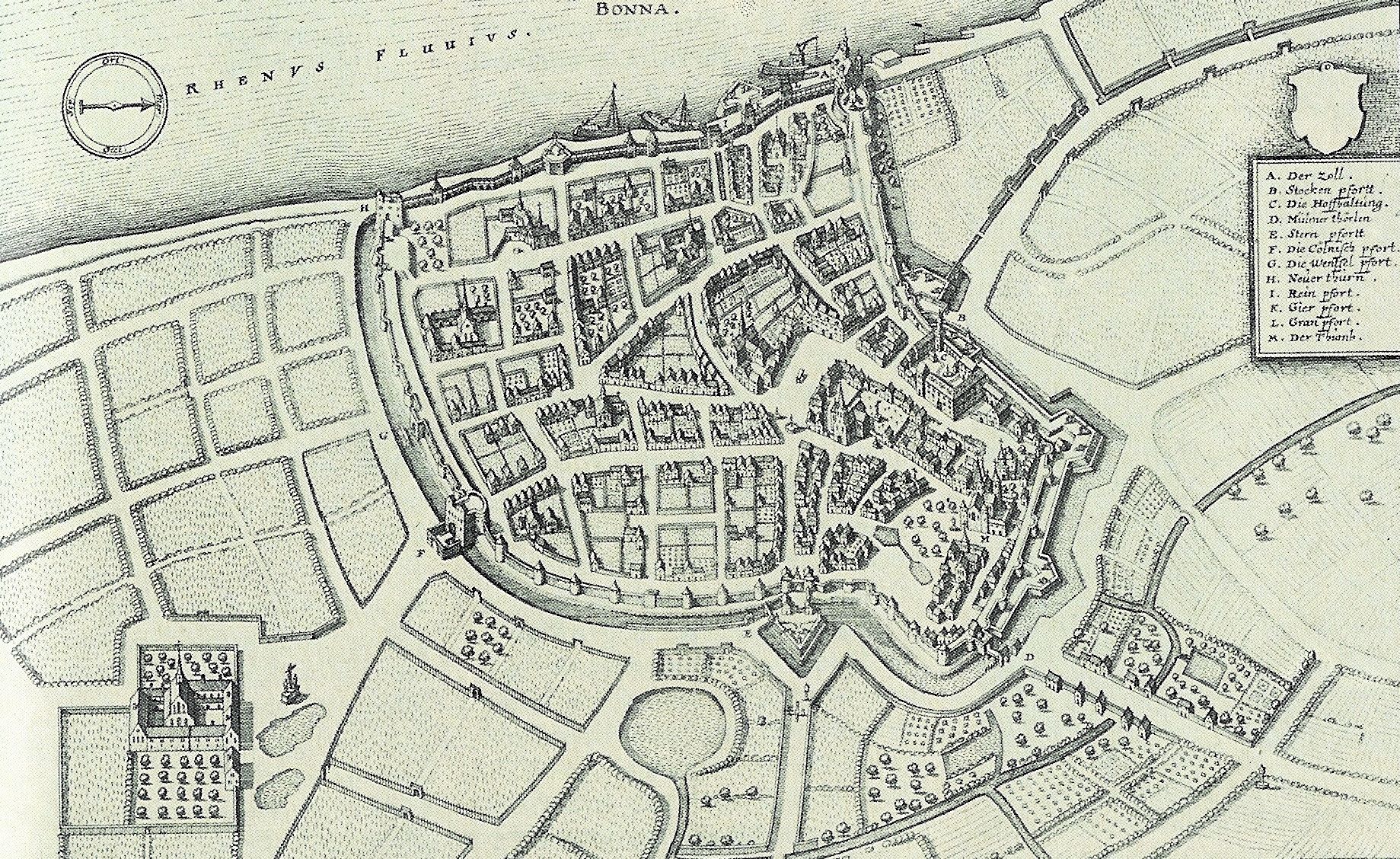
Bonn – Kupferstich von Matthäus Merian d. Ä. 1646

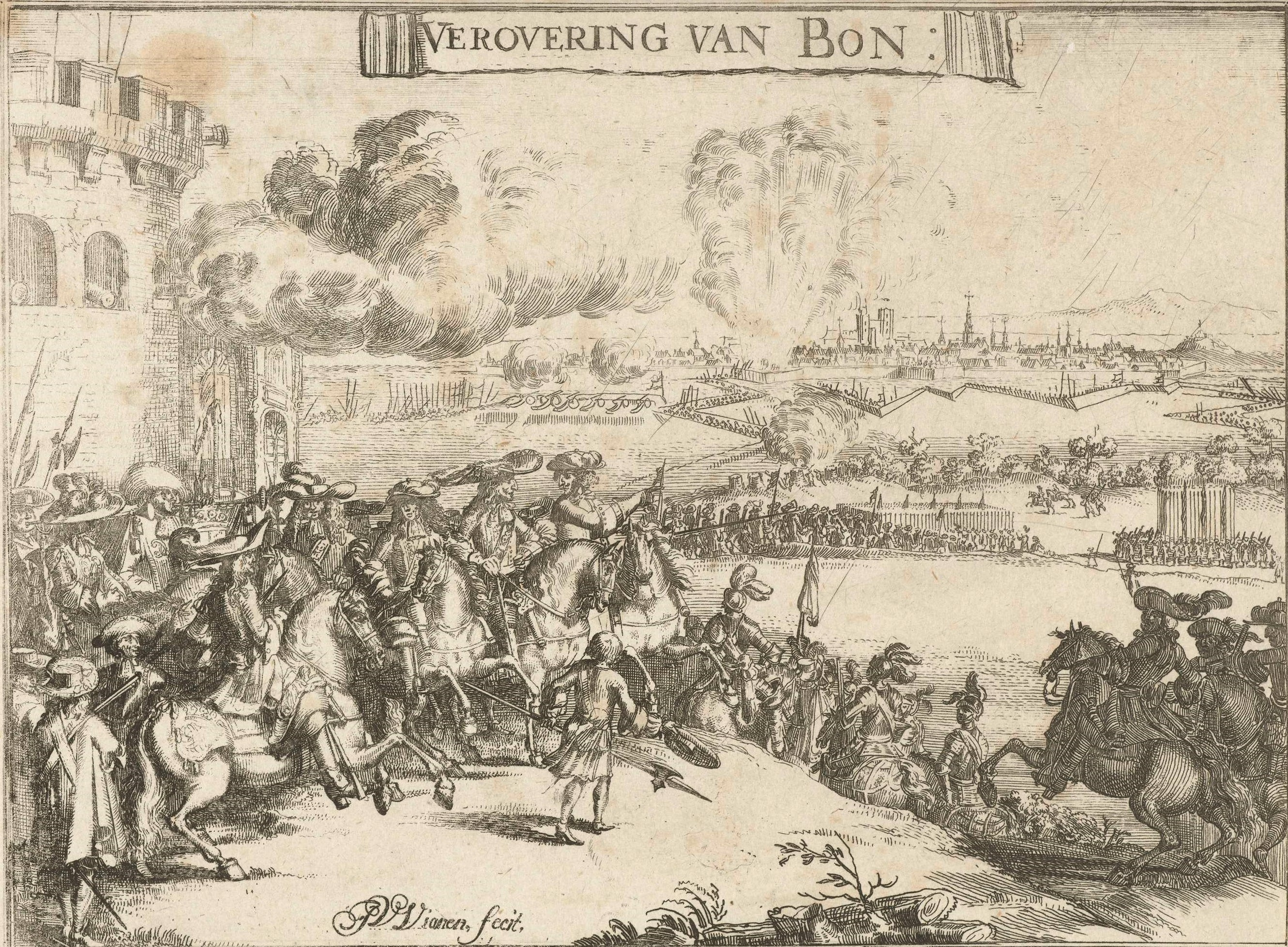
Belagerung des Jahres 1689

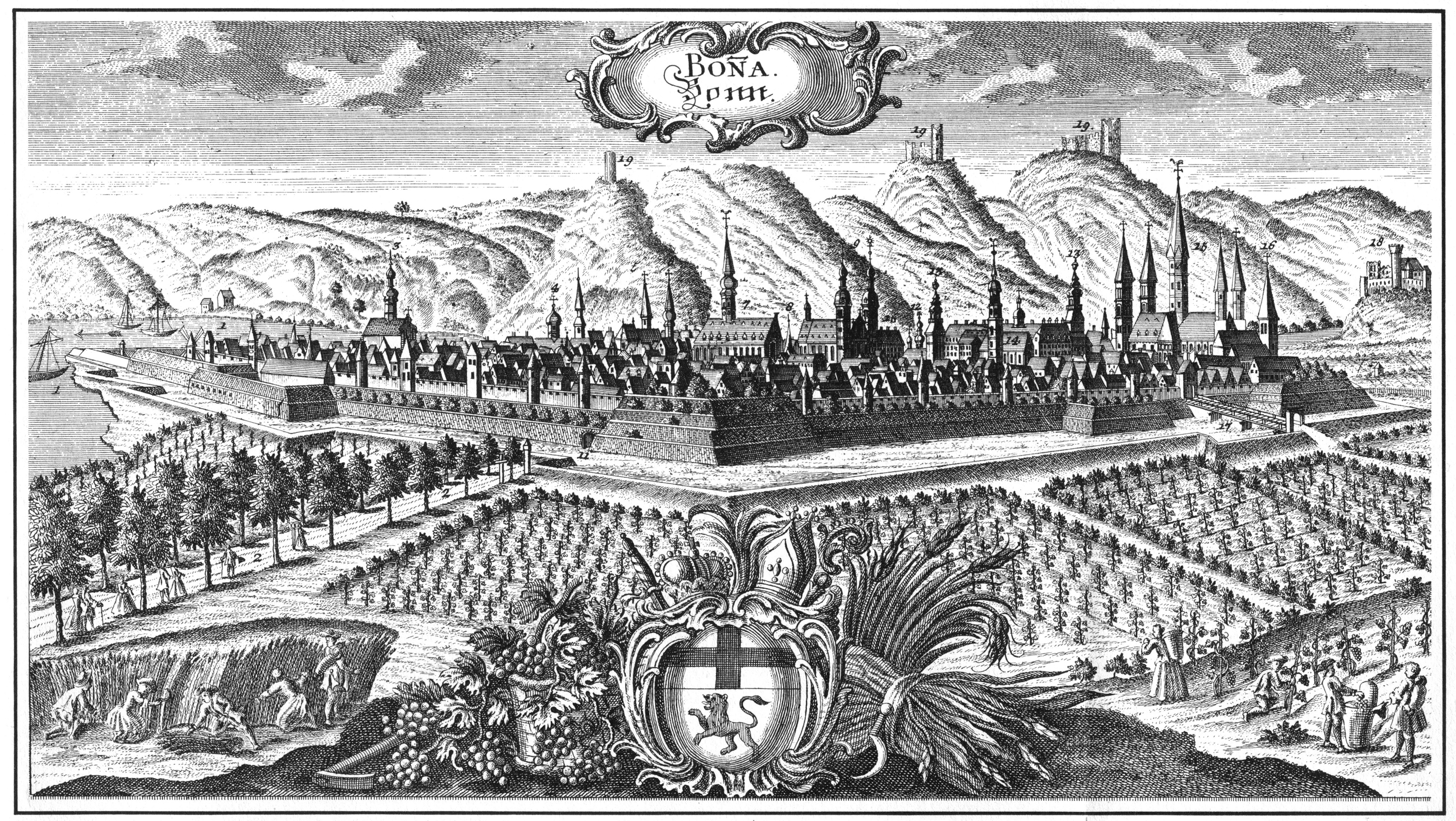
Bonn um 1700 Stadtansicht von Nordwesten

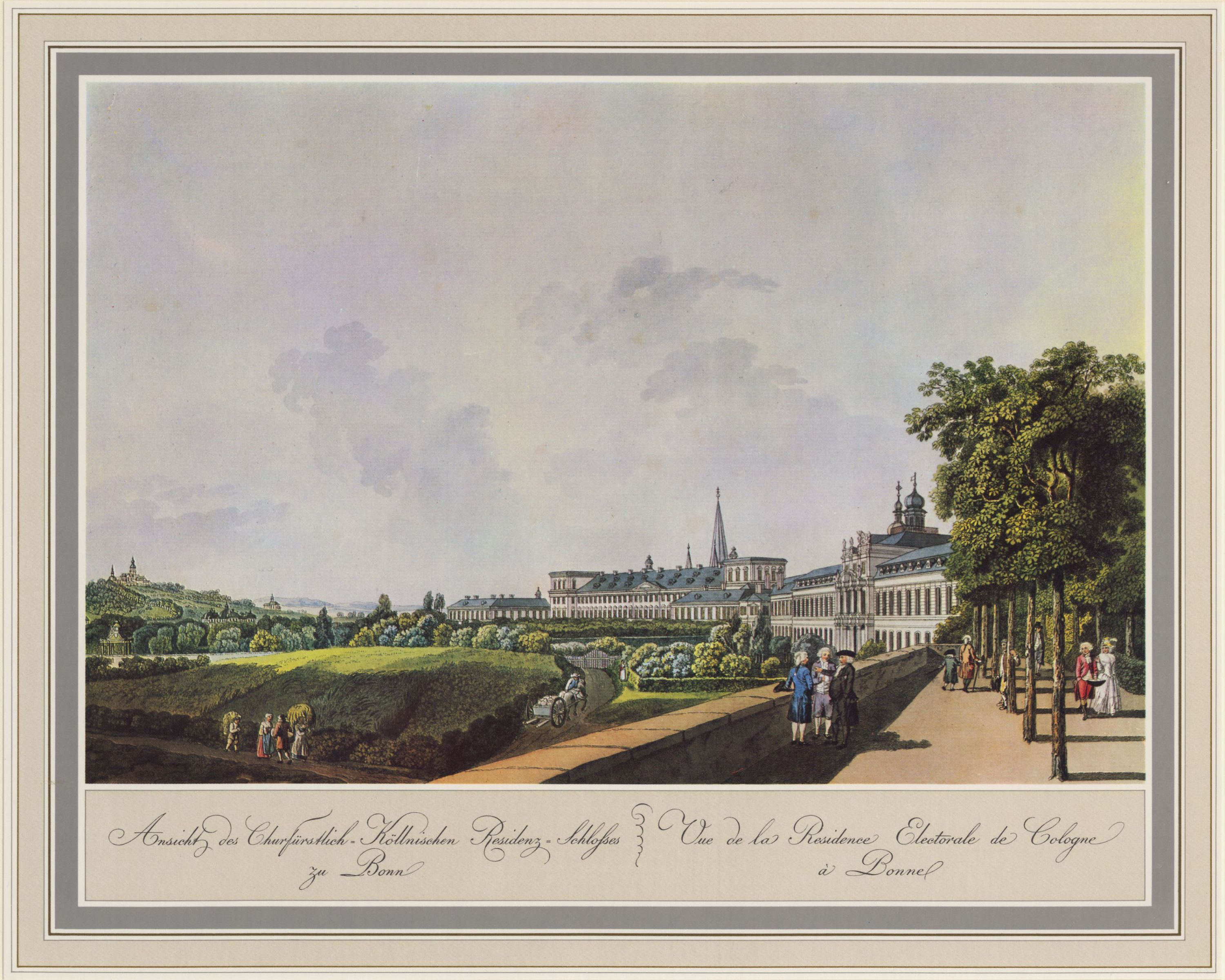
Das Kurfürstliche Schloss vom Alten Zoll aus (1792)

Bereits 1112 ist ein „Hof des Erzbischofs“ in Bonn erwähnt, der im 13. Jahrhundert durch Engelbert II. von Falkenburg zu einer Pfalz mit Saal und Kapelle ausgebaut wurde. Damit begann die zunächst häufige und später dauerhafte Residenz der Erzbischöfe in Bonn, vor allem nachdem Siegfried von Westerburg nach der Schlacht von Worringen 1288 seine Hauptstadt Köln verloren hatte.
Nach 1500 ist eine dauerhafte Anwesenheit der Kurfürsten in Bonn belegt, die dementsprechend 1525 die kurkölnische Kanzlei („Kanzley“), Herzstück der erzstiftischen Verwaltung, nach Bonn verlegten und 1597 Bonn offiziell zur Haupt- und Residenzstadt erhoben. Eine Rat- und Kanzlei-Ordnung belegt dies schriftlich.
Der Kurfürst selbst zog 1601 nach Bonn um. Mit der kurfürstlichen Beamtenschaft trat neben die traditionelle Oberschicht der Stadt eine Gruppe von studierten Räten bürgerlicher Herkunft, die auch städtische Ämter übernahmen.
Zwischen 1515 und 1547 zeigen sich Reformationsversuche am Hof. 1515 wird Hermann V. von Wied Kurfürst und Erzbischof von Köln. Papst Leo X. verlieh ihm das Pallium. Hermann V. neigte dem Reformationskatholizismus des Erasmus von Rotterdam zu, berief Konzile ein, ließ den kurkölnischen Landtag mehrfach beraten und stieß damit weitgehend auf Zustimmung in der Bevölkerung. Exponenten des Bonner Reformationsversuchs waren der elsässische Reformator Martin Bucer, einem Mitstreiter Martin Luthers, auf der einen Seite und als Gegenspieler und Stütze der Gegenbewegung Kardinal Johannes Gropper. Die Bestrebungen riefen ab 1543 Kaiser Karl V. und die Kurie auf den Plan. Auslöser war ein, durch den Kurfürsten Hermann V. in Auftrag gegebener Buchdruck, von ca. 33 Reformationsschriften im April 1543, den der Buchdrucker Laurenz von der Mühlen in Bonn durchführte. Am 17. August 1543 zog Kaiser Karl V. als Reaktion mit seinen Truppen „friedlich“ in Bonn ein, nachdem seine Soldaten tagelang Felder und Weingärten zertrampelt hatten. Die Folgen waren vorhersehbar: Martin Bucer musste Bonn umgehend verlassen. Der Kurfürst wurde am 16. April 1546 von Papst Paul III. exkommuniziert und Adolf von Schauenburg wurde auf Druck des Kaisers durch die Landstände zum neuen Kurfürsten bestimmt. Am 25. Februar verzichtete Hermann V. auf die Kurwürde, zog sich in seine Heimat im Neuwieder Raum zurück und starb 1552 dort.
Bereits Erzbischof Salentin von Isenburg hatte 1575 der wachsenden Bedeutung Bonns Rechnung getragen durch einen umfangreichen Renaissancebau an der Südseite der Stadt etwa neben dem heutigen Alten Zoll.
Unterbrochen wurde der weitere Ausbau schon im nächsten Jahrzehnt durch den Truchsessischen Krieg (1581–1584). Im Jahre 1584 wurde die Stadt, durch den Gegner des abgesetzten Gebhard Truchsess von Waldburg, Herzog Ernst von Bayern, nach einmonatiger winterlicher Belagerung eingenommen. Im Verlauf des Krieges kam es 1583 zur Sprengung der Godesburg durch bayerische Truppen. Auch die Wasserburg Poppelsdorf wurde zerstört.
Am 23. Dezember 1587 wurde Bonn vom Parteigänger Gebhards, Martin Schenk von Nideggen, angegriffen, geplündert und besetzt. Der Söldnerheerführer Nideggen handelte im Auftrag des Grafen Adolf von Neuenahr, der mit dem Rest der Truchsessischen Truppen in niederländische Dienste getreten war. Die Stadt wird aber nicht nur durch die Söldner geplündert. Nideggen legt den Bürgern schwere Kontributionen auf.
Erst am 26. September 1588 konnten spanische und deutsche Truppen nach heftiger Beschießung die Stadt wieder erobern. Nideggen flieht ins holländische Nimwegen, wird dort am 11. August 1589 im Rhein ertränkt und anschließend gevierteilt. Der kurkölnische Krieg war damit beendet. Allerdings um den Preis, dass die Spanier nun Besatzungsmacht waren. Die Methoden der Besatzung aber blieben: Die spanischen und wallonischen Landsknechte des Freiherrn Adolf von Schwarzenberg verhielten sich roh und rücksichtslos. Erst nachdem die Landstände 1594 den rückständigen Sold der Spanier aufgetrieben hatten, konnte man die Spanier überreden die Besatzung zu beenden und abzuziehen.
Ein wesentliches Ergebnis dieser Auseinandersetzungen war die Etablierung der fast 180-jährigen wittelsbachischen Herrschaft im Kurfürstentum Köln. Rekatholisierung bzw. die Gegenreformation waren nun die Zeichen der Zeit.

## 17. Jahrhundert

### Dreißigjähriger Krieg
Im Dreißigjährigen Krieg von 1618–1648 hatte das Bonner Gebiet wiederholt unter Kriegszügen, Plünderungen, Einfällen und Brandschatzungen zu leiden, während Bonn selbst durch seine Befestigung einigermaßen geschützt war. Seit September 1620 lagen drei Jahre lang niederländische Truppen auf der Rheininsel Kemper Werth, der „Paffenmütze“, denn der Unabhängigkeitskrieg der Niederlande gegen Spanien (Achtzigjähriger Krieg) wurde zum Teil auf Reichsgebiet ausgetragen. Anfang 1623 eroberten spanische Truppen die niederländische Befestigung und hielten sie bis etwa 1629 besetzt. Niederländische wie anschließend spanische Soldaten forderten hohe Abgaben von der Bevölkerung der umliegenden Dörfer.
Im Jahre 1631 waren es die Schweden unter Wolf Heinrich von Baudissin, im nächsten Jahrzehnt hessische und wiederum schwedische Truppen, die plündernd durch das Rheintal zogen. 1632 zog der schwedische General Baudissin gegen das Erzbistum Köln. Im November 1632 eroberten die Schweden den Drachenfels, wurden aber wohl schon kurz darauf von den Spaniern vertrieben, worauf der Kölner Kurfürst Ferdinand 1634 die Außenwerke der Burg schleifen ließ, um weitere Kämpfe darum zu verhindern.
Noch während des Krieges war unter dem Eindruck dieser Bedrohungen mit der Neubefestigung Bonns nach dem Bastionarsystem begonnen worden. Sie brauchte fast ein Jahrhundert bis zur Fertigstellung. Kurfürst Ferdinand von Bayern hatte im Schutz dieses doppelten Ringes im Jahr 1633 einen Neubau des Residenzschlosses unternommen. „Auch eine Reihe neuer Klöster war im Gefolge der Gegenreformation in der Stadt entstanden, die Niederlassungen der Jesuiten, der Kapuziner und der Franziskaner. Matthaeus Merian nennt schon 1646 Bonn eine ‚schöne lustige wolerbawete Statt, es gibt auch lustige jagten herumb, und ist der Lufft da uesund‘.“
Dank geschickter Neutralitätspolitik des Erzbischofs Ferdinands überstand Bonn den Dreißigjährigen Krieg jedoch deutlich besser als viele andere deutschen Städte. So weigerte sich Kurköln, der Katholischen Liga beizutreten, obwohl es im Inneren einen radikal antiprotestantischen Kurs verfolgte. Umliegende Gebiete um Bonn traf der Krieg schwerer. 1638 berichtete Wolfgang Wilhelm von Pfalz-Neuburg, der Herzog von Jülich-Berg, dass im Bergischen Land kaum ein Sechstel der Einwohner überlebt hatte.

### Nach dem Westfälischen Frieden 1648
Auch der Westfälische Friede von 1648 brachte den Bonnern kaum Friedensgefühle: Weitere Belagerungen musste Bonn 1673, 1689 und 1703 über sich ergehen lassen. Die schlimmsten Folgen für die Stadt brachte die Belagerung des Jahres 1689. Die von dem kurkölnischen Minister Wilhelm Egon von Fürstenberg, einem Parteigänger Ludwigs XIV., ins Land gerufenen französischen Truppen besetzten Bonn, woraufhin die verbündeten brandenburgischen, kaiserlichen, münsterschen und holländischen Truppen unter dem Befehl von Friedrich III. – Kurfürst und Herzog von Brandenburg-Preußen die Stadt im Sommer 1689 einschlossen. Vom 24. Juli 1689 an dauerte das Bombardement, bis die Besatzung am 15. Oktober 1689 kapitulierte. Die neuen Festungswerke, die Bastionen und Schanzen waren zum größten Teil demoliert, und mit den meisten Häusern waren das kurfürstliche Schloss, das Rathaus und viele kirchliche Gebäude zerstört worden.
Die kaum notdürftig wiederhergestellte und zur Ruhe gekommene Stadt hatte mit der Belagerung im Jahre 1703 im spanischen Erbfolgekrieg erneut eine Beschießung auszuhalten. Wieder lag eine französische Besatzung in der Stadt und holländische und kaiserliche Truppen standen vor den Toren. Zuvor begab sich Kurfürst Joseph Clemens am 12. Oktober 1702 ins französische Exil. Am 16. Mai 1703 erfolgte die Kapitulation der Franzosen und Übergabe der Stadt, nachdem die Stadt durch Hunderte von Kanonen und Mörsern beschossen worden war.
Am 18. Mai 1703 zog die 3800 Mann starke Besatzung der Franzosen ab. Holländische Truppen und Truppen des westfälischen Reichskreises zog in die Stadt ein. Bonn begann unter der Einquartierung der Holländer zusehends zu leiden, doch sie sollte noch bis 1715 andauern, obwohl der Frieden von Utrecht 1713 bereits erfolgte, da erst ein Reichs-Konvent Klarheit über den Abzug der Niederländer und das zukünftige Schleifen der rechts- und linksrheinischen Festungsanlagen ergab.
Offiziell erlangte Joseph Clemens 1713 wieder die Rechte als Kurfürst, aber wegen der Soldateska der Holländer sollte es bis zum 11. Dezember 1715 dauern, bis der Kurfürst wieder Herr der Residenzstadt Bonn wurde.

## Kurkölnische Residenzstadt im 18. Jahrhundert

### Kurkölnische Residenzstadt unter Joseph Clemens (Wittelsbacher)

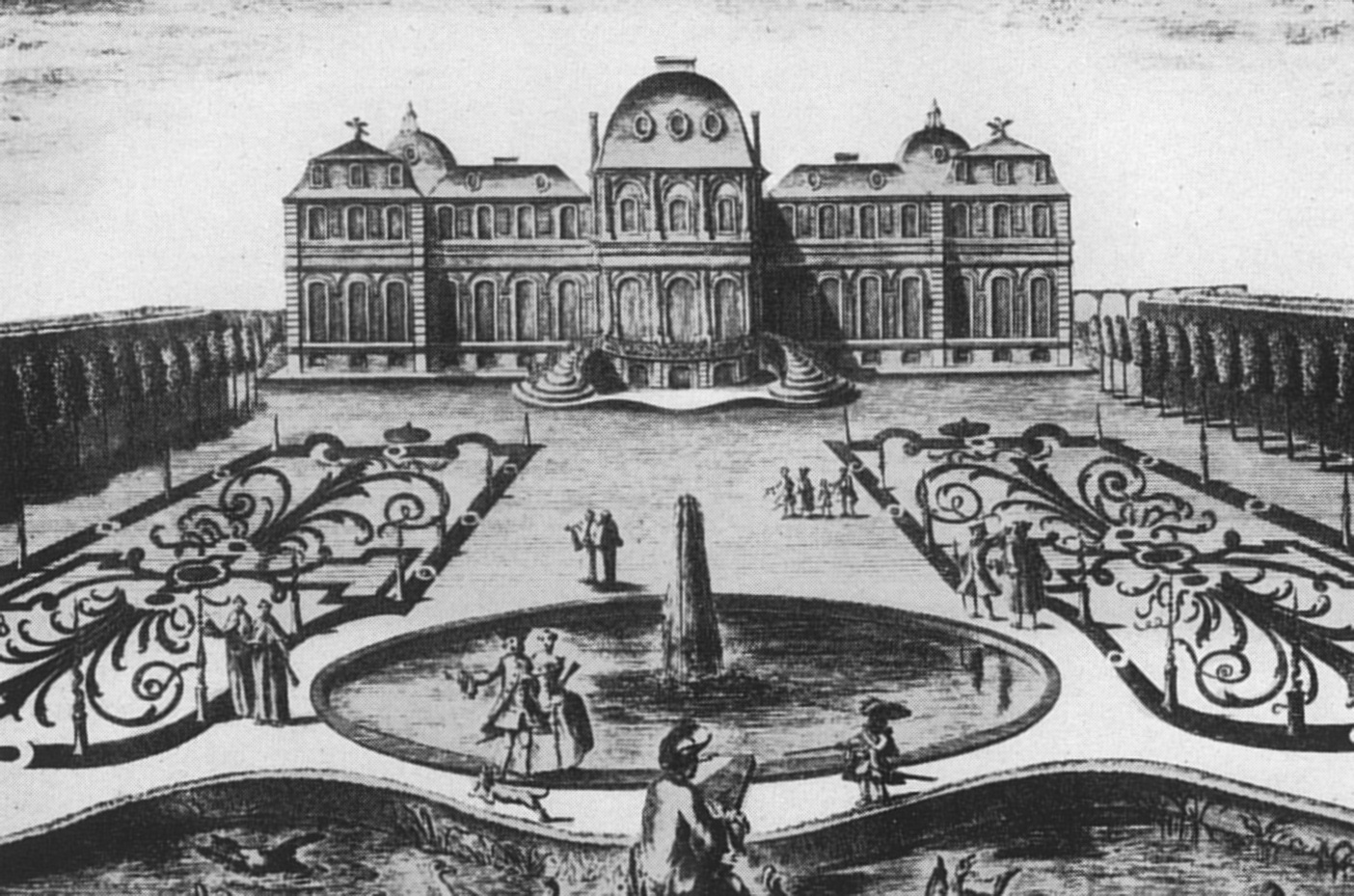
Schloss Poppelsdorf (1760) von Nikolaus Mettely (c. 1739–1772), nach Zeichnungen von Johann Martin Metz (1717–1750)

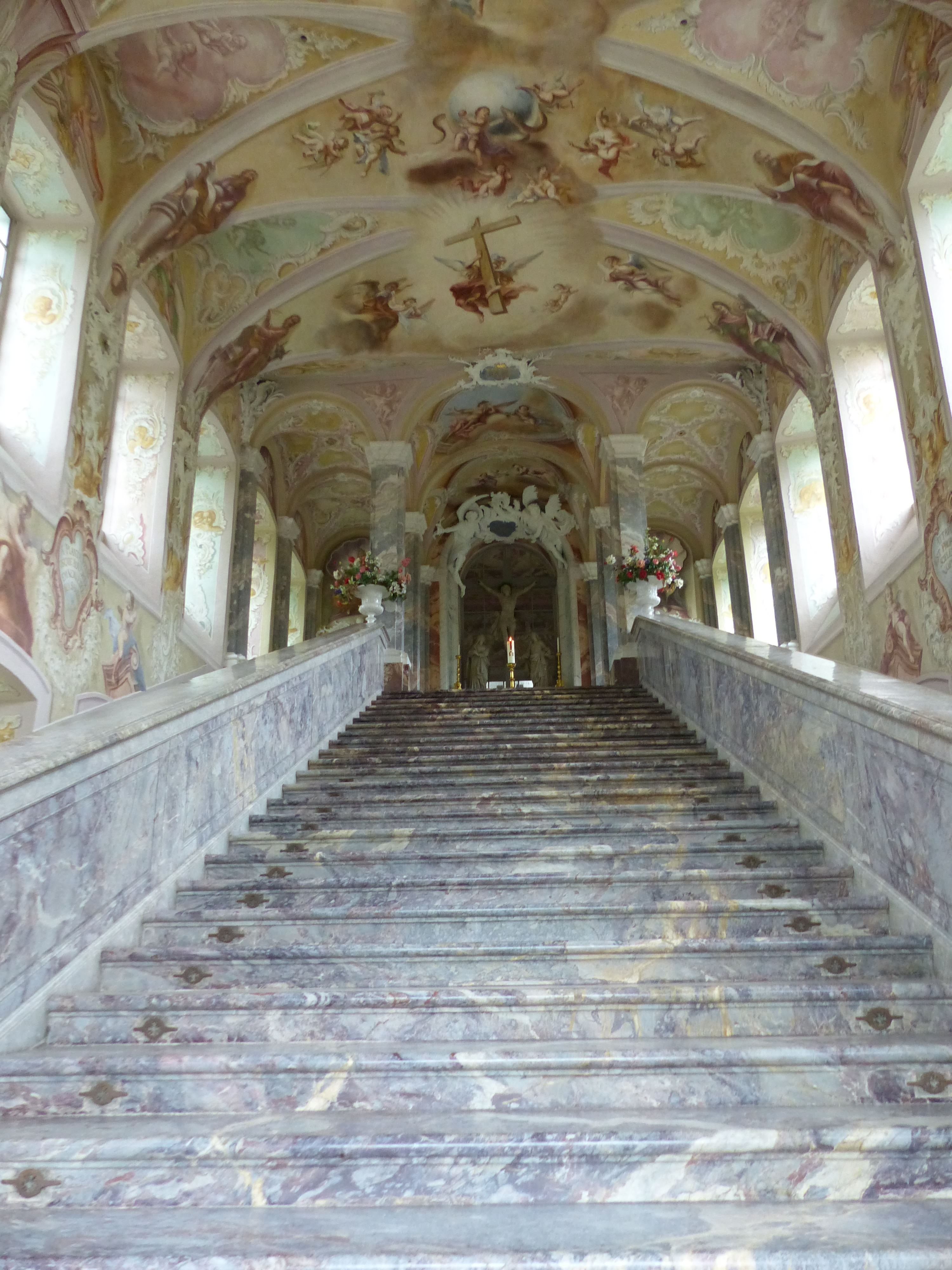
Kreuzbergkirche Bonn: Heilige Stiege an der Ostseite (Mitarbeit am Entwurf Balthasar Neumann)

Anfang des 18. Jahrhunderts begann eine neue Zeit für Bonn, eine Zeit voll höfischer Pracht und fürstlicher Baufreudigkeit. Die Stadt war hintereinander die Residenz zweier der mächtigsten und unternehmungslustigsten Bauherren unter den absolutistisch herrschenden Fürsten.
Kurfürst Joseph Clemens hatte 1697 das Startsignal gegeben, an der Stelle des im Jahre 1689 zerstörten Schlosses einen gewaltigen Neubau des Schlosses zu errichten. Der italienische Baumeister Enrico Zuccalli hatte den Südflügel der Hauptfassade zum Hofgarten schon aufgeführt, als 1702 der Kurfürst aus Bonn nach Frankreich flüchten musste. Deshalb blieb der Bau erst einmal unvollendet. Als der Kurfürst 1715 nach dem Frieden von Baden zurückkehren durfte, entfaltete er sofort die lebhafteste Bautätigkeit. Der alte Bauplan für das Schloss wurde durch den französischen Architekten Robert de Cotte überarbeitet und erweitert, der lange Galerieflügel gegen den Rhein hin angefügt. Die Bauarbeiten begannen 1715. Der Entwurf für das integrierte Michaelstor (heute Koblenzer Tor) entstand um 1725 durch den am Hofe der Wittelsbacher in München tätigen François de Cuvilliés d. Ä., sowie Balthasar Neumann. Die Bauausführung oblag Michael Leveilly.
Das Protokoll des Bonner Stadtrates hielt am 22. Juni 1718 fest, dass die, 1715 auf Druck der Holländer eingeleitete, Schleifung der Festungswerke abgeschlossen wurde. Nur der Alte Zoll am Rhein erinnert noch heute an die Bastionen dieser Zeit. Die erzwungene Beseitigung des ehemaligen Festungsringes ermöglichte eine großzügige Neugestaltung der Stadt. Es entstanden neue Straßenzüge. Die ursprünglichen Pläne des Kurfürsten, Bonn 1726 erneut zu befestigen, scheiterte am diplomatischen Widerstand der Niederländer.

### Kurkölnische Residenzstadt unter Clemens August (Wittelsbacher)
Der zweite baufreudige Kurfürst war der Nachfolger Clemens August von Bayern. Der großzügige, stets auf neue Einnahmequellen bedachte Clemens August wurde am 2. Januar 1724 mit gerade 23 Jahren als Kurfürst eingesetzt (Koadjutor ab 17. Mai 1722).
Eine erste politische Weichenstellung war der Zusammenschluss der Kurfürsten von Bayern, Trier, Köln und der Pfalz zur Wittelsbacher Hausunion am 15. Mai 1724. Ein besonderes politisches Ereignis war der Bonn-Besuch des preußischen Königshauses am 8. August 1730. Preußenkönig Friedrich Wilhelm I. kam mit seinem Sohn, dem späteren König Friedrich dem Großen in die kurfürstliche Residenz.
Im ersten Amtsjahr kam es jedoch zunächst zu einem Machtkampf zwischen Stadt und Kurfürst. Der Kurfürst, ständig in Geldnöten, gedachte städtische Einkünfte aus der Akzise seinem Staatseinkünften zuzuschlagen unter Anwendung von rechtlichen Titeln. Erst 1753 gab der Kurfürst nach und die beschlagnahmte Akzise wieder zurück.
Nach und nach jedoch erlangte er einen Ruf als Bauherr, Mäzen, Frauenschwarm und Jäger – also abseits der Politik. Er brachte Bonn höfischen Glanz, den Bürgern Wohlstand und war wohl auch aus diesem Grund durchaus beliebt bei der Bevölkerung. Ein weiterer Grund der Beliebtheit war die Begeisterung des Kurfürsten für Bälle, Maskeraden und die Anteilnahme am rheinischen Karneval. Für den 6. Februar 1731 ist ein karnevalistischer Maskenumzug durch Bonn belegt. Am 11. Juni 1737 nimmt der Kurfürst am Königschießen der Sebastianus-Schützen teil – und wird Schützenkönig. 1760 trifft Casanova am Hof ein und nimmt an einem Maskenball des Kurfürsten teil.
Sein erstes architektonisches Interesse galt dem Weinbergschlösschen, die „Vinea Domini“, südlich von Bonn. Von Joseph Clemens in Auftrag gegeben und durch den Architekten Guillaume d’Hauberat errichtet, pachtet Clemens August das Schlösschen und macht es zu einem seiner bevorzugten Orte der Zerstreuung und festlicher Tafelfreuden.
Die Nähe zum Kottenforst war schon lange ein Grund für die Wahl Bonns als kurfürstliche Residenz: 1549 verkaufte die Abtei Siegburg die Grundrechte zur Nutzung des Kottenforstes an die Erzbischöfe von Köln, die im Kottenforst bereits das Jagdrecht auf Hochwild besaßen sowie Jagdschlösser in Poppelsdorf und Buschhoven erbaut hatten.
Um 1727 wurde der Kottenforst unter Clemens August von Bayern erstmals systematisch vermessen, um Alleen für seine Parforcejagden anzulegen. Diese meist breiten Alleen wurden schnurgerade aufgeschüttet und wegen des nassen Untergrundes beiderseitig mit Gräben versehen. 1730 ließ Clemens August das Forstdienstgebäude Schönwaldhaus errichten und später, von 1754 bis 1756, wurde in Röttgen das Jagdschloss Herzogsfreude durch den kurfürstlichen Baumeister Johann Heinrich Roth in das Zentrum dieses Systems von Alleen gebaut. Beachtlich ist die genaue Ausrichtung der Wege in Bezug auf das kurfürstliche Schloss sowie ebenfalls auf Schloss Brühl.
Ende 1741 stand Kurköln im Kampf um die Erbfolge in Österreich auf der Seite Bayerns und Frankreichs. Französische Truppen rückten zum Schutz ins Erzstift ein.
Danach setzte eine Bauperiode ein: Als eine der originellsten Schöpfungen des beginnenden Rokoko entstand der Bau des Schlosses Clemensruhe in Poppelsdorf an der Stelle der alten Burg Poppelsdorf ('Sternenburg') aus dem 16. Jahrhundert. 1746 erwarb der kurfürstliche Bauintendant Graf August Wilhelm Wolff Metternich Grund und Bau der 'Sterneburg' für den Umbau zum Rokoko-Schlösschen, der von Michael Leveilly und anderen ausgeführt wurde. Der kühne Plan Joseph Clemens, die beiden Schlösser mit einem Kanal zu verbinden, wurde nicht verwirklicht. Seine Nachfolger würde auf dieser Achse eine imposante Kastanienallee anlegen, die noch heute beide Schlossbauten als optische Achse verbindet. Man muss allerdings auch festhalten, dass die ausgiebige Bautätigkeit Clemens Augusts, in Bonn, in Brühl und anderen Orten, zu einer hohen Staatsverschuldung Kurkölns führte.
Eine wichtige Baustelle tat sich ebenso 1746 auf: Wallfahrtskirche und Kloster auf dem Kreuzberg hatten während der Belagerung von 1689 stark gelitten und dem englischen Oberkommandierenden, John Churchill Herzog von Marlborough, als Hauptquartier gedient. Kurfürst Clemens August ließ nun die Wallfahrtskirche wieder herrichten und bis 1751 um einen Anbau an den Chor der Kirche erweitern. Er stiftete die Heilige Stiege, deren Planung der berühmte Baumeister Balthasar Neumann umsetzte, nach dem Stil des Treppenhauses im Brühler Schloss Augustusburg (erbaut von 1740 bis 1746).
1755, fast 60 Jahre nach Grundsteinlegung durch den Vorgängerfürsten, werden die Bauarbeiten am Residenzschloss abgeschlossen, allerdings bleibt der Flügel zum Rhein hin ein Torso. Damit möglicherweise im Zusammenhang stehend: 1755 trennte sich Clemens August von seinem Intendanten Graf August Wilhelm Wolff Metternich.
Im gleichen Jahr ließ Clemens August in der Katzenburg nahe dem Poppelsdorfer Schloss eine 'Porcellain-Fabrick' einrichten. Johann Jacob Kaisin und Ferdinand von Stockhausen sollten hier Porzellan für den Hof herstellen. Porzellan gehörte zu den zahlreichen kostspieligen Leidenschaften des Kurfürsten. Da dies nicht gelang, wurde der Betrieb als Fayence-Manufaktur weitergeführt.
Zu den Regentschaften von Joseph Clemens und Clemens August muss angemerkt werden, dass beide Kurfürsten Bonn als ein Zentrum der europäischen Musik entwickelten. Zahlreiche Musiker wurden aus ganz Europa, vor allem aus Italien und Frankreich, verpflichtet. Zum Direktor der höfischen Kammermusik wurde 1738 der Komponist Joseph Clemens dall' Abaco bestimmt. Sein Nachfolger wird 1752 der Komponist Joseph Gottwald. Im Jahre 1760 wird Joseph Touchemoulin Hofkapellmeister. Seit 1733 wirkt der Bassist und Sänger Ludwig van Beethoven in Bonn, der Großvater des Komponisten Ludwig van Beethoven.
Kurfürst Clemens August starb am 6. Februar 1761 überraschend, während einer Reise nach München bei Ehrenbreitstein. Lebensfreudig wie er war, hatte er keinen Nachfolger bestimmt, hinterließ allerdings einen aufwendigen Hofstaat, teilweise unfertige Schlossbauten und einen enormen Schuldenberg. Am 6. April 1761 wählte das Kölner Domkapitel den Domdechanten Graf Maximilian Friedrich von Königsegg-Rothenfels zum neuen Kurfürsten und Erzbischof. Damit ging die fast 180 Jahre andauernde Epoche der Wittelsbacher in Kurköln zu Ende.

### Kurkölnische Residenzstadt unter Maximillian Franz (Habsburger)
Graf Maximilian Friedrich von Königsegg-Rothenfels, der die Amtsgeschäfte teilweise auch Minister Kaspar Anton von Belderbusch delegiert, begann umgehen mit der Versteigerung des Nachlasses, um die Staatsfinanzen einigermaßen zu sanieren. Der Graf ist als Landesherr umsichtig, sparsam, tüchtig und ein wenig farblos. Doch auch dieser nüchterne Landesherr weiß die Musiker weiterhin an Bonn zu binden und es gab zahlreichen Opernaufführungen. 1778 wurde das kurfürstliche Hoftheater (Bonner Nationaltheater) gegründet. Es wurden Stücke von Lessing, Schiller und Shakespeare durch den Regisseur und Schauspieldichter Gustav Friedrich Wilhelm Grossmann inszeniert. In seine Regierungszeit fallen allerdings auch Katastrophen für Bonn und die Bonner: 1771 herrscht in Bonn und dem Land eine Hungersnot, 1777 brannte das Schloss und 1784 litt Bonn unter dem Hochwasser des Rheins.
Die Aufhebung des Jesuitenordens durch Papst Clemens XIV. ergab die Chance einer Reform des Jesuiten-Gymnasiums in der Bonngasse. 1774 wird das Gymnasium zur 'Maxischen Akademie' umgeformt. Die Akademie ist die Keimzelle der späteren Universität in Bonn, die offiziell am 20. November 1786 gegründet wird. Sie errang sehr schnell den Ruf einer Einrichtung, deren Lehrer mit den Ideen der Aufklärung sympathisierten. So finden sich in der Liste der Bonner Illuminaten und der 1787 gegründeten Lesegesellschaft neben anderen prominenten Bürgern auch zahlreiche Lehrer und Professoren; darunter auch die musikalischen Lehrer Ludwig van Beethovens, Christian Gottlob Neefe und Franz Anton Ries.
1780, Maximilian Friedrich von Königsegg-Rothenfels, war nun 72 Jahre alt, wurde es Zeit sich um die Nachfolge zu kümmern. Der österreichische Maximillian Franz wurde daher zum Koadjutor für Köln und Münster bestimmt (7. August 1780). Am 15. April 1784 verstarb der Landesherr. Sein Nachfolger Maximilian Franz, er sollte der letzte Kurfürst werden, hielt am 27. April 1784 Einzug in Bonn.
Die Regentschaft des Habsburgers Maximilian Franz sollte noch rund 10 Jahre andauern. Er wirkte als Förderer der Künste und Wissenschaften, trat im schlichten Rock auf und hielt engen Kontakt zu seinen Untertanen. Christian Gottlob Neefe schrieb 1789 über den Landesherrn, dass er einer „der aufgeklärtesten teutschen Fürsten“ sei.
Godesberg verdankt ihm gegen Ende der Residenzepoche den Aufstieg zur Kur- und Badestadt. Zwischen 1790 und 1792 ließ der Kurfürst in der Nähe des Mineralbrunnens die Rédoute als Ball- und Konzertsaal für die Besucher des Bades errichten. Zudem noch ein (Godesberger) Hoftheater. Architekt war Michael Leydel. Um den Mineralbrunnen legte man Parkanlagen an und beauftragte eine Gesellschaft mit der Nutzung der Heilkraft des Brunnens ('Godesberger Wasser').
Am 2. November 1792, in der Ruhe vor dem Sturm (der Nachwirkungen der Französischen Revolution), verließ Ludwig van Beethoven im Alter von 21 Jahren seine Heimatstadt Bonn, um in Wien seine Studien fortzusetzen.

### Ende von Kurköln und französische Besatzung
Bereits am 20. April 1792 hatte die französische Nationalversammlung in Paris dem (deutschen) Reich im Zuge der Koalitionskriege den Krieg erklärt. Am 22. Dezember drangen die Revolutionstruppen unter der Trikolore ins Rheinland ein. Der Kurfürst setzte sich nach Münster ab. Nach der Schlacht bei Aldenhoven (1. März 1793), scheinbar eine Wende, kehrte der Kurfürst Maximilian Franz am 21. April 1793 nach Bonn zurück.

Am 8. Oktober 1794 zogen die französischen Truppen der Nordarmee unter General Jean-Charles Pichegru in Bonn ein. Der Kurfürst hatte sich einige Tage zuvor nach Dorsten abgesetzt. Maximillian Franz floh weiter nach Wien und überließ sein Kurfürstentum, in aussichtsloser Lage, kampflos den Revolutionstruppen. Kurköln war damit Geschichte. 

Die Errichtung des Freiheitsbaumes auf dem Markt durch französische Truppen – Ölgemälde von Franz Rousseau aus dem Jahr 1795

Im Frieden von Lunéville wurden 1801 alle linksrheinischen Gebiete Kurkölns an das napoleonische Frankreich abgetreten. Der Rhein bildete nun die Ostgrenze Frankreichs. Bonn und der dazugehörige Kanton gehörten in den folgenden Jahren zum Département de Rhin-et-Moselle; die Hauptstadt des Départements war Koblenz.
Die französische Besatzung brachte für Bonn gravierende Veränderungen. Mit dem Ende der kurfürstlichen Epoche im Rheinland endete für die Stadt die Zeit, in der sie die Funktion einer Residenz innegehabt hatte. Mit dem Kurfürsten verließen die meisten Angehörigen des Hofes und mit ihnen eine große Zahl von Bewohnern die Stadt. Außerdem wurde die noch junge Universität geschlossen. Die Bevölkerungszahl fiel rapide und die Bürger hatten in den folgenden Jahren mit großen wirtschaftlichen Problemen zu tun. Für das Jahr 1809 wurde im Raum Bonn eine Fläche von 333,3 ha für den Weinanbau ausgewiesen, was die wirtschaftliche Bedeutung des Rheinweins verdeutlicht.
Von weitreichender Bedeutung war die von den Franzosen eingeführte neue Rechtsordnung. Am 1. Mai 1798 erließ der französische Regierungskommissar François Joseph Rudler eine Verordnung, die dafür sorgte, dass die 1792 in Frankreich in Kraft getretenen Gesetze über den Zivilstand auch für das rheinische Departement Geltung bekamen. Vier Jahre später, am 8. April 1802, wurden die Organischen Artikel verkündet, die für Protestanten und Juden Kultusfreiheit und volle Bürgerrechte bedeuteten. Am 21. März 1804 erhielten die Bemühungen um eine neue Rechtsordnung durch die Einführung des Code Napoléon ihren krönenden Abschluss. Nach französischem Vorbild wurde die Mairie Bonn eingerichtet, die zum Arrondissement Bonn des Rhein-Mosel-Departements gehörte.
Am 6. November 1811 besuchte Kaiser Napoleon I. bereits zum zweiten Mal Bonn, diesmal um die Möglichkeit zur Befestigung der Stadt zu prüfen. Am 5. Januar 1812 erschien die erste Ausgabe des „Bonner Nachrichts- und Anzeige-Blatt“. Anfang 1814 hatten die Franzosen Bonn geräumt und am 17. Januar 1814 trafen preußische Truppen in Bonn ein.
Allerdings war Preußens Präsenz in Bonn zunächst zwiespältig: Die Preußische Armee zog mit Husaren und Ulanen, dazu noch Kosaken und einem ostpreußischen Jägerbataillon, in Bonn ein. Zum Ärger der Bonner, sie führten sie sich wie Sieger in einer eroberten Provinz auf. Zeitgenössischen Bonner wiesen bekanntermaßen immer darauf hin, dass sie keine Preußen, sondern „Beute-Preußen“ seien. Das Ende der französischen Besatzung war für die Bevölkerung und die Freiheitsbewegung dennoch ein herbeigesehntes Ereignis. So hatte der Bonner Schriftsteller Ernst Moritz Arndt die nationale Einheitsbewegung durch diverse Schriften unterstützt, u. a. Der Rhein, Deutschlands Strom, aber nicht Deutschlands Grenze, in der er die Ablösung des deutschsprachigen Rheinlands von Frankreich forderte. Ihm zu Ehren wurde auf dem Alten Zoll 1865 ein Denkmal gesetzt, dessen Inschrift u. a. „Der Rhein, Deutschlands Strom, aber nicht Deutschlands Grenze“ lautet.

## Preußen

### Kreisstadt in der preußischen Rheinprovinz

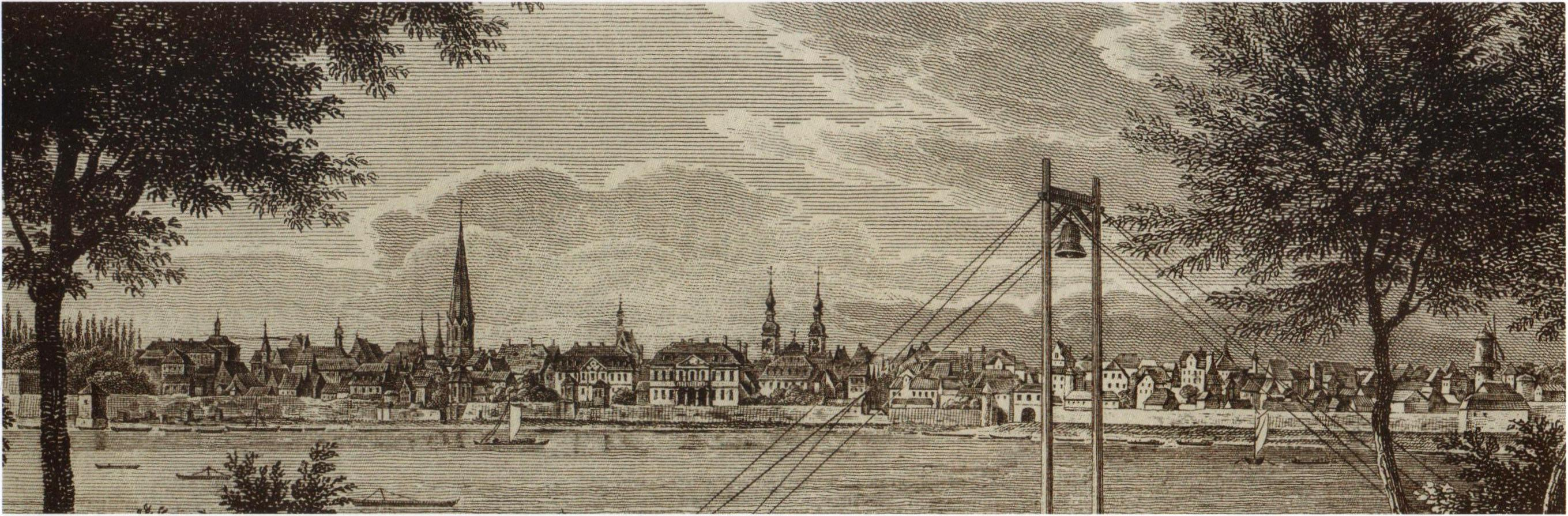
Ernst Fries / Ludwig Friedrich Schnell: Bonn im 1. Drittel des 19. Jahrhunderts, Kupferstich, 21 × 26,8 cm, Stadtarchiv Bonn

In der Folge des Wiener Kongresses fiel Bonn 1815 an Preußen. Aus der französischen Mairie wurde die preußische Bürgermeisterei Bonn, die 1816 zum neuen Kreis Bonn im Regierungsbezirk Köln in der Rheinprovinz kam und Kreisstadt des Kreises wurde. Generell entwickelte sich die Stadt unter preußischer Herrschaft enorm. Im Wesentlichen lag dies an der Gründung der Universität und der Beliebtheit, auch unter Militärs, als Ruhe- und Alterssitz. Die Belebung des öffentlichen Lebens dürfte aber auch an dem damals beginnenden Zuzug von Protestanten mitten im „katholischen Rheinland“ gelegen haben. Schließlich wirkte sich die bewusste Begünstigung durch das Haus Hohenzollern äußerst günstig für die Stadtentwicklung aus.
Im Jahre 1818 wurde die heutige Rheinische Friedrich-Wilhelms-Universität Bonn neu gegründet – als Gegenstück zur ebenfalls neu gegründeten Friedrich-Wilhelms-Universität Berlin (die preußische Neugründung war ausdrücklich keine Fortsetzung der 1794 untergegangenen ersten Universität Bonn). Sie prägte in den nächsten Jahrzehnten das Leben der Stadt. In politischer und gesellschaftlicher Hinsicht bestimmend wurde bis zum Ende des Kaiserreichs der Gegensatz zwischen der katholischen Bevölkerungsmehrheit und der protestantischen Oberschicht.

### Vormärz und Revolution von 1848

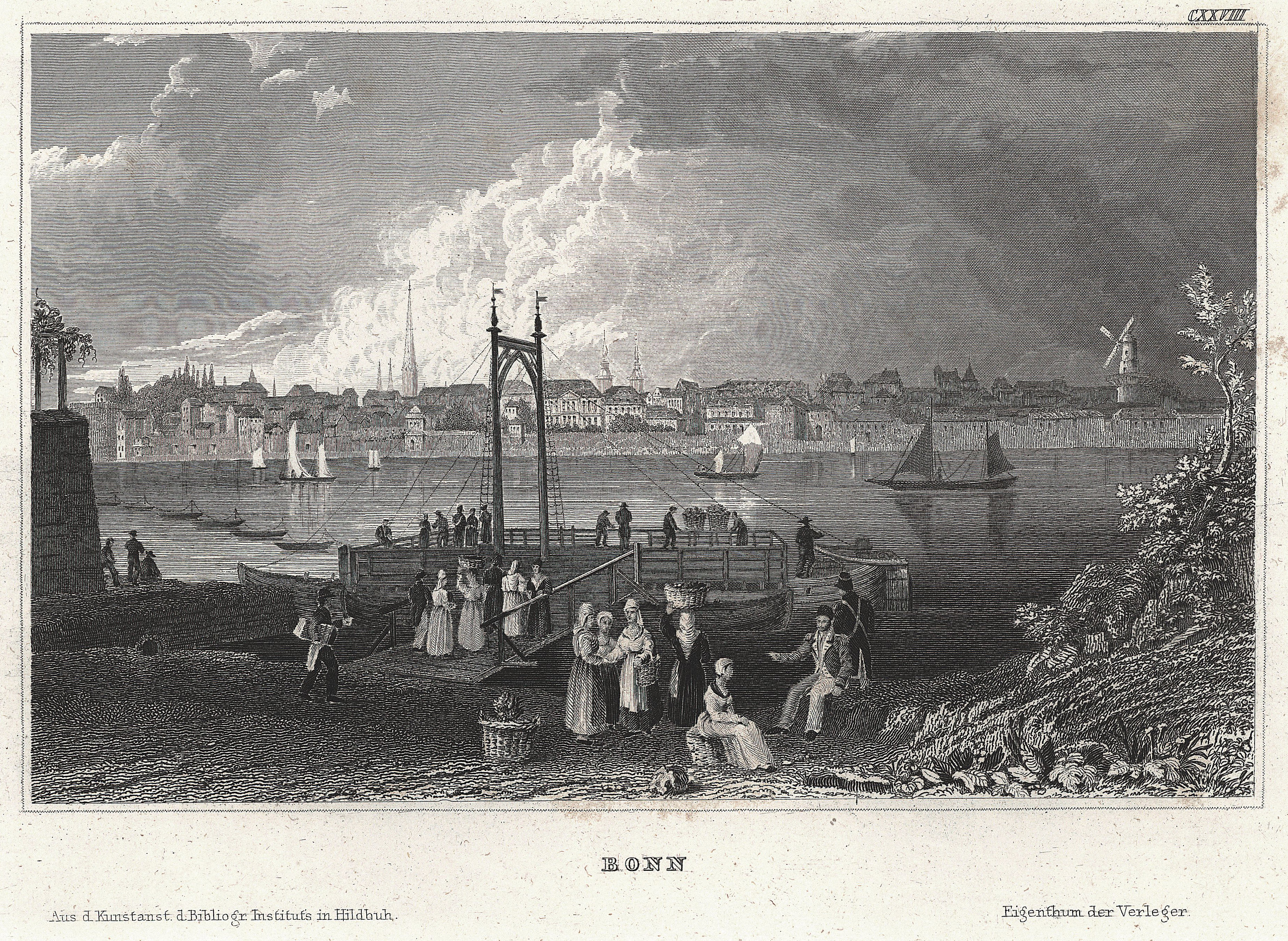
Blick auf Bonn, ca. 1836. Im Vordergrund eine Gierseilfähre

Während des Vormärz und vor allem nach dem Hambacher Fest (1832) politisieren sich die Studenten Bonns. Zwar sind auch sie von der allgemeinen Unterdrückung von Presse-, Vereins- und Versammlungsfreiheit während der preußischen Reaktion betroffen, dort kommt es ab 1832 immer wieder zu Zusammenstößen mit der Polizei.
Die Ereignisse zur Forderung nach demokratischen Reformen überschlugen sich nach der Pariser Februarrevolution von 1848 auch in Bonn. Wichtige Bonner Protagonisten waren Ernst Moritz Arndt, Friedrich Christoph Dahlmann und Gottfried Kinkel. Am 20. März 1848 sprach Kinkel unter der schwarz-rot-goldenen Fahne von der Rathaustreppe zu den Bonner Bürgern. Seit dem 18. Mai 1848 tagte in der Paulskirche in Frankfurt am Main die deutsche Nationalversammlung, der auch sieben Bonner Professoren angehörten. Im August 1848 übernahm Kinkel die Redaktion der „Bonner Zeitung“, die sich zur „socialen Demokratie“ bekannte. Engster Mitarbeiter war der Student Carl Schurz. Kinkel und Schurz gründeten in Bonn den Demokratischen Verein mit der Zielsetzung Volkssouveränität und deutsche Einheit. Am 17. November 1848 berief Kinkel die Bonner Bürgerwehr ein. Es kam am 18. und 19. November 1848 zu Tumulten, die unter dem Druck eines am 20. November 1848 einrückenden preußischen Infanterie-Bataillons beendet wurden. Zwischen 1848 und 1852 wurden alle Vereine aufgelöst, die Akteure verhaftet oder ins Exil getrieben. Kinkel selbst ging ins Exil nach London.
Ab 1844 nahm Friedrich Wilhelm August Argelander, seit 1837 Ordinarius für Astronomie in Bonn, an der Bonner Sternwarte der Universität Bonn die so genannte Bonner Durchmusterung vor. Sie wurde zwischen 1846 und 1863 mit Unterstützung von Adalbert Krüger und Eduard Schönfeld durchgeführt und publiziert. Der Katalog und Atlas enthält 324.198 Sterne der nördlichen Halbkugel mit genauen Standorten und Helligkeiten der Himmelsobjekte.
Ab dem 15. Februar 1844 verkehrte zwischen Köln und Bonn eine Eisenbahn der Bonn-Cölner Eisenbahn-Gesellschaft. Die Eisenbahn wird 1858 bis Koblenz verlängert. Am 1. Oktober 1846 wurde die Landwirtschaftliche Lehranstalt für Rheinpreußen angesiedelt (ab 1861: Landwirtschaftliche Akademie Bonn-Poppelsdorf, ab 1920 Landwirtschaftliche Hochschule, ab 1934: Landwirtschaftliche Fakultät der Universität).´ Die Vorlesungen begannen zum Sommersemester 1847.

### Vor der Reichsgründung

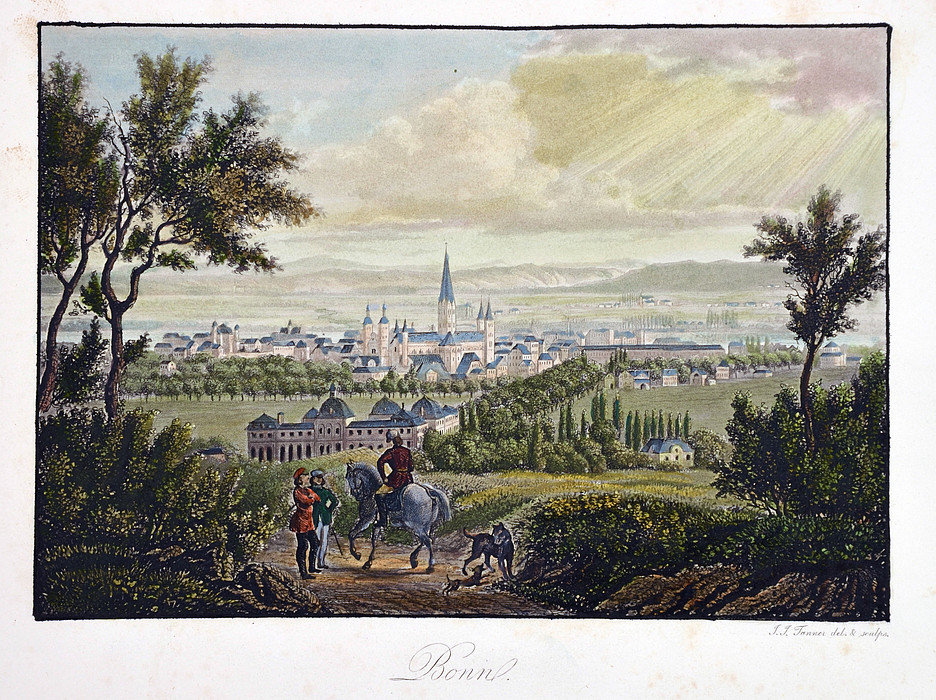
Stadtansicht Bonns von Südwesten mit Blick auf Münster und Poppelsdorfer Schloss um 1860

1850 erhielt Bonn im Zuge der neuen preußischen Gemeindeverordnung von 1850 ein eigenes Landgericht. Um 1852 zählte die Stadt rund 20.000 Einwohner. 1852 wurde begonnen, eine gasbetriebene Straßenbeleuchtung anzulegen, die Keimzelle der Stadtwerke Bonn. Im gleichen Jahr, am 5. September 1852, bezog das Husaren-Regiment Nr. 7, aus Westpreußen kommend, in Bonn Garnison. Am 13. Juni 1856 erhielt Bonn die Rheinische Städteordnung.
Am 29. Juli 1856 starb der Komponist Robert Schumann in Endenich, nach einem zweijährigen Aufenthalt in der dortigen Heilanstalt. Er wurde auf dem Alten Friedhof beigesetzt.
Bonn war Teil einer gewissen Rheinromantik, wie das folgende Zitat belegt:

„Bonn liegt zwar nicht mehr im Herzen der Schönheit, gleichwohl gehört es dem schönsten Abschnitt des Rheintals, jenem rheinischen Paradies noch an, als dessen Mittelpunkt wir das Siebengebirge ansehen.“

Am 1. Juni 1863 wurde der „Bonner Bürger-Verein“ gegründet, ein Sammelpunkt für den katholischen, gehobenen Mittelstand, der neben der protestantisch geprägten „Lese- und Erholungsgesellschaft“ das gesellige und kulturelle Leben der Stadt bestimmte. Da Bonn und Beuel noch nicht mit einer richtigen Brücke (sog. „Fliegende Brücke“) verbunden waren, wurde ab dem 2. Juli 1863 ein Dampffährboot eingesetzt. In den 1860er Jahren wurden zahlreiche Studentenverbindungen gegründet und das Verbindungsleben bestimmte das gesellschaftlich-kulturelle Leben der durchweg männlichen Studenten und ihrer Alten Herren, den sog. Philistern, darunter zahlreiche Dozenten und Professoren.
1865 wurde das Arndt-Denkmal auf dem Alten Zoll eingeweiht, nachdem Ernst Moritz Arndt 1860 im Alter von 90 Jahren in Bonn verstarb. Im Jahr 1865 boykottierte ein Teil der Bevölkerung die Feiern zum 50-jährigen Jubiläum des Anschlusses der Rheinlande an Preußen. Dies geschah aus Opposition gegen die preußische Haltung in religiösen Schulfragen. Nicht wenige Bürger bezeichnen sich als „Beutepreußen“, was dem Kulturkampf jener Epoche geschuldet war. 1868 fanden die Feiern zum 50-jährigen Bestehen der Bonner Universität statt. 1866 gründete der aus Koblenz stammende Joseph Meyer eine Fahnenfabrik, die später „Bonner Fahnenfabrik“ heißen wird und bis heute besteht.
Die Reichsgründung 1871 bescherte Bonn einigen Aufschwung im Zuge der Euphorie der Gründerjahre. Da Bonn in Preußen als Alterssitz bekannt geworden war, siedelten sich zahlreichen Millionäre, die durch die Industrialisierung zu einem Vermögen gekommen waren, mit ihren prachtvollen Villen in Bonn an. Es entstanden neue Schulen und Kirchen, ein Wasser- und ein Gaswerk wurden gebaut. Es entstanden auch Neubauten der Universität, so für das Chemische Institut (1864–67), die Anatomie (1869–72) und das Physiologische Institut (1875–78). In der Südstadt wurden zahlreiche repräsentative Häuser der bürgerlichen Mittel- und Oberschicht errichtet, die noch heute das Stadtbild prägen.

### Bürgerlich, preußisch und wilhelminisch
Am 17. Dezember 1870 wurde der Neubau der Beethovenhalle fertiggestellt und im August 1871 eingeweiht. Ab 1872 erschien in Bonn die katholische Deutsche Reichszeitung. 1872 wurde die Buchhandlung Behrendt gegründet. Es entstanden eine Reihe von Bürger- und Veteranenvereinen. 1876 eröffnete die Gaststätte „Hähnchen“, ein beliebter Treffpunkt für Bürger, Studenten, Professoren und Garnisonssoldaten. Im gleichen Jahr siedelte sich der Soennecken-Verlag in Bonn an. 1877 wurde das neue Hauptpostamt im Palais Fürstenberg am Münsterplatz eröffnet.
Im Jahre 1879 erfolgte die Einweihung der zwischen 1877 und 1878 errichteten neuen Synagoge am Rheinufer, unweit der heutigen Kennedy-Rheinbrücke nach Plänen des Architekten Hermann Eduard Maertens. Sie wurde 1938 niedergebrannt – eine Gedenktafel an der Brücke (Nordseite) erinnert noch heute daran.
Zum 1. Oktober 1887 schied Bonn aus dem Kreis Bonn aus, um eine kreisfreie Universitätsstadt zu werden.
Am 7. Juni 1880 wurde die Eisenbahnlinie Bonn-Rheinbach-Euskirchen bis in die Voreifel eingeweiht. In den 1890er Jahren wurden Godesberg, Dottendorf, Endenich, Kessenich und Poppelsdorf eingemeindet. Zeitgleich wurden die Festungsanlagen bis auf den Alten Zoll beseitigt und nur das Sterntor blieb von den Stadttoren erhalten.
1883 bis 1885 wurde ein neues Bahnhofsgebäude (heutiger Hauptbahnhof) errichtet. Die Haupthalle suggeriert bis heute ein pompöses Stadttor. Das Baugrundstück befindet sich in der niedrigsten Lage der Stadt, einem alten, versandeten Rheinarm. Rund um den Bahnhof herrscht noch heute im Hochsommer ein schwül heißes Klima, weswegen der Volksmund vom „Bonner Loch“ spricht. Als „Bonner Loch“ wird auch ein Zugang mit mehreren Treppen zum unterirdischen Teil des Bahnhofs und dort ein Platz unterhalb des Straßenniveaus bezeichnet. Das unterirdische Areal war über viele Jahre ein Treffpunkt für Drogenabhängige.
Am 1. November 1889 erschien erstmals ein neuartiges Blatt, der „General-Anzeiger“. Der Verleger der Bonner Zeitung, Hermann Neusser, ging damit auf die Veränderungen durch den Kulturkampf ein. Der Verleger gründete, damit verbunden, auch eine Buchdruckerei, die er unter dem Dach einer Aktiengesellschaft bündelte. Der General-Anzeiger, Untertitel „... für Bonn und Umgebung“, wurde als täglich erscheinendes Anzeigenblatt konzipiert, hob lokale und regionale Berichterstattung hervor und wurde gratis verteilt. Das neue Blatt enthielt sich jeder politischen, sozialen oder religiösen Parteinahme (Blattlinie), in Abgrenzung zur katholisch ausgerichteten in Bonn erscheinenden Deutsche Reichszeitung.
Ab 1891 wurden Pferdebahnen für den innerstädtischen Verkehr eingerichtet. Ab 1893 führte eine Dampfstraßenbahn nach Godesberg und Mehlem.
Im Jahre 1898 entstand die erste massive Rheinbrücke zwischen Bonn und Beuel. Sie wurde am 17. Dezember 1898, nach dreijähriger Bauzeit, eingeweiht. Sieht man vom römischen Brückenschlag des Drusus ab, so war dies die erste feste Verbindung Bonns zum rechtsrheinischen Gebiet. Da die Beueler sich aus Bonner Sicht zunächst gar nicht, dann nicht hinreichend an den Baukosten (4. Millionen Mark) beteiligt hatten, wurde bis 1938 Brückenzoll erhoben und auf der Bonner Seite am Landpfeiler, der von der Gutehoffnungshütte errichteten Stahlbrücke, das Bonner Brückenmännchen („Bröckemännche“) angebracht. Das Brückenmännchen zeigt sein nacktes Gesäß zur Beueler Seite, genannte „de schääl Sigg“, und existiert bis heute. Ab dem 21. Mai 1902 verkehrte über diese Brücke die erste elektrische Straßenbahn zwischen Bonn und Beuel.
Im Jahre 1882 wurde am Kaiser-Karl-Ring, die Provinzial-, Irren-, Heil und Pflegeanstalt, die heutige LVR-Klinik Bonn, eröffnet. 1886 wird der Bonner Heimat- und Geschichtsverein (BHGV) gegründet. 1890 eröffnete das „Provinzialmuseum“ (das heutige Rheinische Landesmuseum Bonn).
Im Jahre 1897 wurde im Zuge der Preußischen Heeresreform die Bonner Garnison ausgebaut. Das 9. Rheinisches Infanterie-Regiment Nr. 160 bezieht in der Bonner Ermekeilkaserne Quartier.
Ab 1898 verkehrte die Rheinuferbahn bis nach Köln. Zeitgleich wird die Vorgebirgsbahn als dampfgetriebene Schmalspurbahn zwischen Bonn und Köln nach sechsjähriger Planungs- und Bauzeit eröffnet. Die Bahn, im Volksmund „Feuriger Elias“ genannt, verkehrte bis 1929. 1905 wurden die Bonner Pferdebahnen durch die Stadt übernommen und auf elektrischen Betrieb umgestellt. Nach Mehlem, Königswinter und Siegburg fuhren seit 1911/13 elektrische Straßenbahnen. Damit war im Wesentlichen das Netz des heutigen öffentlichen Nahverkehrs gelegt.

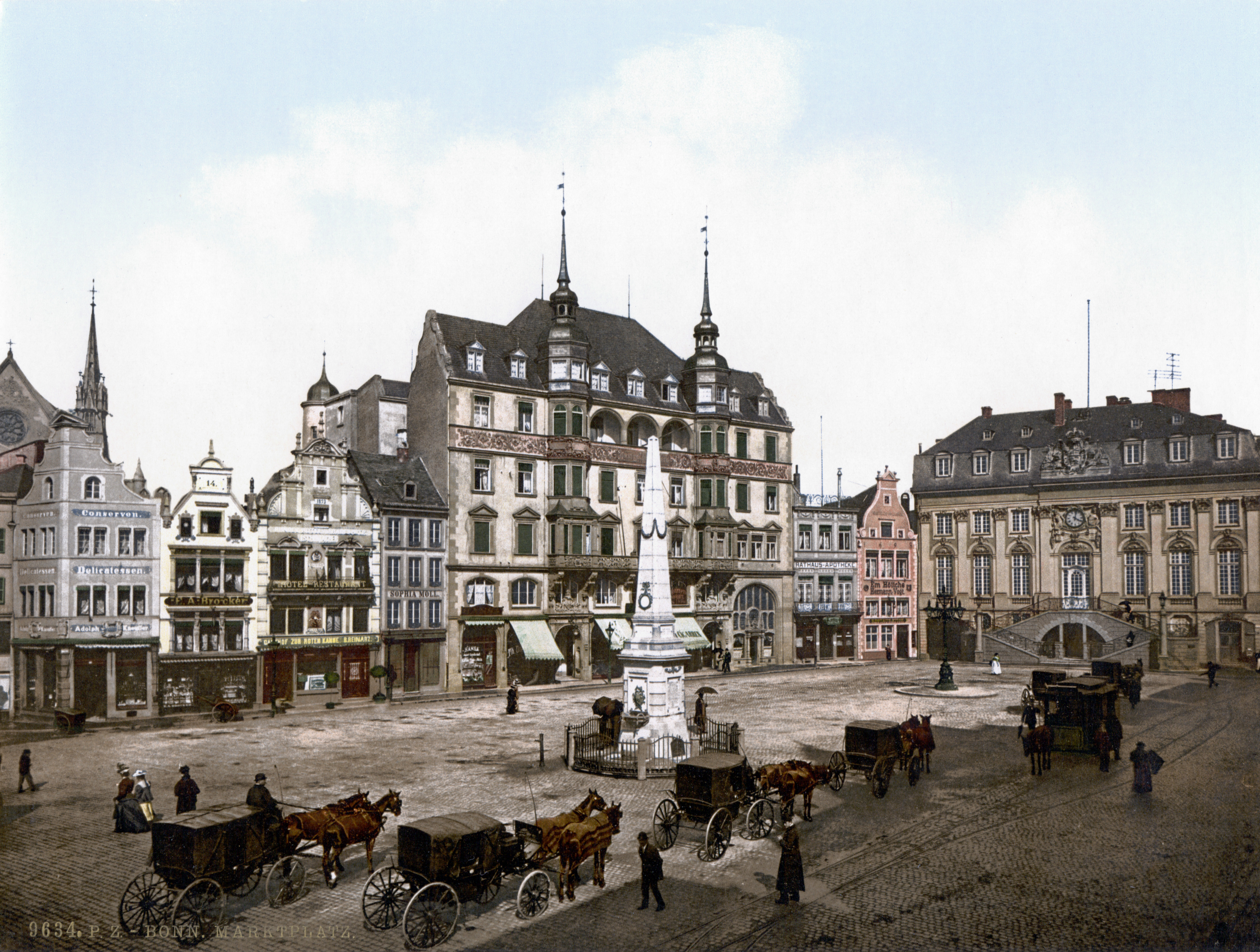
Marktplatz mit altem Rathaus (rechts), Photochromdruck um 1900

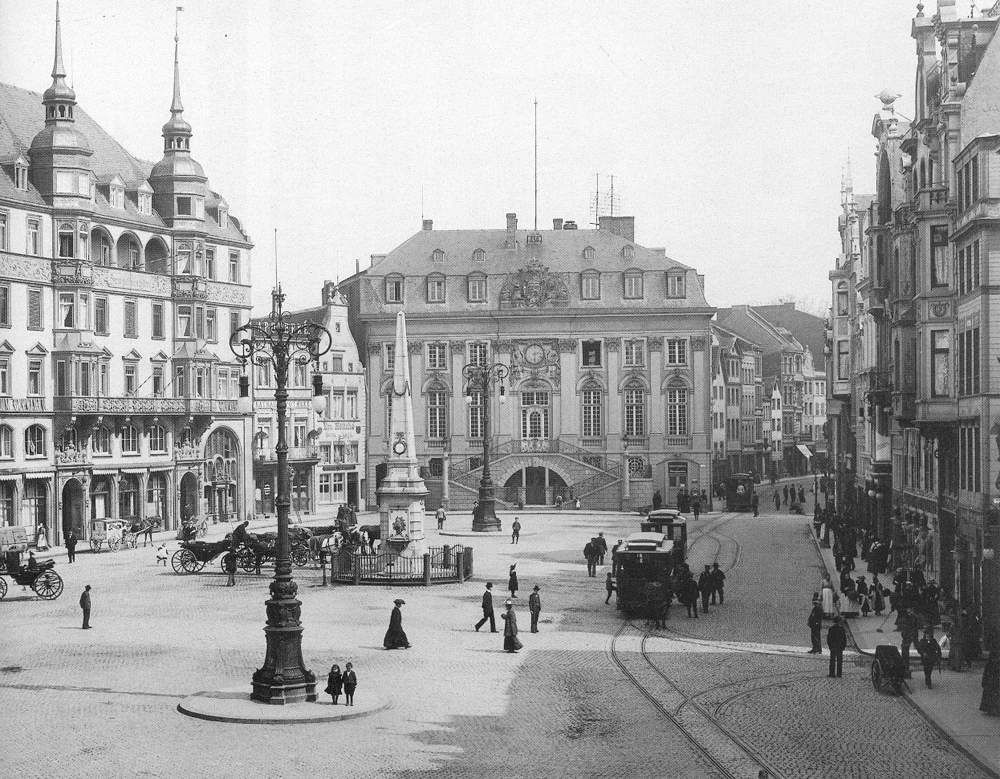
Rathaus am Marktplatz 1904

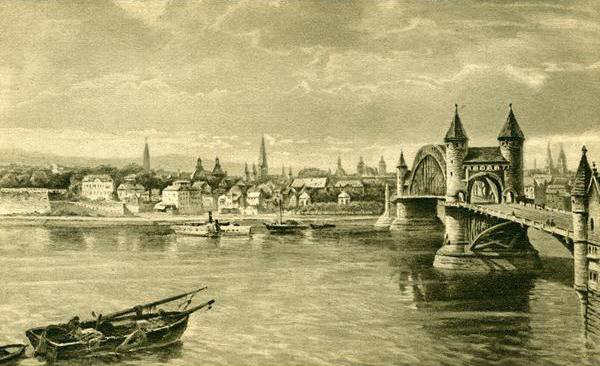
Rhein und Rheinbrücke 1905

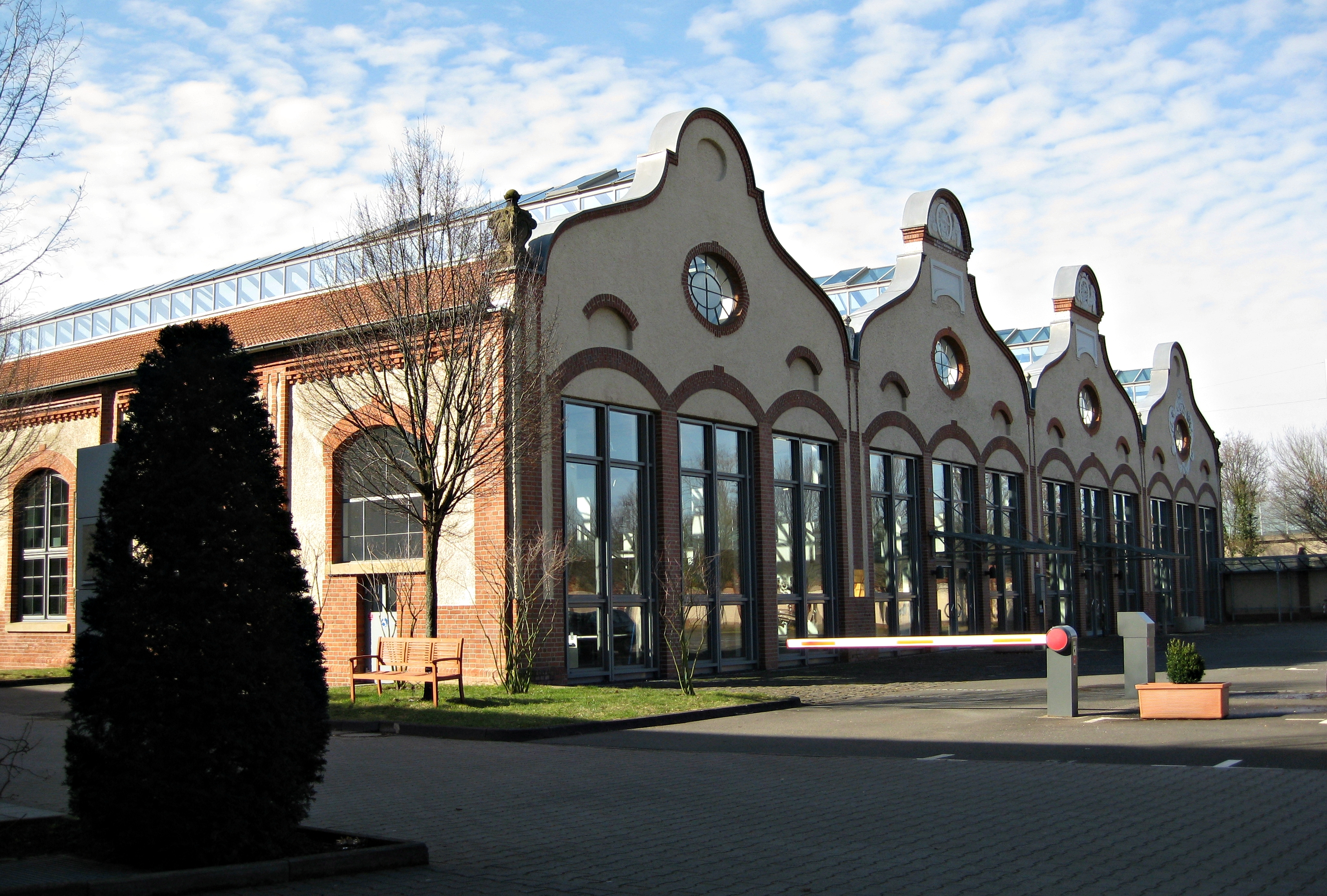
Altes Straßenbahndepot, erbaut 1905 (Zustand: 2015)

Wie überall im Deutschen Reich wurde das neue Jahrhundert auch in Bonn mit Bällen in der Silvesternacht und Gottesdiensten an Neujahr gefeiert. Am 1. Januar 1900 marschierten die Königshusaren und das Infanterie-Regiment 160 bei frühlingshaftem Wetter im Hofgarten auf.
1902 wurde in Poppelsdorf eine zweite Synagoge eingeweiht, 1903 eine neue Synagoge in Beuel. Ca. 1914 zählte die jüdische Gemeinde Bonn 1.200 Mitglieder.
Am 1. Oktober 1907 erhielt Bonn sein erstes Orchester mit dem Dirigenten Heinrich Sauer an der Spitze. Das städtische Orchester nennt sich heute „Orchester der Beethovenhalle Bonn“. Der 1889 gegründete Verein Beethoven-Haus bereicherte das Musikleben Bonns zudem. Der 1901 als vierjähriger mit seinen Eltern nach Bonn zugezogene August Macke zählt zu den bedeutendsten Malern Bonns und gilt als Exponent des von ihm mitgeprägten Expressionismus. Von 1911 bis zur Evakuierung im II. Weltkrieg lebt ebenso der Expressionist Hans Thuar in Bonn.
Die Zeit zwischen 1900 und 1914 war generell geprägt von zahlreichen Vereinsgründungen, darunter einigen Sportvereinigungen, wie der Bonner Fußballverein (1901) oder der Bonner Schwimmverein 05 (BSV) im Jahre 1905. Rund 30 Sportvereine schlossen sich 1908 zur „Vereinigung Bonner Turn- und Sportvereine“ zusammen. Zahlreiche Sportstätten entstanden in dieser Zeit, so auch das Bonner Victoriabad von 1903–05. Sehr beliebt war das 1905 errichtete Beueler Strandbad am Rhein, die Rheinbadeanstalt. Diese Rheinbadeanstalt war ein auf Pontons gelagerter Holzbau ohne Boden, der am Ufer vertäut war. Das Bad bestand bis 1967.
In der Stadtarchitektur schlug sich auch der Jugendstil wider: Zahlreiche Jugendstil-Fassaden in der Südstadt sind erhalten. Das Victoriabad, im Jugend-Stil erbaut, fiel den Bomben des Zweiten Weltkrieges zum Opfer. Erhalten ist das 1905 nach den Plänen des Städtischen Tiefbauamtes erbaute Straßenbahndepot in der Graurheindorfer Straße 157. Es besteht aus vier Hallenfassaden mit je drei Toren und gilt als Musterbeispiel des Jugendstil in der industriellen Architektur.
Die Epoche wird für Bonn auch als „Kaiserzeit“ bezeichnet. Das lag am Ausbau der Garnison, dem besonderen Wohlwollen der Hohenzollern gegenüber der Stadt und, dem Rufe der Universität als „Prinzen-Universität“, auch „Fürsten-Universität“, einem Ruf, den Bonn bereits nach 1843, als bevorzugter Ausbildungsort des männlichen Nachwuchses der Hohenzollern erwarb. Sowohl Kaiser Wilhelm II. selbst, als auch vier seiner Söhne studierten in Bonn. Die Prinzen erhielten ein großzügig bemessenes und komfortabel eingerichtetes eigenes Studierzimmer im Ostflügel der Universität.
Zum 1. Juni 1904, nach Eingemeindungen, zählte Bonn bereits 78.000 Einwohner. Es ergaben sich drei unterschiedliche Zonen der Agglomeration: Bonn-Stadt war die Kernstadt, das später eingemeindete, rechtsrheinische Beuel industriell geprägt und Godesberg ein eher verträumtes Bad. Die Bevölkerung war überaltert, mit der nach Wiesbaden höchsten Quote an „Berufslosen“, also Pensionären und Rentnern (Spitzname „Rentnerstadt“) und wies, wohl im Zusammenhang mit der Universität, einen hohen Bildungsgrad auf. Godesberg hatte den etwas spöttischen Beinamen „Pensionopolis“. Bonn pflegte bewusst das Image als vornehme Wohnstadt mit prachtvollen Villen (wie das Palais Schaumburg-Lippe), den Nimbus bekannter ortsansässiger Persönlichkeiten aus Kultur, Politik oder Wissenschaft und als reizvolles Reiseziel. Ausgedehnte Alleen, Garten- und Parkanlagen, sorgsam von den Stadtvätern ausgewählte „geruchs- und lärmfreie“ Industriebetriebe, ein reges Vereins-, Musik-, Theater- und Kulturleben, unterstrichen diesen Anspruch. Auch unter wirtschaftlichen Gesichtspunkten konnte das wilhelminische Bonn punkten: Bonn war zur Jahrhundertwende nach Frankfurt am Main, Charlottenburg und Wiesbaden die viertreichste Stadt Preußens.
Im Jahre 1912 legt der Zoologe Alexander Koenig den Grundstein zum Bau eines naturkundlichen Museums (1914 wurde der Rohbau nach den Plänen des Königlichen Hofbaurates G. Holland fertiggestellt; es wird aber erst 1934 eröffnet). 1913 gründet Wilhelm Stollfuß den Stollfuß-Verlag in Bonn. 1913 erfolgt ein Neubau der Stadtsparkasse Bonn nach den Plänen des Kölner Architekten Peter Recht am heutigen Friedensplatz.
Im Jahre 1913 zählte Bonn rund 8.000 Industriebeschäftigte. Die Hälfte dieser Arbeitnehmer arbeiteten in den drei größten Bonner Industriebetrieben: Der Schreibwarenfabrik Soennecken, der Steingut-Fabrik und Kunst-Töpferei Franz Anton Mehlem und der Porzellan- und Steingutfabrik Ludwig Wessel.

### Bonn von 1914 bis 1919
Am 1. August 1914 wird die Garnison in Bonn mobil gemacht und der allgemein wogenden Kriegsbegeisterung von jubelnden Bonnern mit Hurrarufen, Blumen und Fähnchen verabschiedet. Bald schon, noch 1914, werden erste Rationierungsmaßnahmen erlassen und es erfolgen Spendenaufrufe. Bis zum 20. September 1914 zeichnen die Bonner rund 17,5 Mio. Reichsmark an Kriegsanleihen.
1915 werden „Brotbücher“ an die Bevölkerung ausgegeben, ohne die keine Backwaren mehr ausgegeben werden dürfen. Im November 1915, den zweiten Kriegswinter, werden fleischfreie Tage eingeführt. Im Sommer 1917 werden an der Stiftskirche sechs von den acht Glocken abgebaut und an die Heeresverwaltung übergeben. Im März 1918 verlässt Joseph Goebbels Bonn, nachdem er hier zwei Semester studiert hat.
Kurz vor Ende des Ersten Weltkriegs wurde die Stadt am 31. Oktober 1918 bei einem der ursprünglichen Planung nach für Köln-Deutz und die dortigen Industrieanlagen vorgesehenen Luftangriff durch sechs aus dem französischen Ochey kommende britische Tagbomber von neun Bomben getroffen, die 26 Menschen töteten und 56 verletzten.
Am 9. November 1918 wurde in Berlin die Republik ausgerufen. Der Erste Weltkrieg war nun zu Ende und der Kaiser dankte ab. Insgesamt 2.241 Soldaten aus Bonn-Stadt fielen von 1914–18 in diesem Krieg. Für Bonn, Godesberg und Beuel zusammen waren es 2.783 gefallene Kriegsteilnehmer.
Im Zuge der Novemberrevolution konstituierte sich in Bonn am 9. November 1918 als Reaktion auf Plünderungen und Schüsse in der Stadt am Vortag, die vor allem durch eine Gruppe aus Köln eingereister bewaffneter Matrosen und Soldaten ausging, zur Bewahrung von Ruhe und Ordnung ein Arbeiter-, Bürger- und Soldatenrat als oberster Behörde für die Stadt. Dieser Rat übernahm u. a. Verwaltungs-, Fürsorge- und Polizeiaufgaben. Eine Bürgerwehr entstand. Die Vertreter deckten ein breites gesellschaftliches Spektrum ab: Zentrum, Liberale, Sozialdemokraten, sowie Gewerkschaften. Die Einbeziehung des Bürgertums, die aufgrund der örtlichen Minderheitenposition der Arbeiterschaft in der Gesamtbevölkerung erfolgte, und seine intensive Zusammenarbeit mit der Stadtverwaltung kann als eine Ausnahmeerscheinung für Städte dieser Größenordnung gelten. Der Rat tagte 23 Mal mit jeweils rund 40 Mitgliedern bis zur Einstellung seiner Tätigkeit am 11. Dezember 1918. Laut Verwaltungsberichten und Chronisten der Zeit sorgte dieser Rat dafür, dass die Revolution trotz aller Erregung in geordneten Bahnen verlief.
Am 16. November 1918 begann der Durchzug der von der Westfront heimkehrenden deutschen Truppen durch Bonn. Die demobilisierten Feldgrauen wurden mit Blumen und Hurrarufen begrüßt. Die Häuser waren beflaggt. Auf dem Gelände der Landwirtschaftskammer in der Endenicher Allee wurde für die Soldaten eine Verpflegungshalle aufgeschlagen.
Am 8. Dezember 1918 zogen britische Besatzungstruppen mit einer Vorhut von 150 Soldaten in Bonn ein. Die linksrheinischen Gebiete des deutschen Reiches wurden nun besetzt. Bonn wurde in der Folge kurzzeitig kanadisches Korps-Quartier. Ende Januar 1919 wurden die Kanadier durch Briten abgelöst.

## Weimarer Republik

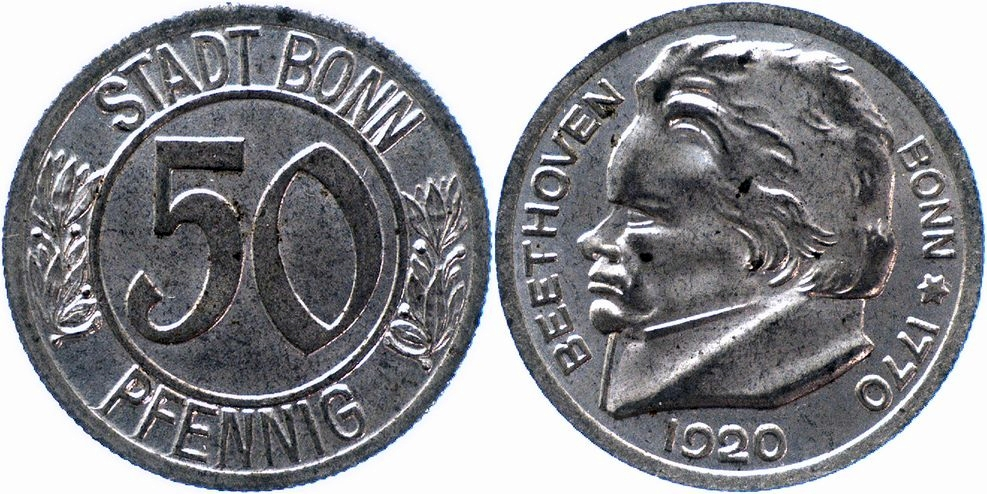
Bonner Notgeldmünze von 1920

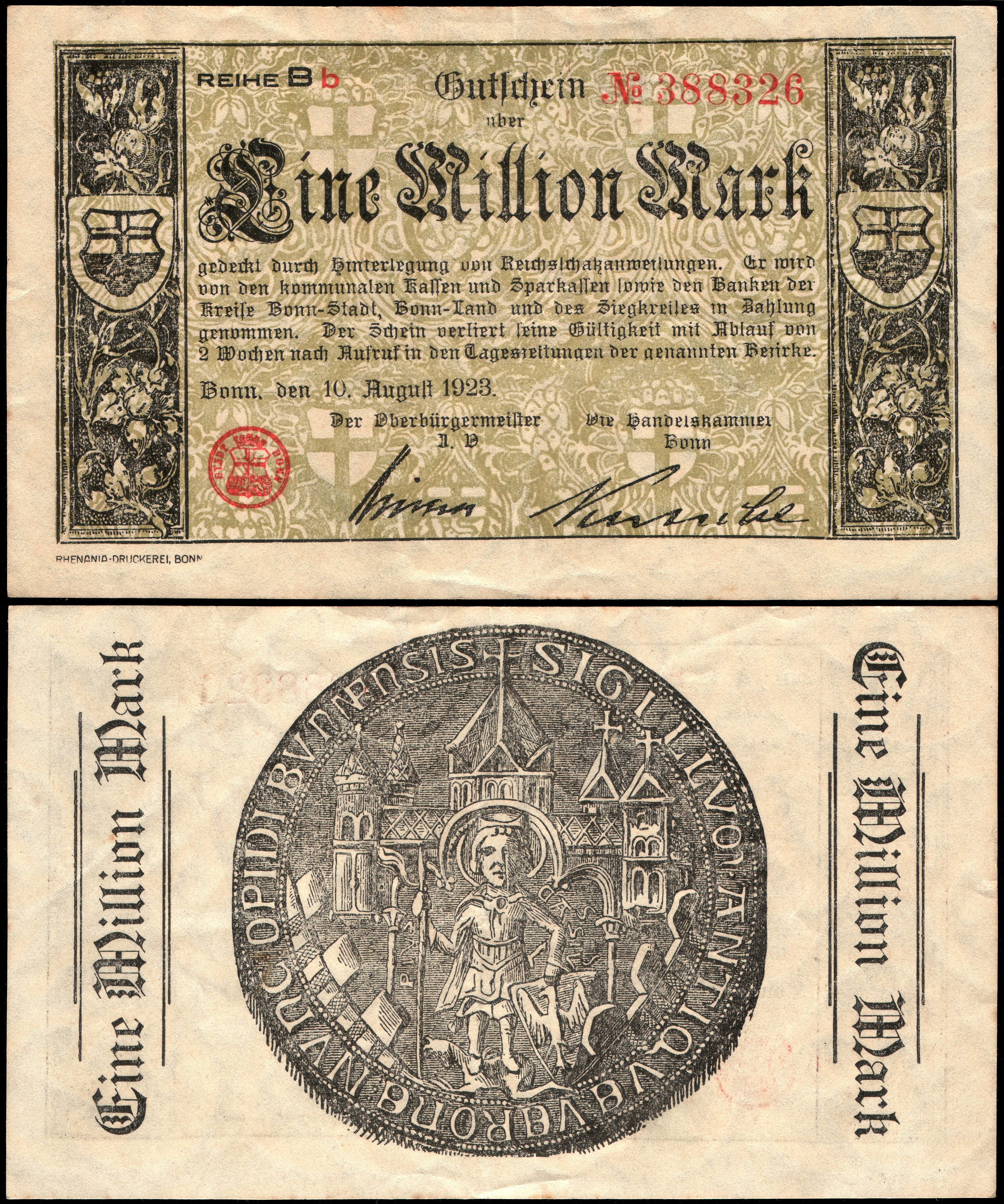
Notgeldschein von 1923: 1 Million Mark, Rückseite: Stadtsiegel von Bonn (1358)

Die Folgen des Ersten Weltkriegs gingen auch an Bonn nicht spurlos vorbei. Zwischen 1918 und 1939 stieg die Einwohnerzahl nur langsam von 91.000 auf 100.000 an. Die alliierte Rheinlandbesetzung von 1919 bis 1930 traf auch Bonn. Die seit Dezember 1918 in Bonn stationierten britischen Besatzer, wurden im Februar 1920 durch Franzosen abgelöst. In Bonn residierten der französische Oberdelegierte der Hohen Interalliierten Kommission, Gélin, Oberstleutnant de Boissy, der Beauftragte für die Stadt Bonn und General Leconte, Kommandeur des 33. französischen Armeekorps. Die Besatzungszone im Umkreis von Köln, und damit auch in Bonn, wurde infolge der Verträge von Locarno mit einjähriger Verspätung im Januar 1926 geräumt.
Am 20. Januar 1919 wählten die Bonner erstmals die Weimarer Nationalversammlung. Stärkste Kraft in Bonn-Stadt wird die Deutsche Zentrumspartei (21.748 Stimmen), gefolgt von der SPD (9.779 Stimmen), der Deutschdemokratischen Partei (5.656 Stimmen), der Deutschnationalen Partei (4.058 Stimmen), der Deutschen Volkspartei (2.395 Stimmen) und der Unabhängigen Sozialdemokratischen Partei (USPD) (74 Stimmen).
Im September 1919 stellt die Kriegsküche im Universitätsgebäude den Betrieb ein, da Teile des Universitätsgebäudes von der britischen Besatzung beschlagnahmt wurden. Im gleichen Monat wurde der Verein „Studentenwohl“ gegründet. Die Leitung übernahm Professor Fritz Tillmann, der Rektor der Universität. Unterstützt wurde der Verein durch die Stadt Bonn und Bonner Bürger. Aus der Kriegsküche wurde so eine Studentenküche. Im Oktober 1924 wurde ein neu erbautes Studentenheim mit Mensa, Burse, Lese- und Gesellschaftsräumen eingeweiht. Die Aufgaben des Vereins „Studentenwohl“ werden heute vom Studierendenwerk Bonn weitergeführt.
Direkt nach dem Krieg kam die Idee einer Abtrennung des Rheinlandes von Preußen auf. Hintergrund waren französische Sicherheitsinteressen, die allerdings so nie von den USA oder den Briten unterstützt wurden. Das Rheinland sollte vom preußischen Staat losgelöst oder eine Autonomie erhalten. Auf Einladung des Kölner Oberbürgermeister Konrad Adenauer trafen sich im Winter 1919 alle rheinischen Abgeordneten der Weimarer Nationalversammlung in Köln. Ein wichtiger Vertreter der rheinischen Separatisten war der Bonner Jurist Hans-Adam Dorten. Im Raume stand um 1923 eine Rheinische Republik, die von den Separatisten und der Partei „Frei-Rheinland“ gefordert wurde, aber letztlich durch die preußische Polizei im Herbst 1923 vereitelt wurde. Das Jahr 1923 war ohnehin durch den Deutschen Oktober 1923 politisch äußerst unruhig. Die aus den rheinischen Städten geflohenen Separatisten wurden in der „Separatistenschlacht am Siebengebirge“ aufgerieben und verjagt. Letztlich fand die Idee einer Rheinischen Republik in der wirtschaftlich schwierigen Zeit der Weimarer Republik zu wenige Anhänger in der Bevölkerung, selbst wenn die Separatisten auf die historische Skepsis der katholischen Bevölkerung im Rheinland gegenüber Preußen vertrauen konnten. Die Bindung an Preußen war letztlich zu stark: Die Bonner Beigeordneten Eduard Spoelgen und Otto Meyer machten dies in Gesprächen der Rheinlandkommission in Paris den Franzosen klar.
Zeitgleich fand, nach dem Ruhraufstand, die Ruhrbesetzung durch die Franzosen und Belgier statt. Die Bonner hatten den Aufstand an der Ruhr mit einem passiven Widerstand begleitet – am 15. Januar 1923 demonstrierten Bonner Bürger mit einer Schweigeminute – die französischen Besatzer werten dies als Affront. Bahnbeamte, auch die Bonner Bahnbeamten, hatten versucht Züge umzuleiten und Bahnhöfe stillzulegen, um zu verhindern, dass die Kohle aus dem Ruhrgebiet nach Frankreich und Belgien gelangte. 432 Bonner Bahnbeamte und -arbeiten wurden verurteilt. Der Bonner Oberbürgermeister Johannes Falk kam daraufhin im April 1923 vor ein französisches Kriegsgericht (Strafe: drei Jahre Gefängnis und 3 Mio. Mark Geldstrafe), wurde jedoch kurz darauf ausgewiesen, wie andere Bonner Bürger, und konnte erst im Oktober 1924 nach Bonn zurückkehren.
Im Herbst 1920 wurde in Bonn das Institut für geschichtliche Landeskunde der Rheinlande gegründet und der Universität angegliedert. Im Jahr 1925 beging Bonn die Jahrtausendfeier der Zugehörigkeit der Rheinlande zum Deutschen Reich (16. bis 27. Mai 1925) und 1926 eine Befreiungsfeier von der französischen Besatzung. Am 23. März 1926 besucht der Reichspräsident Paul von Hindenburg das „befreite Bonn“. Er ist die erste Person, die sich in das neue „Goldene Buch der Stadt Bonn“ eintrug.
Am 10. Juli 1926 erhielt Godesberg den Zusatz „Bad“ per Erlass des preußischen Innenministers.
1927 wird eine neue Großmarkthalle in der Nähe des Ellerbahnhofs in Betrieb genommen. Von 1926 bis 1930 wird das Universitäts-Hauptgebäude ausgebaut. Mit Beginn des Sommersemesters 1929 sind in Bonn über 7.000 Studenten immatrikuliert.
Letztlich aber waren die 1920er Jahre in Bonn durch Inflation, Zunahme der Fürsorgefälle und politische Radikalisierung geprägt. Die Stadt Bonn jedoch wurde im Zuge der Inflation nahezu schuldenfrei.
Ab 1932 (Bauzeit ab 1929) verband die erste deutsche Autobahn Bonn mit Köln. Eingeweiht wurde sie am 6. August 1932.
In der Weimarer Republik blieb Bonn eine Hochburg der katholischen Deutschen Zentrumspartei. Anfang der 1920er Jahre verzeichnete jedoch auch die Deutsche Volkspartei Erfolge und wurde teilweise zweitstärkste Kraft in Bonn. Obwohl die NSDAP eine deutliche Zunahme an Stimmen erreichte, gelang es ihr trotz Behinderungs- und Einschüchterungsmaßnahmen gegenüber den anderen Parteien nicht, das Zentrum als stärkste Partei zu überflügeln. Seit den Bonner Kommunalwahlen im Herbst 1924 zeichneten sich die Zunahme der Stimmen für die NSDAP ab. Im Juli 1926 bildet die NSDAP eine Ortsgruppe in Bonn. Am 28. November 1926 spricht der NSDAP-Vorsitzende Adolf Hitler auf einer (nicht-öffentlichen) Versammlung in der Beethovenhalle. Offiziell hat Hitler Redeverbot. Die seit 1928 bestehende NS-Hochschulgruppe beteiligt sich stark an der politischen Agitation. Jungwähler, Studenten und kleinere Gewerbetreibende zählten zu den wichtigen Wählern.
Oberbürgermeister Johannes Falk wurde am 23. August 1930 wegen Beleidigung zu einer Geldstrafe von 100 Mark verurteilt. Nach einem verleumderischen Artikel gegen die Stadtverwaltung im „Westdeutschen Beobachter“, einer NS-Parteizeitung, hatte Falk die Publikation als „Revolverblatt“ bezeichnet und davon gesprochen, dass diese von Verbrechern am deutschen Volk geschrieben und nur von beschränkten Menschen ernst genommen werde. Am 24. Januar 1931 sprach Reichstagspräsident Paul Löbe (SPD) in der überfüllten Beethovenhalle zu den Bonnern und schilderte die politische und wirtschaftliche Lage Deutschlands und in der Welt. Er führte aus, dass der Faschismus der Nationalsozialisten, die Wirtschaftskrise nicht bekämpfen könne.
Die Wahlen zum 4. Deutschen Reichstag am 20. Mai 1928 ergaben Verluste der Zentrumspartei im Rheinland, so auch in Bonn. Auftrieb erhielten in Bonn und im Reich die Linksparteien, NSDAP und die Deutschnationale Volkspartei (DNVP). Bei den Landtagswahlen vom April 1932 lag der Stimmenanteil der NSDAP bei knapp 24 %. Bei der Reichstagswahl im März 1933 kam die NSDAP in Bonn auf 32 % der Stimmen, was allerdings deutlich unter dem Anteil im Deutschen Reich (43,9 %) lag.
Noch in der Weimarer Republik, 1930, erfolgte der Baubeginn der Pädagogischen Akademie Rheinland in der Gronau. Das Gebäude würde nach dem Kriege dem Deutschen Bundestag als Verwaltungs- und Plenargebäude dienen. Am 2. Oktober 1933 wurde der Bau eingeweiht, allerdings zogen sich der Ausbau bis 1938. Die Baupläne stammten von Regierungsbaumeister Martin Witte, der konsequent die Formensprache des Dessauer Bauhauses aufgriff. Der Baustil entsprach somit absolut nicht den Vorstellungen der neuen Machthaber. Sie änderten aber nur den Titel der Anstalt in „Hochschule für Lehrerausbildung“.

## Nationalsozialismus

### Bis Kriegsbeginn
Die Zentrumspartei errang bei der Kommunalwahl am 12. März 1933 36 % der Stimmen, die NSDAP 34 %, die SPD 10 % und die KPD 7 %. Das hinderte die Nationalsozialisten trotzdem nicht daran, in Bonn die Macht zu übernehmen. Einen Tag nach der Wahl, am 13. März, hissten sie über dem Rathaus die Hakenkreuzfahne. Am Abend desselben Tages wurde NSDAP-Mann Ludwig Rickert, nach der „Beurlaubung“ des amtierenden Oberbürgermeisters Franz Wilhelm Lürken, durch Hermann Göring zum „Staatskommissar“ ernannt. Überall im Reich, so auch in Bonn, wurden führende städtische Beamte im Zuge der „Gleichschaltung“ ersetzt. Im Juni 1933 wurde Rickert dann auch formell Oberbürgermeister. Noch im August 1934 erbrachte die Abstimmung zum Gesetz über das Staatsoberhaupt in Bonn immerhin 18,6 % Nein-Stimmen.
Am 13. Mai 1934 wurde das Zoologische Forschungsinstitut und Museum Alexander Koenig eröffnet.
Ab 1933 wandte die SA auch in Bonn Gewalt an, es kam zu Verhaftungen (Schutzhaft), Berufsverboten, Einschüchterungen, propagandistischen Aufmärschen und Fackelzügen. Vor allem aber die Juden litten unter den neuen Verhältnissen, waren zunächst Diffamierungen und im April 1933 den ersten Boykotten ausgesetzt. Mit den Nürnberger Gesetzen von 1935 beginnend kam es zu Enteignungen und es wurden Juden deportiert. In der Reichskristallnacht am 9. und 10. November 1938 kamen uniformierte Trupps der SA und SS in die Stadt und legten Feuer in den Synagogen von Bonn, Poppelsdorf, Bad Godesberg, Mehlem und Beuel. Tags darauf wurden die Bonner Juden zu einer „Vermögensabgabe“ von 1,5 Mio. Reichsmark gezwungen. Die vermeintlich spontanen Aufwallungen des Volkszorns waren anti-jüdische Hetzkampagne von NSDAP und SA angeordnet und organisiert worden. Die Terroraktionen sollten Juden auch zur freiwilligen Ausreise bewegen.
Mehr als 1000 Bonner, zum Großteil Bürger jüdischen Glaubens wurden während der Zeit des Nationalsozialismus ermordet. Etwa 8.000 Personen mussten ihre Heimatstadt verlassen, wurden verhaftet oder in Konzentrationslagern eingesperrt. Die Jüdische Gemeinde Bonn zählte 1933 rund 1300 Mitglieder, 1939 waren es noch 464. Diese wurden im Zuge der „Endlösung der Judenfrage“ im Juni 1941 zunächst in das für die Gestapo zwangsgeräumte Kloster „Zur Ewigen Anbetung“ in Endenich umgesiedelt und kamen von dort aus in die Vernichtungslager. Am 26. Januar 1942 nahm der Mathematiker Felix Hausdorff sich, seiner Frau und seiner Schwägerin das Leben, weil er in das Kloster eingewiesen werden sollte. Soweit bekannt, haben lediglich 7 der verschleppten Bonner den Holocaust überlebt.

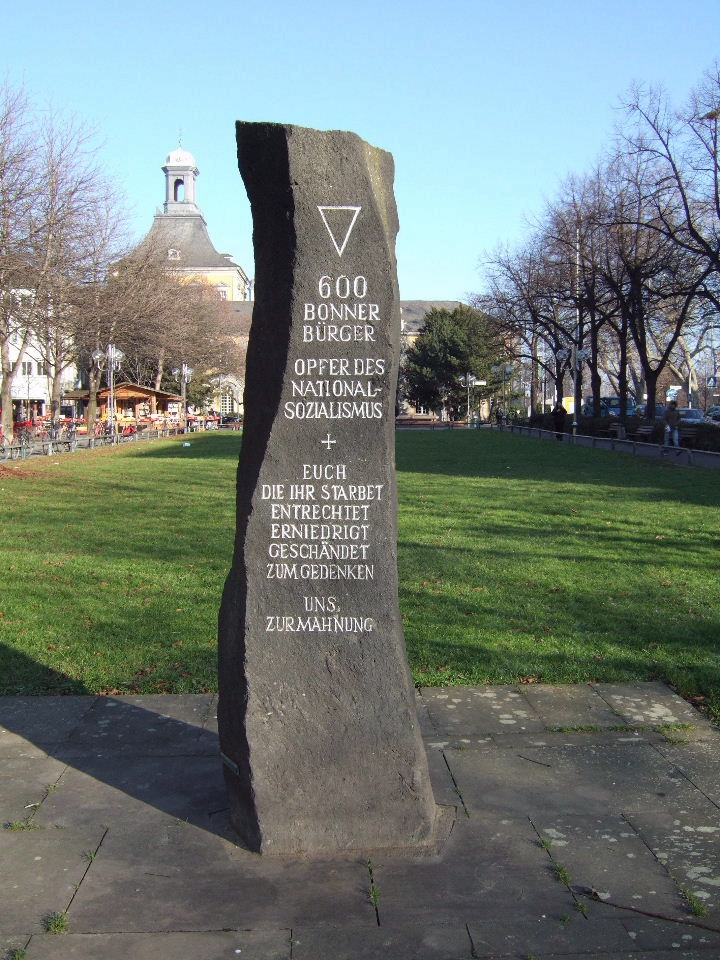
Mahnmal für die Bonner Opfer des Nationalsozialismus auf dem Kaiserplatz gefertigt von dem Bonner Steinmetz Josef Simon

Opferstatistik nach zwölf Jahren NS-Diktatur in Bonn:
| Personenkreis                                   | Verfolgte insgesamt    | davon getötet |
| ----------------------------------------------- | ---------------------- | ------------- |
| Juden                                           | zwischen 1600 und 1700 | etwa 770      |
| Zwangssterilisierte und „Euthanasie“-Betroffene | etwa 4800              | etwa 380      |
| Sinti                                           | etwa 100               | etwa 50       |
| Zwangsarbeiter                                  | etwa 10.000            | mindestens 8  |

Zu den Opfern der Verfolgung gehörten eine Reihe prominente Bonner Bürger und deren Familien; so der Mathematiker Felix Hausdorff und der Geograph Alfred Philippson. In Bad Godesberg war es der Vorsitzende der Zentrumspartei Joseph Roth. Der Bonner Stadtverordnete der KPD, Otto Renois, wurde im April 1933 zum ersten Todesopfer des NS-Regimes. Tragisch war Schicksal des christlichen Gewerkschafters Heinrich Körner, der immer wieder verhaftet wurde, 1945, zwei Stunden nach der Befreiung aus Plötzensee durch russische Soldaten, im Berliner Straßenkampf von einer verirrten SS-Streife erschossen wurde.
Auch für die Universität bedeutete die „Gleichschaltung“ starke Eingriffe in Organisation, Inhalte und Personalpolitik. Rund 24 % der Professoren gehörten der NSDAP an, aber unter den Studenten war der Anteil der Nationalsozialisten wesentlich höher, wenngleich sie selbst im Februar 1933 im Allgemeinen Studentenausschuss (ASTA) nicht die Mehrheit stellten. Am 10. Mai 1933 fand auf dem Marktplatz eine Bücherverbrennung „wider den undeutschen Geist“ statt, an der zahlreiche „völkisch-begeisterte“ Studenten, Vertreter des Stahlhelms teilnahmen sowie die Dozenten Hans Naumann und Eugen Lüthgen.
Stiller Widerstand ging von den beiden theologischen Fakultäten und den religiösen Gemeinden aus. Für die Katholiken gab Wilhelm Neuß, zusammen mit Kollegen erarbeitet, eine illegale Schrift als Gegenposition zu Alfred Rosenbergs Der Mythus des 20. Jahrhunderts heraus. Bei den evangelischen Theologen, die den Nationalsozialisten pauschal als links-liberal galten, kam es zu zahlreichen „Versetzungen“. Allerdings fand zwischen 1933 und 1945 auch kein Austausch eines Pfarrers in Bonn statt.
Für die Universität Bonn fand ab April 1935 eine vollständige Entmachtung der Autonomie und Selbstverwaltung statt. Rektor und Dekane, mit NS-Parteibuch, wurden von einem Reichsminister ernannt. Im Dezember 1936 verfügte ein linientreuer Dekan die Aberkennung der Ehrendoktorwürde von Thomas Mann. Es protestierte allerdings auch keiner der Professoren. Bis Kriegsbeginn wurden 33 Dozenten entlassen, darunter zahlreiche „Nichtarier“. Neben einigen engagierten Nationalsozialisten und Mitläufern gab es an der Universität Bonn auch Männer des NS-Widerstandes, wie die Professoren Ernst Robert Curtius, Felix Hausdorff, Paul Ernst Kahle, Karl Barth und Heinrich Lützeler. Ein akademischer Assistent des Fachs Geschichte, Walter Markov, leitete von Herbst 1933 bis Februar 1935 eine Gruppe oppositioneller Studenten, darunter Sozialisten und Katholiken, die sich um Aufklärung und Gegenpropaganda bemühten. Zu dieser Gruppe zählten u. a. Walter Bader, Hannes Schmidt und Anthony Toynbee. Unter anderem übernahm die Gruppe die von Köln nach Bonn verlagerte Herausgabe der KPD-Zeitschrift Sozialistische Republik. Bis Kriegsende wurde Walter Markov in Haft genommen, wurde aber nach dem Krieg ein angesehener Geschichtsprofessor.
Widerstand gab es auch in Netzwerken, die sich regelmäßig in Bonn trafen. So unterhielten ehemalige Mitglieder der Zentrumspartei oder Personen aus christlichen Strukturen Kontakte in prinzipieller Gegnerschaft zum NS-Staat. So hielt der christlichen Gewerkschafter Heinrich Körner Kontakte zur Widerstandsgruppe von Zentrumspolitikern um Paul Franken, Geschäftsführer im Kartellverband katholischer deutscher Studentenvereine (KV). Von hier aus gab es Verbindungen zu Personen, wie Andreas Hermes, Konrad Adenauer, Karl Arnold, Otto Schumacher-Hellmold (Gründer der DDB (Deutschen Demokratischen Bewegung)) oder Jakob Kaiser. Seit 1934 gab es in Bonn die Antifa, in vielen Gruppen aufgeteilte Personen von Arbeitern, Sozialdemokraten und Kommunisten, die oft voneinander nichts wussten. Die meisten Aktivisten der Antifa wurden im Juni 1935 verhaftet. 74 Antifa-Mitglieder wurden 1936 vom Sondergericht Hamm, welches in Bonn tagte, zu langen Haftstrafen verurteilt und später Konzentrationslager oder das Strafbataillon 999 überstellt. 1940 wurde eine Schar Bündischer Jugend „Grauer Orden“ um Michael Jovy und Edgar Lohner, sowie eine sozialistische Gruppe um Hubert Peter vom Berliner Volksgerichtshof abgeurteilt. Im Bonner Raum gab es in jenen Jahren ca. 400 Sondergerichtsverfahren gegen Regimekritiker. Um 1942/43 kam es auf dem Beueler Finkenberg im Siebengebirge öffentlichen Hinrichtungen von je zwei polnischen und russischen Kriegsgefangenen. Schätzungen gehen für Bonn von rund 400 politischen Todesopfern während des NS-Regimes aus.
Die Vorbereitungen der Nationalsozialisten auf kriegerische Ziele traten ab den Olympischen Spielen 1936 zu Tage. In Bonn entstanden 1937/1938 neue Kasernen: Die Flak-Kasernen auf dem Venusberg, die den Namen „Hermann-Göring-Kaserne“ erhalten. Im gleichen Jahr die Infanterie-Kaserne Duisdorf, in die das III. Bataillon des Infanterie-Regiments 77 einzog. 1938 folgte die Artillerie-Kaserne in Duisdorf, die von der I. Abteilung des Artillerie-Regiments 62 bezogen wurde.
Im September 1938 fand im Rheinhotel Dreesen, einem der ersten Häuser in Bad Godesberg, eine Konferenz zur Sudetenfrage im Vorfeld des Münchener Abkommens statt, deren Delegationen von Adolf Hitler für das Deutsche Reich und Neville Chamberlain für das Vereinigte Königreich geleitet wurden.

### Während des Zweiten Weltkriegs
Die Stadt und ihre Bewohner blieben bis Herbst 1944 weitgehend von sehr schweren Bombenangriffen im alliierten Luftkrieg verschont. Insgesamt fanden 79 Luftangriffe auf Bonn statt. Der zweitschwerste erfolgte am 12. August 1943. Der verheerendste Luftschlag am 18. Oktober 1944 hingegen zerstörte fast die gesamte Bonner Innenstadt von der Zweiten Fährgasse bis zur Wachsbleiche. Dabei kamen 250 Bomber mit 50 Minen, 2000 Sprengbomben und rund 80.000 Stabbrandbomben sowie bis zu 100 kg schwere Flüssigkeitsbomben zum Einsatz. 700 Häuser waren total zerstört, 100 schwer beschädigt. Aus der Bonner Altstadt wurde eine Trümmerwüste.
Bis zum Ende der Kampfhandlungen am 9. März 1945 wurde Bonn zu etwa 30 Prozent zerstört, über die Hälfte aller Wohnungen war unbewohnbar. Unter anderem fielen die Rheinviertel dem Krieg komplett zum Opfer. 1.564 Bewohner verloren infolge der Bombenangriffe ihr Leben. Man zählte 2.107 zerstörte Wohngebäude und 7.800 beschädigte Wohngebäude, was 18,9 % bzw. 70,3 % der Substanz entsprach. Diese Schäden wurden nach Kriegsende beseitigt, mit Ausnahme des Boeselager Hofes, einem Stadtpalais aus dem 18. Jahrhundert.
Die Endphase der Kampfhandlungen in Bonn war dramatisch, da Bonn zur Festung erklärt worden war: Weitere Opfer und Zerstörungen der Stadt verhinderte der Kampfkommandant Generalmajor Richard von Bothmer, indem er am Abend des 7. März 1945 den Rückzug aller Verbände über den Rhein befahl. Er weigerte sich, den Kampf um Bonn „bis zur letzten Patrone“ zu führen. Die Rheinbrücke wurde gesprengt. Am nächsten Tag begab er sich zu seiner vorgesetzten Dienststelle in Jüngsfeld. Dort wurde er wegen seiner Handlung vor ein Kriegsgericht gestellt. Zu fünf Jahren Haft und Degradierung verurteilt nahm er sich das Leben.
Rechtsdezernent Max Horster übergab, zusammen mit anderen Verwaltungsbeamten, am 9. März die Stadt den einrückenden US-Truppen. Die örtliche NS-Führung hatte, wie anderenorts auch, das Weite gesucht. Die US-Pioniere erbauten als Ersatz für die gesprengte Bonner Brücke in Höhe von Bad Godesberg die Hodges-Brücke. Bad Godesberg selbst wurde am 8. März kampflos eingenommen. Über den am 7. März eroberten Brückenkopf bei Remagen (Ludendorff-Brücke) arbeiteten sich die US-Truppen langsam nach Norden vor und erreichten am 19. März 1945 Ober- und Niederholtorf südlich von Beuel. Die zurückgezogenen Kräfte der Wehrmacht leisteten in Beuel noch bis zum 21. März Widerstand. Ab dem 21. März schwiegen in Bonn die Waffen endgültig. Erst Anfang April 1945 gab die Wehrmacht ihre Verteidigungslinie entlang der Sieg, also nördlich Beuels, auf und zog sich nach Osten zurück. Bei den Kampfhandlungen um Bonn starben 56 deutsche Soldaten, 1.700 gingen in US-Kriegsgefangenschaft.
2.783 Bonner, die als Soldaten am Krieg teilnahmen, fielen zwischen 1939 und 1945.

## Nach 1945

### Nachkriegszeit
Im März 1945 begann die alliierte Besatzung in Bonn zunächst durch die US Army. Als die europäischen Kampfhandlungen des Zweiten Weltkriegs am 8. Mai 1945 beendet wurden, war für Bonn längst Frieden, doch Not und Elend bleiben. Am 28. Mai 1945 übernahmen britische Truppen als Besatzungsmacht die Stadt. Bonn war nun Teil der britischen Besatzungszone. Noch 1945 wurde Bonn der Nordrheinprovinz zugeschlagen und wurde 1946 dem neu gebildeten Land Nordrhein-Westfalen zugeordnet.
Nach Kriegsende war Bonn (Gebäude der Landwirtschaftskammer Rheinland) ab dem 4. Juni 1945 für kurze Zeit Sitz des Oberpräsidiums für die Rheinlande, Hessen und die Saar, das noch im selben Monat aufgrund der Einrichtung der französischen Besatzungszone auf den Nordteil der vormaligen Rheinprovinz beschränkt und anschließend nach Düsseldorf verlegt wurde.
Ab 1945 war der Wiederaufbau der zerstörten Stadt für viele Bonner bestimmend. Dies gab aber auch die Möglichkeit, die alten, im Mittelalter angelegten Straßen durch eine neue Verkehrsführung zu ersetzen. In West-Ost-Richtung wurde mit der Oxfordstraße und dem Bertha-von-Suttner-Platz, zur künftigen Rheinbrücke hin eine breite Schneise quer durch die nördliche Altstadt geschlagen. Auch wurde es möglich die Altstadt zu sanieren und Maßnahmen zum Hochwasserschutz zu ergreifen.
Da die Versorgungslage mit Nahrung, Kleidung, Heizmaterial und Wohnraum zunächst schlecht bis sehr schlecht war, blühten Schwarzmarkt und Tauschhandel. Die „Zigarettenwährung“ ersetze die wertlos gewordene alte Reichsmark. Auch brachen die notleidenden Bonner ins Umland zu Hamsterfahrten auf, so in die Eifel, den Westerwald oder, den Rhein flussaufwärts, illegal in die französische Besatzungszone. Die Lage in Bonn war auch deswegen angespannt, weil Tausende von Geflüchteten oder Evakuierten in die Stadt zurückkehrten bzw. Vertriebene aus den Ostgebieten hier eine neue Heimat suchten.
Im Jahre 1947 war der Hunger in Bonn besonders groß: Lag die Lebensmittelration pro Tag und Person 1945 bei 1.240 kcal, so waren es 1946 nur noch 748 kcal. Am 1. April 1947 fand auf dem Münsterplatz eine Massenkundgebung anlässlich der schlechten Versorgungslage statt. Ärzte stellten in 1947 220 Fälle mit Hungerödemen fest, von denen 11 tödlich verliefen.
Die Besatzung half der Verwaltung nach Kräften. Im Februar 1946 wurden provisorische Stadt- und Gemeindevertretungen benannt. Einen Vorgeschmack auf die bevorstehende Demokratie, die die Alliierten anstrebten, bekamen die Bonner anlässlich der Kommunalwahlen im Herbst 1946: In Beuel erreichte die wiedergegründete Zentrumspartei die Mehrheit, in Bonn und Bad Godesberg war es die neugegründete CDU. Nach britischem Vorbild wurde die Kommunalverwaltung organisiert: (Ober-)Stadt- bzw. Gemeindedirektoren leiteten als Wahlbeamte die Verwaltung, während gewählte Politiker als (Ober-)Bürgermeister Vorsitzende in der Ratsversammlung fungierten und die Kommune nach außen repräsentierten. Erster Oberbürgermeister Bonns wurde Eduard Spoelgen, der von 1922 bis zu seiner Zwangspensionierung 1933 bereits Beigeordneter der Stadt war. Erster Oberstadtdirektor Bonns wird am 1. April 1946 Johannes Langendörfer. Die kommunale Neuordnung Bonns ermöglichte nun den Betrieb von Schulen, der Universität, des öffentlichen Nahverkehrs und der städtischen Versorgungsbetriebe (Stadtwerke Bonn).
Mit der Währungsreform 1948 konnte auch in Bonn der Wiederaufbau verstärkt angegangen werden. Am 20. Juni 1948, einem Sonntag, tauschten 105.000 Bonner „Altgeld“ gegen „Neugeld“. 220 Kassierer und 1.800 Hilfskräfte waren an 110 Ausstauschstellen an diesem Tage tätig.
Am 18. November 1948 wurde Bonn Sitz des neu gegründeten Deutschen Raiffeisenverbandes.
Zum Jahreswechsel 1948/1949 zogen die britischen Besatzungstruppen aus Bonn ab und wurden durch belgisches Militär ersetzt. Die Belgier bezogen Hauptquartier im Palais Schaumburg.
Am 12. November 1949 wurde die wieder aufgebaute Rheinbrücke zwischen Bonn und Beuel eröffnet. Die Kosten lagen bei 10,2 Millionen DM.
Zum 1. Mai 1950 endete die Bewirtschaftung mit Lebensmittelkarten in Bonn. Die meisten Bonner waren seit Kriegsbeginn 1939, nahezu 12 Jahre also, auf den Bezug von Nahrungsmitteln zum Überleben angewiesen.

### Bundeshauptstadt der Bundesrepublik Deutschland

#### Vorbereitung des Regierungssitzes

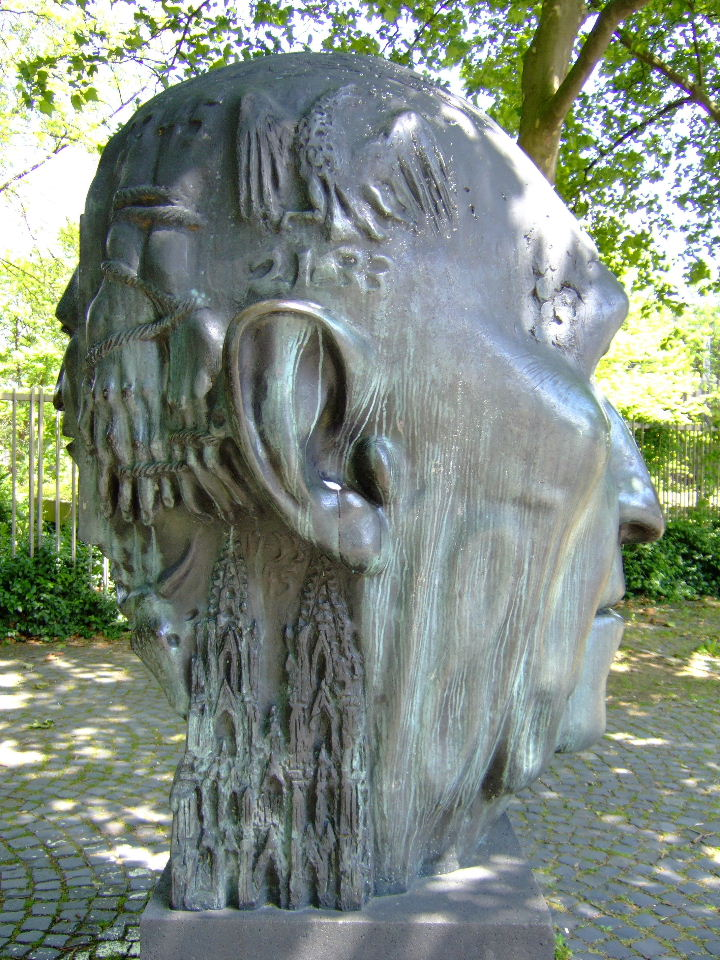
Adenauer-Plastik vor dem ehemaligen Bundeskanzleramt

Die westdeutsche Ministerpräsidentenkonferenz, von den Militärgouverneuren der drei Westzonen dazu ermächtigt, bestimmte am 16. August 1948 Bonn als Tagungsort einer verfassungsgebenden Versammlung. Acht der elf Ministerpräsidenten der Westzone hatten für Bonn als Tagungsort gestimmt. Am 1. September 1948 trat in der fast vollständig wiederaufgebauten Stadt der Parlamentarische Rat zur konstituierenden Sitzung im Museum Alexander König zusammen. Am 8. Mai 1949 wurde an diesem Ort das Grundgesetz für die Bundesrepublik Deutschland (GG) beschlossen und am 23. Mai 1949 verkündet.
In einer entscheidenden Sitzung des Parlamentarischen Rates, am 10. Mai 1949, gewann Bonn, vor allem auf Initiative von Konrad Adenauer, die Hauptstadtfrage gegen Frankfurt am Main (beworben hatten sich auch noch Stuttgart und Kassel). 33 der Mitglieder des Rates votierten für Bonn, 25 dagegen. Am 3. November 1949 bestätigte der Bundestag das Votum für Bonn: 200 Abgeordnete stimmten für Bonn, 179 für Frankfurt.
Bonn war nun die (provisorische) Bundeshauptstadt der Bundesrepublik Deutschland, provisorisch, weil das neue Grundgesetz vorgab, im Falle einer Wiedervereinigung Deutschlands neu verhandelt zu werden.
Als Tagungsort hatte sich Bonn empfohlen, Stadt Bonn und das Land Nordrhein-Westfalen ließen nichts ungetan, um Bonn in Szene zu setzen. Die Landesregierung sorgte z. B. dafür, dass der NWDR am 6. September 1949 auf dem Venusberg einen Sender in Betrieb nahm. Auch die unzerstörten repräsentativen Räumlichkeiten in und außerhalb der Stadt gaben den Ausschlag für die Wahl Bonns. Die Troilo- und Gallwitz-Kaserne boten sich als Standort für die Ministerien an; am Rhein sah die Hauptstadtplanung beispielsweise die Villa Hammerschmidt (Sitz des Bundespräsidenten) und das Palais Schaumburg (Bundeskanzleramt) als künftige, repräsentative Regierungsgebäude vor. Was auch positiv überzeugend war: Alle zukünftigen Institutionen, wie Bundespräsidialamt, Bundeskanzleramt, Bundeshaus mit Bundestag und Bundesrat wären nur kurze Fußwege voneinander entfernt. So etwas gab es in keiner gewachsenen Hauptstadt.
Allerdings hatte man auch vor der Wahl nichts dem Zufall überlassen: Die frühere Pädagogische Akademie, sie hatte schon als Tagungsstätte des Parlamentarischen Rates gedient, wurde vor der Wahl beginnend, nach den Plänen von Professor Hans Schwippert zum Bundeshaus ausgebaut und ein Plenarsaal neu gebaut. Termingerecht zur konstituierenden Sitzung des ersten Deutschen Bundestages am 7. September 1949 waren alle Arbeiten abgeschlossen.
Am 9. Juli 1949 bereits wurde Bonn Teil der exzonalen Enklave Bonn, die in der Region um die vorläufige Hauptstadt den Aufbau der Bundesorgane gewährleisten sollte. Am 3. November 1949 bestätigte der Deutsche Bundestag das Votum des Parlamentarischen Rates, Bonn zur vorläufigen Bundeshauptstadt zu machen. Danach wurden zunächst die Grundlagen für die Arbeit des Bundestages und der Bundesregierung geschaffen. Der Sonderstatus Bonns wurde treffend wie folgt geschildert:

„Bonn hat keine Umgebung. Bonn ist eine Stadt in einer Landschaft, gewissermaßen Bundeshauptstadt vor Flusslandschaft.“

Am 13. November 1949 erlebte die neue Bundeshauptstadt den ersten Staatsbesuch: Der Außenminister der USA, Dean Acheson, besuchte Bonn.
Am 12. Juli 1950 sperrte der Haushaltsausschuss des Deutschen Bundestages sämtliche Mittel für Bundesbauten, weil die Ausgaben die Planwerte erheblich übertrafen.
Bonn blieb auch weiterhin ein „Provisorium“. Symbole waren die Baracken: Pressebaracken oder SPD-Partei-Baracke, die der Legende nach, so konstruiert gewesen sein soll, dass man sie hätte abbauen, nach Berlin transportieren und dort wieder aufstellen hätte können.
Bonn war keineswegs wirtschaftliches oder kulturelles Zentrum der Bundesrepublik. Bonn war ein Ort der Politik und Diplomatie, was der Stadt den spöttischen Titel „Bundesdorf“ einbrachte.

#### Ausbau der Bundeshauptstadt
Die ersten Ministeriumsneubauten entstanden 1953 bis 1955 entlang der Koblenzer Allee für das Auswärtige Amt und das Postministerium.
Dem durch die Regierungsfunktion entstandenen Siedlungsdruck begegneten die Stadtplaner in der Region mit dem Neubau mehrerer Trabantenstädte wie der von 1950 bis 1952 errichteten Reutersiedlung, nach Plänen des Berliner Architekten Max Taut. Auch die 1956 errichtete Stadthalle in Bad Godesberg oder die im September 1959 fertiggestellte, neue Beethovenhalle waren das Ergebnis des Hauptstadtausbaus. Dabei wurde lange Zeit stark darauf geachtet, die Maßnahmen nur auf einen provisorischen Verbleib in Bonn auszurichten. 1955 entschied der Deutsche Bundestag, in Bonn keine weiteren bundeseigenen Gebäude zu errichten und erließ ein offizielles Bauverbot für die Bundesregierung. Der dennoch weiter steigende Bedarf an Verwaltungsgebäuden wurde durch die private Bebauung etwa des Tulpenfelds gedeckt. Dort entstandene Gebäude wurden von Ministerien angemietet. Das „Provisorium“ Bonn sorgte für eine ungewöhnliche Streuung von Dienststellen und ministeriellen Abteilungen über das Stadtgebiet.
Nach der Aufnahme diplomatischer Beziehungen zwischen der Sowjetunion und der Bundesrepublik Deutschland wird 1955 eine legale KGB-Residentur Bonn in den Gebäuden der sowjetischen Botschaft eingerichtet. 
Im Jahre 1958 wird die Wasserversorgung der Stadt Bonn an die rechtsrheinische Wahnbachtalsperre angeschlossen.
Am 26. Mai 1959 erfolgte die Einweihung der neuen Synagoge in der Tempelstraße. Die jüdische Gemeinde zählte 2008 rund 1.000 Mitglieder.
Im Jahr 1959 wurde auf dem SPD-Parteitag in Bad Godesberg das „Godesberger Programm“ verabschiedet. 1960 wurde die neue Universitätsbibliothek in Betrieb genommen.

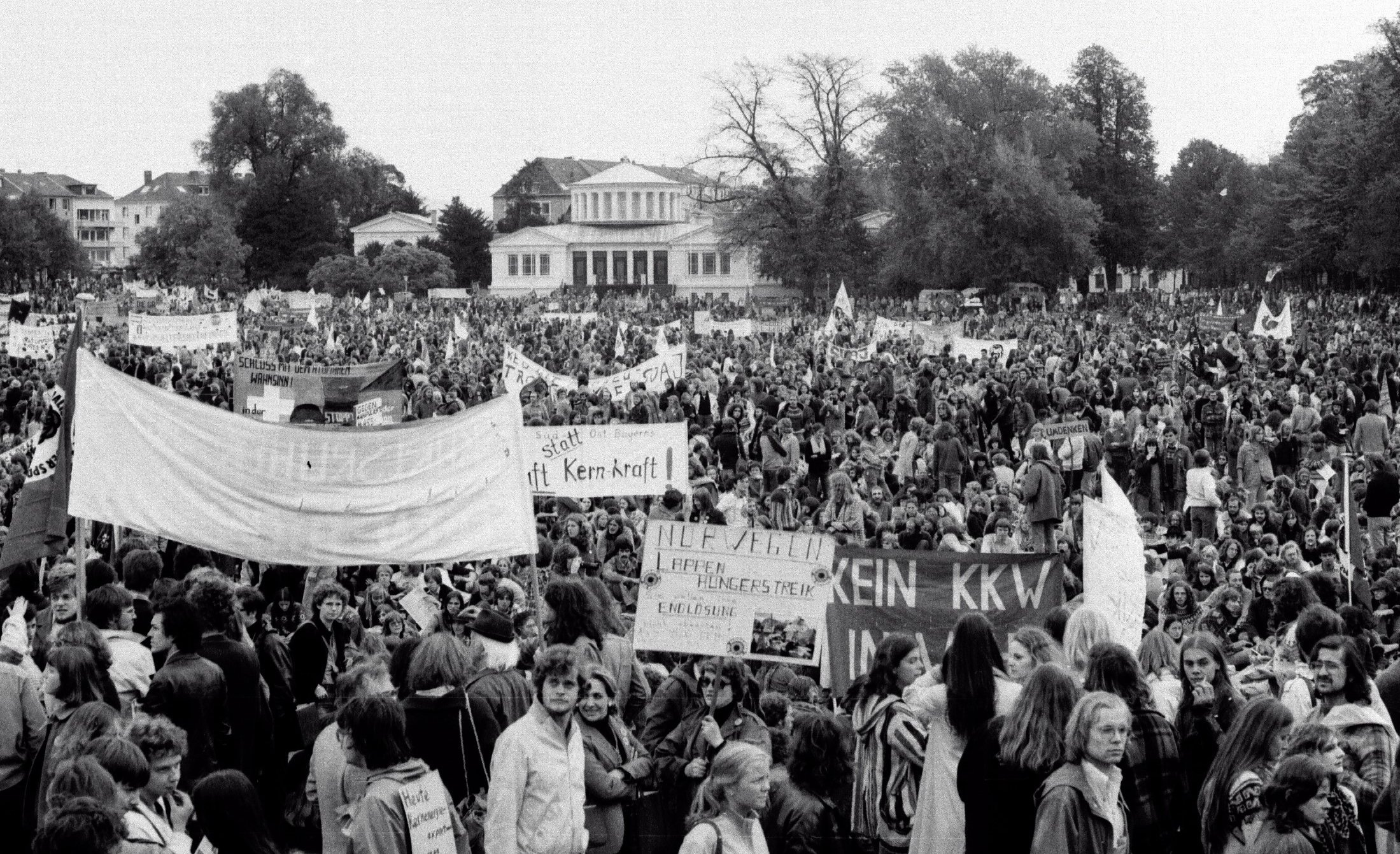
Anti-AKW-Demonstration auf dem Bonner Hofgarten am 14. Oktober 1979

Ab Mitte der 1960er Jahre begann der Bund, sich auf eine längere Anwesenheit in der provisorischen Hauptstadt einzurichten, nachdem die DDR die innerdeutsche Grenze ab 1961 befestigt und um Berlin-West die „Berliner Mauer“ gezogen hatte. In dieser Zeit entstanden viele Ministeriumsneubauten und der Lange Eugen als Bürohochhaus für die Abgeordneten des Deutschen Bundestages. Die Verkehrsinfrastruktur wurde durch mehrere Autobahnen und einen Stadtbahntunnel erweitert. Wesentlich war die Entlastung der zentralen Kennedy-Rheinbrücke, die ein Nadelöhr bei der Überquerung des Rheins bedeutete. Im Norden erfolgte ein Brückenneubau („Nordbrücke“), die 1967 eröffnete Friedrich-Ebert-Brücke, während im Süden die Konrad-Adenauer-Brücke („Südbrücke“) im Jahr 1972 eröffnet wurde.
Auch medial machte Bonn von sich reden, weil es galt das aktuelle politische Geschehen in Parlament und Regierung abzubilden: Exemplarisch ist dazu der „Bericht aus Bonn“ zu nennen, der aus dem WDR-Studio Bonn übertragen wurde. Die Sendung wurde seit dem 5. April 1963 36 Jahre lang jeweils freitags bundesweit ausgestrahlt. Besonders zwei Zeitungen machten sich zur politischen Berichterstattung aus Bonn einen Namen seit jenen Jahren: Der örtliche General-Anzeiger und, wegen seiner ausgezeichneten Hauptstadt-Korrespondenz-Qualität die Osnabrücker Nachrichten. Natürlich war auch die Zahl der in- und ausländischen Korrespondenten, die beim Bundespresseamt akkreditiert waren, sehr hoch, so dass Bonn stets in aller Munde war.
1965 thematisierte Paul Wilhelm Wenger einige Bonner Paradoxien, die sich aus dem raschen Wachstum ergaben. So war die Bevölkerung in kurzer Zeit um 50.000 Neubürger angewachsen. Bonn hatte die höchste Schuldenlast pro Kopf von allen Städten Deutschlands. Dazu die höchste Auto- und Abiturientendichte des Landes. Die Gesamthöhe der Bundesinvestitionen in Bonn lag bei ca. einem Drittel der jährlichen Berlinhilfe. Auch wegen des hohen Zuzugs von Menschen aus dem Bundesgebiet sprach man von „Altbonnern“ und „Neubonnern“.
Ein wichtiger Baustein für die Bundeshauptstadt war der Ausbau des 1938 angelegten Flughafens Köln/Bonn, in der Wahner Heide, rund 16 km vom Bonner Stadtzentrum entfernt. Nach der Fertigstellung der großen Startbahn 1961 fand der erste Langstreckenflug ab Köln/Bonn statt. Mit der Grundsteinlegung für das neue Terminal und dem Bau des Radarturmes begann 1965 der Ausbau im Nordwest-Teil. 1968 wurde die Flugsicherung mit dem neuen Tower eingeweiht, am 20. März 1970 das von Paul Schneider-Esleben entworfene heutige Terminal 1 eröffnet. Von 1991 bis 1994 entstand der heutige Tower neben dem Gebäude der Flugsicherung. Um den Einsatz des ersten Bundeskanzlers für den Flughafen zu würdigen, wurde der Flughafen 1994 in „Flughafen Köln/Bonn – Konrad Adenauer“ umbenannt. Der Flughafen Köln/Bonn war 2018 im Frachtbereich (Cargo) als wichtiger Luftfracht-Umschlagplatz die Nummer 3, bei den Passagierzahlen die Nummer 6 in Deutschland. Auf dem Areal ist die Flugbereitschaft des Bundesministeriums der Verteidigung beheimatet.
Im Bereich der Kultur unterstützte der Bund die Stadt angemessen, wie zum Beispiel das am 5. Mai 1965 eingeweihte Opernhaus (Theater Bonn) am alten Boeselagerhof unmittelbar neben der Kennedy-Rheinbrücke bezeugt. Architekten des modernen Zweckbaus mit einer Außenhaut aus Leichtmetall waren die Architekten Klaus Geßler und Wilfried Beck-Erlang. Damit bekam Bonn, als eher kleine Großstadt, ein „Drei-Sparten-Haus“. Bereits 1950 wurde das renommierte Contra-Kreis-Theater als Privattheater gegründet und die Stadt verfügte über weitere Theater, wie das „Kleine Theater“ in Bad Godesberg, eröffnet 1958. 1970 fand das Internationale Beethovenfest der Stadt Bonn anlässlich des 200. Geburtsjahrs des Komponisten statt.
1969 wurden die Städte Bad Godesberg und Beuel sowie neun Gemeinden des Amtes Duisdorf eingemeindet.
Auch außerhalb von Bonn wurden repräsentative Gebäude der Regierung zur Verfügung gestellt: Die Bundesregierung mietete das unter der Leitung des Breidenbacher Hofs stehende Hotel auf dem Petersberg ab 1954 als Bundesgästehaus für hohe Staatsgäste an; so zum Beispiel für den ersten Deutschland-Besuch der britischen Königin Elisabeth II. im Jahr 1965. Erster Staatsgast war 1954 der äthiopische Regent Haile Selassi. Weil das Hotel für die Betreiber unrentabel war, wurde es 1969 geschlossen und verfiel seitdem immer mehr. Anlässlich eines Besuchs des Generalsekretärs des ZK der KPdSU Leonid Breschnew öffnete es im Mai/Juni 1973 nach einer Teilsanierung für kurze Zeit wieder. Die fehlenden Repräsentationsmöglichkeiten des Bundes in Bonn, das seit Beginn der 1970er-Jahre mehr und mehr als Hauptstadt anerkannt wurde, führten zur Suche nach einem neuen Gästehaus, in dem auch internationale Konferenzen abgehalten werden konnten. Ab 1971 wurde das Schloss Gymnich bei Erftstadt als solches angemietet, erschien dem Bund aber aufgrund der großen Entfernung vom Regierungssitz und seiner geringen Größe auf Dauer als ungeeignet. Zusätzlich musste daher häufig das Gästehaus des Auswärtigen Amts auf dem Venusberg (Kiefernweg 12) genutzt werden; auch im Kanzlerbungalow wurden zeitweise Staatsgäste beherbergt. Staatsempfänge des Bundespräsidenten für Staatsgäste fanden hingegen in der Regel auf Schloss Augustusburg in Brühl statt.
In den Jahren 1960 bis 1972 wurde im 25 km entfernten Ahrtal der Ausweichsitz der Verfassungsorgane des Bundes (AdVB) im Krisen- und Verteidigungsfall zur Wahrung derer Funktionstüchtigkeit, kurz Regierungsbunker, ausgebaut. Heute ist von dem teuersten Bauwerk der Bundesrepublik nur noch ein kleines Bunkerstück von 203 Meter Länge erhalten, das in das Museum Dokumentationsstätte Regierungsbunker umfunktioniert wurde.

#### Die Bundeshauptstadt als Großstadt
Bonn war durch die konsequente Stadtentwicklung endgültig vom „Bundesdorf“ zur Großstadt geworden. Gleichzeitig wurde der Landkreis Bonn im Rahmen der nordrhein-westfälischen Kreisreform aufgelöst und das übrige Gebiet wurde Bestandteil des Rhein-Sieg-Kreises, der sich nun nicht mehr nur rechtsrheinisch, sondern auch linksrheinisch erstreckte, und so die Stadt weitgehend umschloss.
Bad Godesberg wurde danach als „Diplomatenviertel“ der Stadt bekannt. 1988 waren in Bonn 120 Botschaften ansässig, 87 davon alleine in Bad Godesberg. Allerdings streuten einige Botschaften aufgrund der Raumnot von Köln bis Remagen.
Die dominierende Nord-Süd-Achse der Bundesstraße 9, die frühere Koblenzer Allee, später unterteilt in die Adenauerallee, Willy-Brandt-Allee und Friedrich-Ebert-Allee mit der anschließenden Godesberger Allee, trug im Volksmund den Namen „Diplomatenrennbahn“. Das Regierungs-Viertel wurde nun Bundes-Viertel genannt.

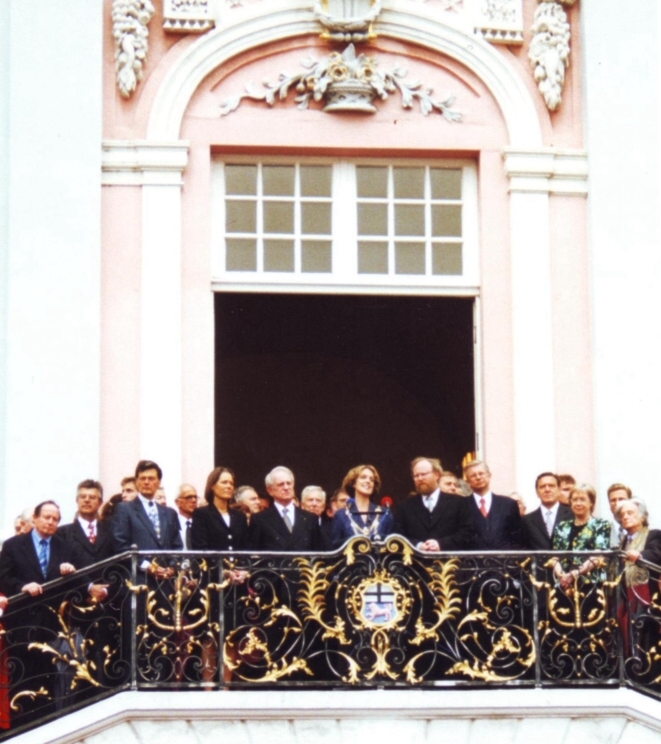
Amtseinführung von Johannes Rau, 1. Juli 1999, mit anschließender Abschiedsfeier des Bundes von Bonn

Der Wille zu dieser Entwicklung wurde durch die Regierungserklärung von Willy Brandt am 18. Januar 1973 unterstrichen, in der er ein deutliches Bekenntnis zum Ausbau der Bundeshauptstadt Bonn abgab. Bereits 1970 war ein Vertrag zwischen dem Bund, dem Land Nordrhein-Westfalen und der Stadt Bonn über den Ausbau Bonns zur Bundeshauptstadt geschlossen worden, dem 1980 ein zweiter folgte. Um die Ministerien und Behörden an einem zentralen Ort um den bisherigen Standort des Bundestages und des Bundeskanzleramtes zusammenzufassen, wurde 1975 ein 672 ha großer Bereich zwischen den Stadtbezirken Bonn und Bad Godesberg in eine Entwicklungsmaßnahme nach dem Städtebauförderungsgesetz überführt. So bildete sich auf dem Grund der vormals weitgehend unbebauten Stadtteile Gronau und Hochkreuz das damalige Regierungsviertel. Ab Anfang 1970 begann die Planung für das neue Bundeskanzleramt. Es wurde 1976 von Bundeskanzler Helmut Schmidt bezogen und blieb bis 1999 in Verwendung.
Auch die Parteien vollzogen ein Ende des „Bundes-Provisoriums“: 1973 wurde die CDU-Parteizentrale, das Konrad-Adenauer-Haus, eingeweiht. 1974 erfolgte die Grundsteinlegung der neuen SPD-Parteizentrale, dem Erich-Ollenhauer-Haus.
Am 24. Mai 1974 feierte Bonn mit einem Staatsakt die 25-Jahr-Feier der Verkündigung des Grundgesetzes.

„Seit einem Vierteljahrhundert wird in Bonn Geschichte gemacht. Die Stadt ist seitdem für viele zum Synonym für die zweite deutsche Republik geworden.“

Am 22. März 1975 wurde ein erster 7,5 Kilometer langen Abschnitt der Bonner U-Bahn zwischen Hauptbahnhof und der Rheinallee in Bad Godesberg eingeweiht. Bereits 1967 war sie beschlossen worden. Die Strecke verlief allerdings nur auf einer Länge von 3,2 Kilometern unterirdisch, was Bonn den Spott Stadt mit der kürzesten U-Bahn Deutschlands einbrachte. Mit fünf U-Bahnhöfen misst der unterirdische Abschnitt heute 8,72 Kilometer. Im Jahre 1986 erfolgte die Fertigstellung. Die Achse B (Ost-West) wurde nicht fertiggestellt, der Westteil fehlt.
Am 20. Mai 1978 wurde das neue Bonner Stadthaus für die Verwaltung der Stadt Bonn eingeweiht. Der Bau war in der Bevölkerung aus mehreren Gründen umstritten: Dem 72 m hohen Zweckbau am südlichen Ende der Nordstadt mussten zahlreiche Häuser weichen, im Prinzip ein ganzes Viertel. Der Bau, erbaut von 1973–1977, war recht groß geraten und dominierte das Stadtbild deutlich. Schließlich liefen die Baukosten deutlich aus der Planung.
1979 fand in Bonn die Bundesgartenschau 1979 statt, zu der die Gronau und Parkflächen in Beuel-Süd angelegt wurden, um die Flusslandschaft Rhein erfahrbar zu machen.
Am 10. Oktober 1981 erlebte Bonn eine Massendemonstration: 250.000 – 300.000 Menschen demonstrieren Für Frieden und Abrüstung rund um den Bonner Hofgarten. In 2.960 Bussen, 41 Sonderzügen und mit 7.950 Pkws waren die Teilnehmer angereist. Die Zahl der Demonstranten übertraf damit die Einwohnerzahl. Die Wiese des Hofgartens musste danach rekultiviert werden. Der Bonner Einzelhandel bezifferte den Umsatzverlust auf 4 Millionen DM, allerdings boomte der Absatz von Bäckereien, Gaststätten, Würstchen- und Getränkeverkäufern. Die Kundgebung verlief gewalt- und störungsfrei, wie ein gewaltiges Sommerfest. Der NRW-Kultusminister Jürgen Girgensohn forderte im Vorfeld die Schulleiter auf, Namen von Lehrern und Schülern zu melden, die an der Kundgebung teilnahmen. Lehrer- und Schülerorganisationen protestierten energisch. Hinter dem rheinischen Landesmuseum stellte der Bildhauer Ulrich Rückriiem einen Gedenkstein auf, um an diesen Tag zu erinnern.
Zwischen dem 9. bis 10. Juni 1982 fand in Bonn ein NATO-Gipfel statt, der an seinem letzten Tag von der zweiten Friedensdemonstration begleitet wurde.
Am 22. Oktober 1983 kam es zu einer dritten großen Friedensdemonstration mit Menschenketten gegen den NATO-Doppelbeschluss. Erneut musste die Wiese des Hofgartens rekultiviert werden.
Sehr oft beschrieben wurde die Dreiteilung der Stadt: Rheinische Mittelstadt, Universitätsstadt und Bundeshauptstadt. Darin lag der Hinweis auf das bürgerliche Bonn, das akademische Bonn und das politische Bonn. Nicht unerwähnt sollte bleiben, dass das wirtschaftliche Bonn gleich vier bedeutende Unternehmen mit sehr aparten Produkten beheimatet: Eierlikör, Fahnen, Gummibären und Orgelpfeifen.
Der Bonner Oberbürgermeister Hans Daniels fasste die städtebauliche Nachkriegsentwicklung Bonns 1984 wie folgt zusammen:

„Was jedoch nach 1945 in bisher nicht dagewesener Form unsere Umwelt veränderte, war die ungeheure Siedlungswelle, die in Bonn dazu führte, daß aus ehemals drei Städten und dreißig Dörfern in weniger als dreißig Jahren die heutige Großstadt Bonn wurde. Die ersten großen Stadterweiterungen vor hundert Jahren, in denen die Gründerzeitviertel der Bonner Süd-, West- und Inneren Nordstadt und in Bad Godesberg das Villenviertel entstanden, waren demgegenüber klein und überschaubar. Vor allem aber war die Stadterweiterung um die Jahrhundertwende – im Gegensatz zur Bauentwicklung nach 1945 – noch gekennzeichnet von einem einheitlichen Gestaltungskanon bei allem Formenreichtum des gründerzeitlichen Bauens im Detail.“

Von 1986 bis 1992/93 diente das Pumpenhaus des Alten Wasserwerkes als Plenarsaal des Deutschen Bundestags. In die Zeit der Nutzung des Ersatzplenarsaals fielen die historischen Beschlüsse des Parlaments zur deutschen Wiedervereinigung und der Hauptstadtbeschluss.
Rückblickend spricht man von der Bundeshauptstadt Bonn auch als Schaltzentrale der Bonner Republik, in Abgrenzung zu der sich zeitlich anschließenden Berliner Republik nach der Wiedervereinigung.

### Bundesstadt nach der Wiedervereinigung Deutschlands
Nach der deutschen Wiedervereinigung wurde Berlin durch den Einigungsvertrag am 3. Oktober 1990 zur Bundeshauptstadt, die Frage des künftigen Regierungssitzes musste aber noch geklärt werden. Nach einer hitzigen Debatte beschloss der Deutsche Bundestag am 20. Juni 1991 mit 338 gegen 320 Stimmen im so genannten Hauptstadtbeschluss, dass Berlin Sitz des Bundestages und der Bundesregierung werden soll. In der darauffolgenden Zeit einigten sich Stadt und Bund darauf, dass Bonn auch weiterhin eine bundespolitisch bedeutende Rolle einnehmen soll und dass dauerhaft schädliche Folgen des Teilumzugs durch Ausgleichsmaßnahmen verhindert werden sollen.

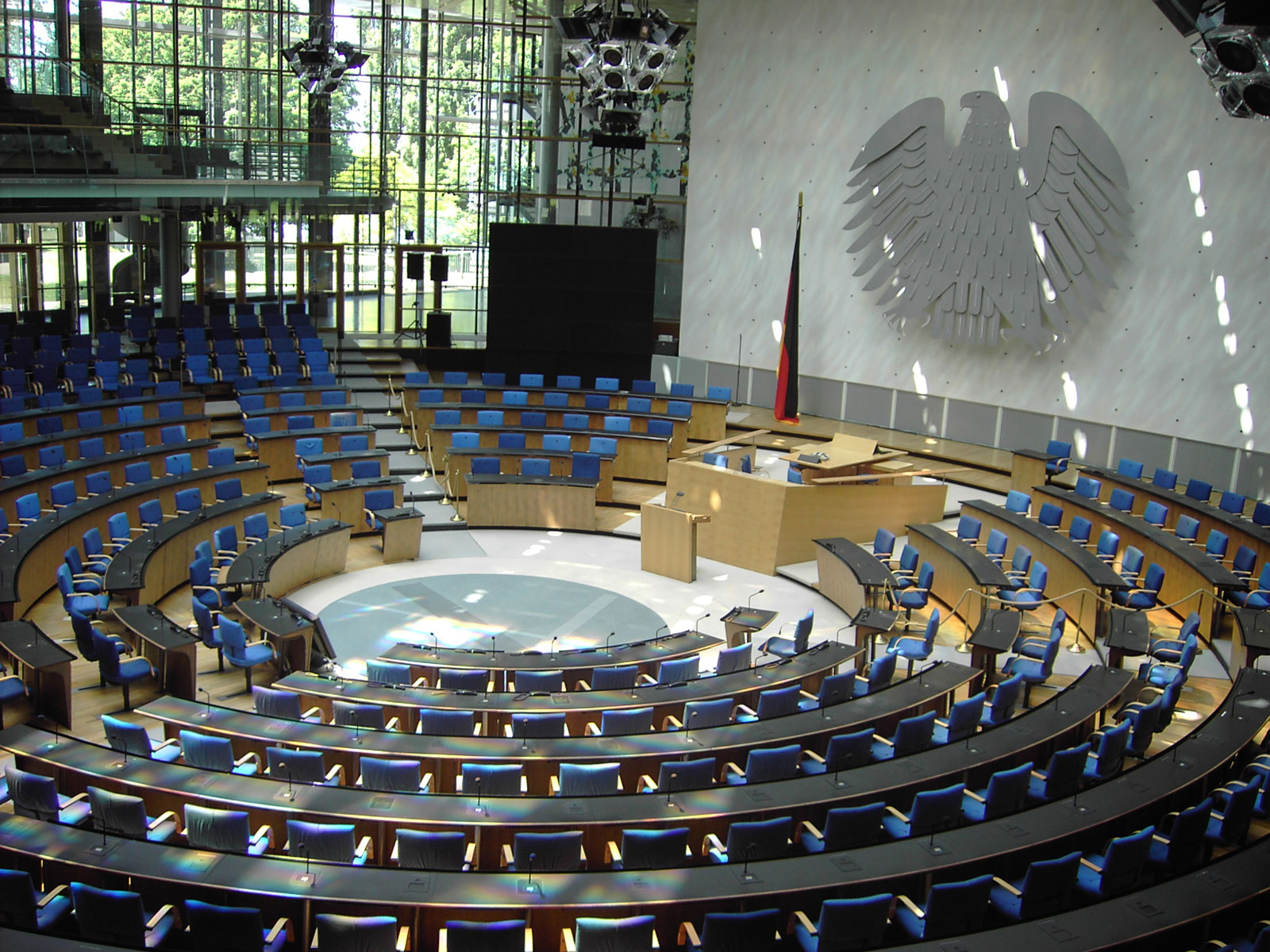
Der frühere Bundestags-Plenarsaal, jetzt Bestandteil des Internationalen Kongresszentrum Bundeshaus Bonn

Dies führte schließlich zum Berlin/Bonn-Gesetz vom 28. April 1994, in dem der Hauptstadtbeschluss bekräftigt wurde und die künftige Organisation der Bundesregierung festgelegt wurde. Danach soll es eine dauerhafte faire Arbeitsteilung zwischen den Städten am Rhein und der Spree geben und in Bonn die politischen Funktionen in den Politikbereichen Bildung und Wissenschaft, Umwelt und Gesundheit, Ernährung und Landwirtschaft sowie Verteidigung erhalten und gefördert werden. Des Weiteren soll nach dem Beschluss Bonn als Standort der Entwicklungspolitik mit nationalen, internationalen und supranationalen Einrichtungen ausgebaut werden. Zur Sicherung des Standortes der Bundesministerien ist vorgesehen, dass insgesamt der größte Teil der ministeriellen Arbeitsplätze in der ehemaligen Hauptstadt verbleibt. Die ihren ersten Dienstsitz in Bonn nehmenden Ministerien richten eine Außenstelle in Berlin ein, im Gegenzug belassen die nach Berlin ziehenden Ministerien einen Zweitsitz in Bonn. Zum Ausgleich war festgelegt worden, über 20 Bundesbehörden aus Berlin und dem Rhein-Main-Gebiet nach Bonn zu verlegen.
Ein Teil des Gesetzes war Grundlage für die „Vereinbarung über die Ausgleichsmaßnahmen für die Region Bonn“ vom 29. Juni 1994, die ein Fördervolumen von 1,437 Milliarden Euro im Zeitraum 1995 bis 2004 vorsah. Damit wurden die im Berlin/Bonn-Gesetz festgelegten Bereiche gefördert, in denen der Ausgleich realisiert werden sollte. Dies waren Wissenschaft, Kultur, internationale Einrichtungen und eine zukunftsträchtige Wirtschaftsstruktur.
Mit dem Gesetz erhielt die Stadt am 28. April 1994 – dem Verkündungsdatum des Berlin/Bonn-Gesetzes – nach vier Jahren „titelloser“ Zeit den Titel Bundesstadt, eine in Deutschland einmalige Bezeichnung. Der Titel soll erstens die Bedeutung Bonns für die deutsche Nachkriegsgeschichte würdigen und den weiterhin bleibenden politischen Einfluss der Stadt anerkennen.
Unabhängig vom Berlin/Bonn-Gesetz verlegte der Bundespräsident 1994 seinen ersten Amtssitz nach Berlin, in Bonn verblieb der zweite Amtssitz mit der Residenz Villa Hammerschmidt. Am 27. September 1996 entschied auch der Bundesrat, seinen Hauptsitz mit dem Bundestag nach Berlin zu verlegen, dabei allerdings einen Zweitsitz in Bonn zu belassen.
Am 17. Juni 1992 wurden Kunstmuseum Bonn und die Kunst- und Ausstellungshalle der Bundesrepublik Deutschland eingeweiht. Das Kunstmuseum Bonn hatte bis dato in Gebäuden hinter dem Alten Rathaus sehr beengt ausgestellt. Die beiden modernen Gebäude wurden als Teil der Museumsmeile Bonn im Regierungsviertel an der Bundesstraße 9 angesiedelt. Die Museumsmeile Bonn wurde 1994 ergänzt: Am 14. Juni 1994 fand die Einweihung des Hauses der Geschichte der Bundesrepublik Deutschland statt. Schließlich kam noch das Deutsche Museum Bonn hinzu. Bereits vorhanden war das berühmte Naturkundemuseum Alexander Koenig, so dass das Ensemble der Museumsmeile aus fünf Museen besteht.

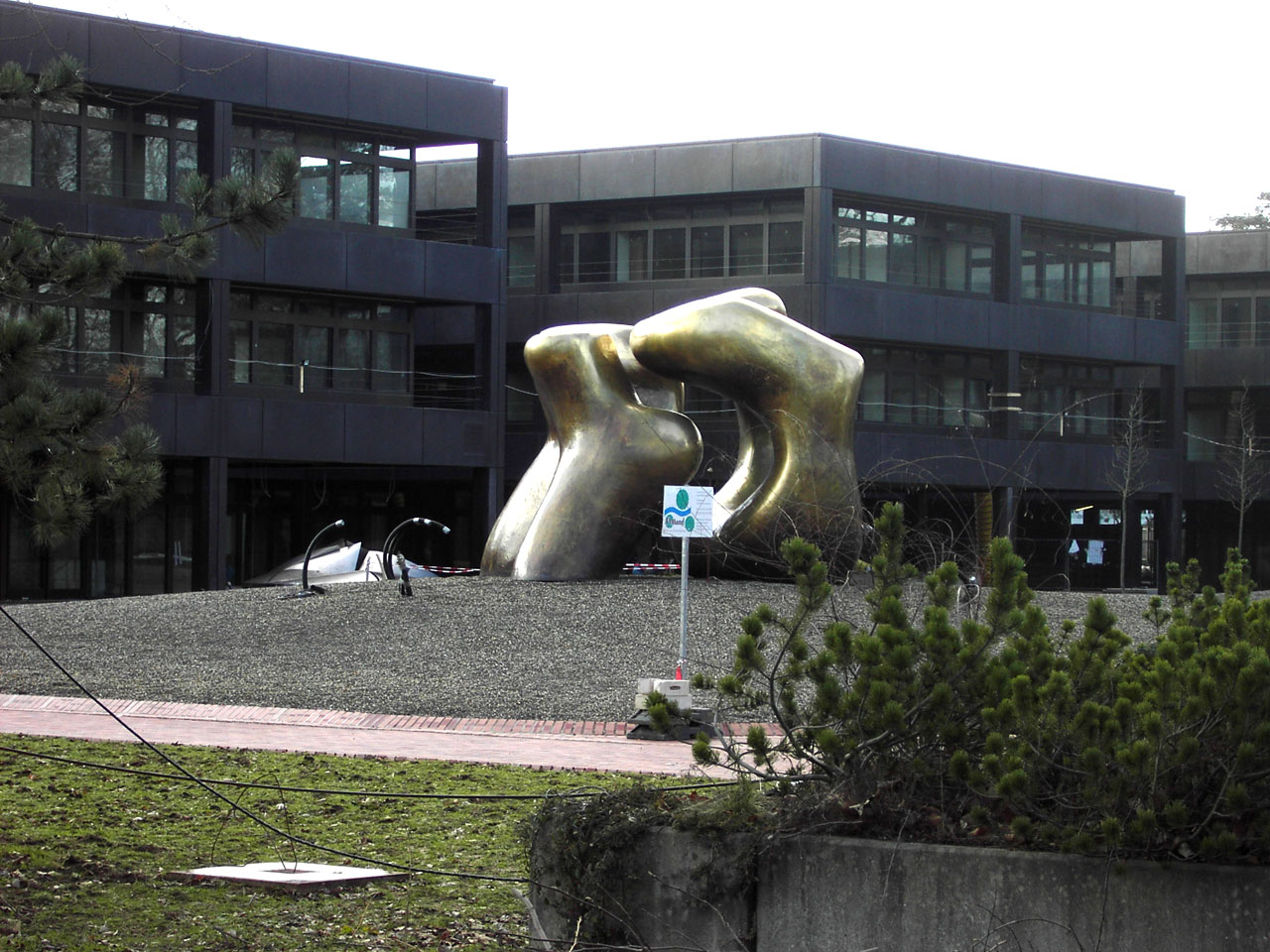
Das ehemalige Bundeskanzleramt, jetzt Sitz des Bundesministeriums für wirtschaftliche Zusammenarbeit und Entwicklung

Einen politischen Einschnitt in die Stadtgeschichte brachte der Ausgang der Kommunalwahl im Jahr 1994 in mehrfacher Hinsicht mit sich. Die wahlberechtigten Bürger beendeten die jahrzehntelange Vorherrschaft der konservativen Parteien im Rat der Stadt – bis 1933 war das katholische Zentrum unangefochten die dominierende politische Kraft, nach 1945 die CDU. 1994 sorgten die Bonner für einen Sieg von SPD und Grünen. Mit Bärbel Dieckmann (SPD) als Oberbürgermeisterin und Doro Pass-Weingartz (Grüne) als Bürgermeisterin standen zudem das erste Mal in der Geschichte Bonns Frauen an der Spitze der Stadt.
Die letzte Sitzung des Deutschen Bundestags in Bonn erfolgte am 1. Juli 1999. Am 14. Juli 2000 fand die letzte Plenarsitzung des Bundesrates in Bonn statt, woraufhin dort die Außenstelle belassen wurde. 2005 waren die letzten Umzugs- und Ausgleichsmaßnahmen abgeschlossen.
Im Sommer 1999 wurde der Umzug von Bundestag und Bundesregierung vollzogen, bis kurz nach der Jahrtausendwende wurde die in den Ministerien vorgesehene Personalstärke erreicht. Bis heute erfordert die Aufteilung von Bundesministerien sowohl in Bonn, wie Berlin, für ein hohes Reiseaufkommen der Ministerialbediensteten (2018: 18.730 Dienstreisen, davon 2/3 mit dem Flugzeug). und jeder dritte ministerielle Arbeitsplatz ist auch 2019 in Bonn angesiedelt. Sechs von 14 Bundesministerien haben sogar noch ihren ersten Dienstsitz in der ehemaligen Hauptstadt am Rhein: Bildung und Forschung, Gesundheit, Landwirtschaft, Umwelt, Verteidigung und Entwicklung. Die Bundesministerien, deren erster Dienstsitz Berlin ist, haben einen zweiten Sitz in Bonn. Das bedeutet, dass alle Ministerien auf zwei Standorte aufgeteilt sind. Der Bundesrechnungshof schlug 2012 vor, alle Ministerien nach Berlin zu verlagern, und auch aus Gründen der Kosten, der Effizienz und des Klimaschutzes plädieren, nahezu 30 Jahre nach der Wiedervereinigung, einige Abgeordneten des Deutschen Bundestages für nur einen Regierungssitz Berlin. Allerdings schreibt das Berlin/Bonn-Gesetz fest, dass Regierungsfunktionen auch in der Bundesstadt Bonn verbleiben sollen, so dass keine grundsätzliche Änderung der Aufgabenverteilung zwischen Bundeshauptstadt Berlin und Bundesstadt Bonn in Sicht ist.
Der Strukturwandel hat dazu geführt, dass heute neben den in Bonn ansässigen Bundesbehörden Dienstleistungsunternehmen den Wirtschaftsstandort prägen; viele davon haben sich um die multinationalen Konzerne Deutsche Post und Deutsche Telekom angesiedelt, die ihre Zentralen in Bonn installiert haben. Außerdem ist Bonn seit einigen Jahren UN-Stadt, was auch zu einem Anstieg der dort tätigen internationalen Organisation geführt hat, von denen sich in Bonn inzwischen über 170 angesiedelt haben. Fast alle Einrichtungen der Weltorganisation sind mittlerweile in dem im Juli 2006 eröffneten „UN-Campus“ – in einem Bereich um den Langen Eugen herum – untergebracht.
Um Bonn als internationalen Standort weiter auszubauen, beschloss 2003 die Stadt Bonn das World Conference Center Bonn (WCCB) als größtes Kongresszentrum Deutschlands in unmittelbarer Nähe zum UN-Campus auszubauen. 2015 wurde es eingeweiht. Die Zentrale der Deutschen Welle, dem deutsche Auslandsfunk, wurde 2003 im ehemaligen Regierungsviertel am Rhein angesiedelt. Insgesamt 30 Sprachredaktionen erstellen hier multimediale Angebote für Nutzer in aller Welt. „UN-Campus“, WCCB und Deutsche Welle umfassen heute große Teile des Bundesviertels.

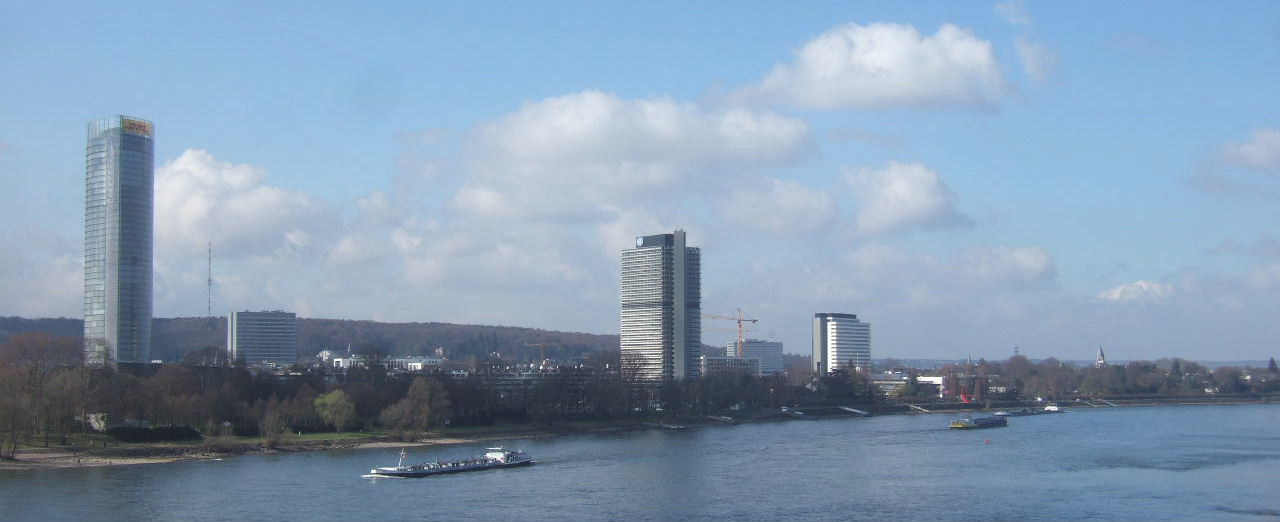
Das Bundesviertel in Gronau, links der Post Tower, in der Mitte der UN-Campus mit dem „Langen Eugen“ (ehem. Abgeordnetenhochhaus), rechts vom Langen Eugen das Bundeshaus, hinter dem das World Conference Center Bonn entsteht

Im Jahre 2012 erfolgte die Einweihung der renovierten Namen-Jesu-Kirche als Bischofskirche der Alt-Katholiken.